# Левон Аронян
Левон Аронян (на арменски: Լևոն Արոնյան) е арменски шахматист, гросмайстор от 2001 г. През май 2020 г. има коефициент ЕЛО 2773, което го прави седмият по сила активен играч в света към момента. Най-високия си коефициент ЕЛО в месечното класиране на ФИДЕ достига през март 2014 г. – 2830, с което е 4-ти в света за всички времена след Магнус Карлсен – 2882, Гари Каспаров – 2851 и Фабиано Каруана – 2844.

## Шахматна биография
Левон Григориевич Аронян (рождено име Лев Аронов) е роден на 6 октомври 1982 г. в Ереван, в семейството на евреина Григорий Леонтиевич Аронов и арменката Седа Авагян-Аронова. Той се научава да играе шах на петгодишна възраст с по-голямата си сестра Лилит. Първата му треньорка е Людмила Финарева от шахматния клуб на Двореца на пионерите в Ереван.

### 1994 – 2007
Един ранен знак за неговите качества е победата на световното първенство за юноши до 12 г. през 1994 г. в Сегед, където печели с 8 от 9 възможни пред бъдещи знаменитости като Етиен Бакро, Руслан Пономарьов, Франсиско Валехо Понс и Александър Гришчук.
От 2001 г. Левон Аронян живее в Германия.
През 2002 г. печели световното първенство за юноши с резултат 10 от 13. През 2004 г. достига до третия кръг на световното първенство, версия ФИДЕ, преди да загуби от Павел Смирнов. През 2005 г. на отборното първенство на Русия завършва с резултат (+5 =3 -0), с ЕЛО коефициент за турнира около 2850. През декември 2005 г. за световната купа в Ханти-Мансийск, Русия на финала Аронян побеждава Руслан Пономарьов след две ремита в основната схема като печели и двете последващи партии ускорен шах. През март 2006 г. печели първо място в Линарес, Испания с половин точка пред Теймур Раджабов и световния шампион Веселин Топалов. През януари 2007 г. на турнира от деветнадесета категория „Корус“ във Вайк ан Зее, Холандия дели първо място с Веселин Топалов и Теймур Раджабов. През май 2007 г. побеждава световния шампион Владимир Крамник с резултат 4:2 в мач по ускорен шахмат.
Победата за световната купа през 2005 г. класира Аронян за турнира на претендентите (световно първенство, версия ФИДЕ). Там той среща Магнус Карлсен, с когото завършва 3:3 в първите шест партии, след това 2:2 в партиите по ускорен шах и печели с 2:0 в партиите блиц. На следващия етап среща на полуфинала Алексей Широв, когото побеждава с 3,5:2,5 от 6 партии. Това го класира на финалния етап в Мексико през 2007 г., където печели 6 точки от 14, което му отрежда седмо от осем места.

### 2008 – 2013
През 2008 г. при участието си на турнира М-Тел Мастърс в София, завършва на последното 6-о място с резултат 3 точки от 10 партии и без постигната победа. След този неуспех се реабилитира, печелейки еднолично турнира от „Гран При“ сериите на ФИДЕ в руския град Сочи. През септември завършва на трето място на турнира от 22-ра категория в Билбао, Испания зад Веселин Топалов и Магнус Карлсен.
През 2009 г. на турнира „Корус“ той е втори със 7,5 т. от 12 партии на половин точка след Сергей Карякин, а на втория гросмайсторски турнир в Билбао печели първо място с 4 победи, 1 реми и 1 загуба. През ноември 2009 г. Аронян участва на мемориала „Тал“ – най-силният турнир в историята със среден коефициент ЕЛО на участниците 2763. Той завършва четвърти с 5/9 т. като във финалния кръг побеждава световния шампион Вишванатан Ананд с черните фигури само за 25 хода.
На турнира в Линарес през 2010 г. Аронян е трети след Топалов и Гришчук. През ноември 2010 г. на мемориала „Тал“ 21 категория той разделя първото място с Шахрияр Мамедяров и Сергей Карякин. Няколко дни по-късно, също в Москва, на Световното първенство по блиц той става победител в турнира и спечелва титлата „Световен шампион по блиц-шах“.
През май 2013 г. Аронян спечелва мемориала „Aлехин“ с 5,5 точки от 9 възможни. По допълнителни показатели той изпревар ва Борис Гелфанд. В турнира участват Ананд, Ваши-Лаграф, Крамник, Витюгов, Адамс, Фресин, Дийн, Свидлер.
В периода 2008 – 2013 г. според резултатите от лични срещи в състезания с класическа контрола, Левон Аронян побеждава световния шампион Вишванатан Ананд с разбиващ резултат +5, -1, = 14. Този успех вписа името на Левон Аронян в регистъра на символичния клуб на победителите над световните шампиони „Ефим Боголюбов“.

### 2014
От 10 до 26 януари той участва в основния турнир на традиционния фестивал по шахмат Tata Steel във Вайк-ан-Зее, Холандия, където играят 12 гросмайстори. Преди последния кръг Аронян има 6 победи, 4 равенства и няма поражения, показвайки красива и креативна игра. В турнира той спечелва предимство пред всички основни съперници – Сергей Карякин, Фабиано Каруана и Хикару Накамура. Побеждава още Аркадий Найдич, Ление Домингес и Уесли Со. Коментаторите наричат победата на Аронян над филипинеца „гениална“ с „блясъка на Моцарт в играта“. Едва в последния кръг Аронян прави сериозна грешка и губи от холандеца Люк ван Уели. С това поражение обаче победата в турнира не избледнява. Аронян увеличава индивидуалния си рейтинг ЕЛО с 14 точки и достига 2826, с което1, надминава собствения си рекорд, поставен през май 2012 г.
Малко след това пътува до Цюрих, Швейцария, за да участва от 29 януари до 4 февруари в 23-тото Цюрихско шахматно предизвикателство 2014 (2301), където също играят световният шампион Магнус Карлсен, Вишванатан Ананд, Хикару Накамура, Фабиано Каруана и Борис Гелфанд. За да се определят стартовите числа на участниците, на 29 януари се провежда турнир по блиц шах, където Левон споделя 1-во и 2-ро място с Карлсен (по допълнителен показател е 2-ри). Турнирът се състои от две части: в първата гросмайсторите играят с класически шах, а във втората – по правилата за бърз шах. В класическия шахмат Левон заема 2-ро място, а в бързия – 3-то. В общото класиране той споделя 2 – 3 място, като загубва от световния шампион Магнус Карлсен. В този турнир Левон Аронян подобрява индивидуалния си рейтинг (класически шах) с 4 точки, достигайки рекордната стойност от 2830 (този резултат е официално потвърден на 1 март 2014 г.).
От 11 до 30 март в град Ханти-Мансийск, Русия, Левон Аронян участва в Световния турнир на кандидатите за короната. Победителят в турнира в два кръга ще има право да хвърли ръкавица на световния шампион Магнус Карлсен. Съперници на Аронян (коефициент ЕЛО 2830) са бившите световни шампиони Владимир Крамник (Русия, 2787), Веселин Топалов (България, 2785), Вишванатан Ананд (Индия, 2770), както и Сергей Карякин (Русия, 2766), Петър Свидлер (Русия, 2758), Шахрияр Мамадяров (Азербайджан, 2757) и Дмитрий Андрейкин (Русия, 2709). В първия кръг Левон с 3 победи и 1 загуба заема второто място. Той провежда втория кръг безуспешно, претърпява 3 поражения и накрая заема 6-о място в турнирната таблица. Вишванатан Ананд става един от победителите преди края на турнира. В този турнир Аронян намалява индивидуалния си рейтинг с 18 точки.
От 2 до 13 юни град Ставангер, Норвегия е домакин на турнира Норвежки шах 2014, където се състезават девет от най-силните гросмайстори в света. В първия ден се провежда турнир по блиц шах, който също изиграва ролята на жребий за основния турнир. Аронян заема второто място, но получава номер 1, защото според регламентите шахматистът, който заеме първото място, може да избере произволен номер. Първи е световният шампион Магнус Карлсен, който избира номер 5. В основния турнир Левон постига една победа над бъдещия победител в турнира Сергей Карякин, две загуби от Александър Гришчук и Магнус Карлсен и шест ремита. Пропуска победата поне в три срещи, спечелвайки само една точка.
От 27 август до 7 септември Аронян участва в двурегионалния супер турнир „Синкфийлд Къп“ в Сейнт Луис, САЩ. Всичките му съперници – световният шампион Магнус Карлсен от Норвегия, Фабиано Каруана от Италия, Хикару Накамура от САЩ, Веселин Топалов от България и Максим Вачиер-Лаграв от Франция – са в челната десетка. Средният коефициент на турнира е 2801,7, което е рекорд в историята. Представянето на Аронян е неуспешно. Той взима само една победа (срещу Топалов), претърпява 3 поражения и споделя 4-то и 5-о място.
През септември Аронян участва във финалния турнир от Големия шлем на шахматния мастърс в Билбао, където с 2 победи и 4 ремита завършва втори, като губи от бившия световен шампион Вишванатан Ананд.
На специалната сесия на 8 октомври Съветът на старейшините в Ереван присъжда на Левон Аронян титлата „Почетен гражданин на Ереван“ по случай 2796-годишнината на града.
По отношение на спорта годината е неуспешна за Аронян. Той не успява да проведе редица турнири и значително намалява индивидуалния си рейтинг, падайки до края на годината на 5-о място.

### 2017
През април 2017 г. в Германия, в супер турнира „GRENKE Chess Classic“ с участието на световния шампион Магнус Карлсен, Левон Аронян заема 1-во място с резултат 5,5 т. от 7.
През юни 2017 г. той става победител в супер турнира по шах, който се провежда в норвежкия град Ставангер. По време на турнира арменският гросмайстор побеждава настоящия световен шампион Магнус Карлсен, скорошният претендент за шахматната корона Сергей Карякин, както и 14-ия световен шампион Владимир Крамник в лична среща и набира 6 точки. Най-близките му преследвачи Хикару Накамура и Владимир Крамник разделят 2-ро и 3-то място с резултат 5 точки. Този успех въвежда Левон Аронян в символичния клуб „Еугенио Торе“.
През септември 2017 г. Левон Аронян за втори път печели Световната купа по шах в Тбилиси. На финала той побеждава китайския гросмайстор Дин Лижън. Първите четири партии на финала завърват наравно, в тай-брейка Левон Аронян спечелва първата игра с белите фигури и втората с черните.
Въз основа на резултатите от Световното първенство през 2017 г. Левон Аронян спечелва правото да участва в турнира на кандидатите за Световно първенство през 2018 г.

### 2018
През януари 2018 г. Аронян печели 16-ия турнир в Гибралтар в тай-брейк, като побеждава Вашие-Лаграв с резултат 2,5 – 1,5 и с общ резултат +5, -0, =5 (7,5 т. / 10).
От 31 март до 9 април 2018 г. Аронян участва в петия турнир по класически шахмат Grenke. Той завършва пети с резултат 5 т. / 9 (+1, -0, =8).
От 28 май до 7 юни Левон участва в турнира в Ставангер, но заема шесто място с резултат 4 т. / 8 (+1, -1, =6).
През август 2018 г. той участва в турнира в Сейнт Луис. Споделя победата в турнира с Карлсен и Каруана, като спечели 5½ т. / 9 (+2, -0, =7).

### 2019
Аронян регистрира първия си значителен успех през 2019 г. през август, когато побеждаваи 10 участници в 5-ия Гранд шах турнир 2019 в Сейнт Луис, САЩ. В бърз шах той споделя 1 – 2 мястя, а в блиц шах – 4 – 5. В общото класиране той е с половин точка пред преследвачите.
През ноември Левон повтаря успеха си на 6-ия турнир в Букурещ, Румъния. В бърз шах той споделя 2-ро – 4-то място, а в блиц-шах заема 5-о – 6-о място. В общото класиране той споделяи 1-во – 2-ро място със Сергей Карякин. Победителят се определя от тай-брейк, където Аронян печели с 1½ ։ ½.

## Участия на шахматни олимпиади
Левон Аронян е трикратен победител в шахматните олимпиади в националния отбор на Армения (2006, 2008, 2012). На петте шахматни олимпиади от 2006 до 2014 г. Аронян играе на първа дъска в отбора на Армения. До 2008 г. изиграва общо 40 партии, постигайки в тях 13 победи и 22 ремита. Средната му успеваемост е точно 60 процента.
От 1 до 14 август 2014 г. в Тромсо, Норвегия, участва в световната шахматна олимпиада в арменския национален отбор заедно с Габриел Саркисян, Сергей Мовсисян, Владимир Акобян и Тигран Котанджан. От 10 срещи постига 3 победи и 7 ремита и заема 7-о място на 1-ва дъска. Арменският тим остава на 8-о място.
| Година | Организатор    | Отбор     | Дъска         | Класиране (отборно, индивидуално) |
| 1996   | Ереван         | Армения 2 | Втора резерва | 50-отб.                           |
| 2004   | Калвия         | Армения   | Втора         | 3-отб.                            |
| 2006   | Торино         | Армения   | Първа         | 1-отб.                            |
| 2008   | Дрезден        | Армения   | Първа         | 1-отб.                            |
| 2010   | Ханти Мансийск | Армения   | Първа         | 2-инд.                            |
| 2012   | Истанбул       | Армения   | Първа         | 1-отб., 1-инд.                    |
| 2014   | Тромсьо        | Армения   | Първа         | 8-отб., 7-инд.                    |

## Шах960
През 2003 г. Аронян печели открития турнир по шах960 в Майнц, Германия. Това го класира за мача срещу световния шампион по шах960 Пьотър Свидлер през следващата година, където той губи с 3,5:4,5. През 2006 г. играе отново мач със Свидлер, печели с 5:3, с което става световен шампион по шах960.

## Несъгласия с Шахматна федерация на Армения
След като се установява в Германия през 2001 г., Левон не се сбогува с арменската шахматна федерация. Той продължава да представлява Армения, учи в шахматния отдел на Арменския държавен институт по физическа култура в Ереван, участва в шахматния живот на Армения, особено в първенството на страната.
През септември 2002 г. 62-рият шампионат завършва с победа на Аронян, той става 31-вия шампион. През октомври арменският национален отбор трябва да участва на Световната олимпиада в Блед, Словения. Според правилата шампионът на Армения трябваше да се присъедини към отбора. Левон се връща в Германия с висок дух и изчаква поканата за участие в предолимпийската сбирка. По указание на федерацията Смбат Лпутян информира по телефона, че Левон не е поканен в националния отбор, тъй като присъствието му може да наруши отбора, понеже характерът на Левон е много лош. Ето защо обиденият Левон Аронян кандидатства в германската шахматна федерация с молба да промени шахматното си гражданство.
На 20 март 2004 г. Арменската шахматна федерация провежда конференция в Ереван, на която министърът на отбраната на Република Армения Серж Саргсян е избран за ръководител на организацията. Започват значителни промени в шахматния живот на Армения и на първо място шахматистите, напуснали страната, се завръщат в Армения. Много обаждащи се не са могли да убедят Левон да се върне в родината си. Въпросът е лично разрешен с призива на Серж Саргсян и през май Аронян отново започна да представлява Армения, превръщайки се в лидер на своя екип.

## Личен живот
На Световното първенство по шахмат в Лас Палмас през 1996 г. Левон Аронян се среща за първи път с австралийската шахматистка Ариана Каоили (1986 – 2020). Те стават близки приятели през 2006 г., когато са представени от общ приятел на Левон и Ариана, австралийския шахматист Александър Вол в Берлин. Започват да се срещат през 2008 г. Левон ѝ предлага през 2015 г. и двамата регистрират брак на 30 септември 2017 г. в Ереван.
В нощта на 14 – 15 март 2020 г. съпругата на Левон Аронян катастрофира: колата ѝ се блъска в бетонен стълб. Ариана Каоили не се възстановява от автомобилна катастрофа и умира в болница от нараняванията на 30 март 2020 г. в Ереван.
Майката на Левон, Седа Аронова, публикува книга за сина си на 22 ноември 2013 г., в която говори за неговото детство и планове.
Аронян е голям фен на джаза. Любимият му саксофонист Джон Колтрейн. Любими класици са Бах, Брукнер, Малер, Дмитрий Шостакович.

## Избрани партии
1. Левон Аронян – Давид Навара 1 – 0, 

Шахматна олимпиада в Тромсьо (Норвегия), 11 кръг, 14.8.2014 г. – Славянска защита, Отказан дамски гамбит 
|   | a | b | c | d | e | f | g | h |   |
| 8 | черен топ на бяло поле c8 · черен топ на бяло поле e8 · черна пешка на черно поле a7 · черна пешка на бяло поле b7 · черен цар на бяло поле d7 · черна пешка на черно поле g7 · черна пешка на бяло поле h7 · черна дама на бяло поле c6 · черен офицер на черно поле d6 · черна пешка на бяло поле e6 · черна пешка на бяло поле d5 · черна пешка на бяло поле f5 · бял кон на бяло поле a4 · черен кон на бяло поле c4 · бяла пешка на черно поле d4 · бяла пешка на черно поле f4 · бяла пешка на черно поле a3 · бял топ на черно поле c3 · бял кон на бяло поле f3 · бяла пешка на черно поле g3 · бяла пешка на бяло поле h3 · бяла пешка на черно поле b2 · бяла дама на бяло поле c2 · бяла пешка на черно поле f2 · бял топ на бяло поле f1 · бял цар на черно поле g1 | черен топ на бяло поле c8 · черен топ на бяло поле e8 · черна пешка на черно поле a7 · черна пешка на бяло поле b7 · черен цар на бяло поле d7 · черна пешка на черно поле g7 · черна пешка на бяло поле h7 · черна дама на бяло поле c6 · черен офицер на черно поле d6 · черна пешка на бяло поле e6 · черна пешка на бяло поле d5 · черна пешка на бяло поле f5 · бял кон на бяло поле a4 · черен кон на бяло поле c4 · бяла пешка на черно поле d4 · бяла пешка на черно поле f4 · бяла пешка на черно поле a3 · бял топ на черно поле c3 · бял кон на бяло поле f3 · бяла пешка на черно поле g3 · бяла пешка на бяло поле h3 · бяла пешка на черно поле b2 · бяла дама на бяло поле c2 · бяла пешка на черно поле f2 · бял топ на бяло поле f1 · бял цар на черно поле g1 | черен топ на бяло поле c8 · черен топ на бяло поле e8 · черна пешка на черно поле a7 · черна пешка на бяло поле b7 · черен цар на бяло поле d7 · черна пешка на черно поле g7 · черна пешка на бяло поле h7 · черна дама на бяло поле c6 · черен офицер на черно поле d6 · черна пешка на бяло поле e6 · черна пешка на бяло поле d5 · черна пешка на бяло поле f5 · бял кон на бяло поле a4 · черен кон на бяло поле c4 · бяла пешка на черно поле d4 · бяла пешка на черно поле f4 · бяла пешка на черно поле a3 · бял топ на черно поле c3 · бял кон на бяло поле f3 · бяла пешка на черно поле g3 · бяла пешка на бяло поле h3 · бяла пешка на черно поле b2 · бяла дама на бяло поле c2 · бяла пешка на черно поле f2 · бял топ на бяло поле f1 · бял цар на черно поле g1 | черен топ на бяло поле c8 · черен топ на бяло поле e8 · черна пешка на черно поле a7 · черна пешка на бяло поле b7 · черен цар на бяло поле d7 · черна пешка на черно поле g7 · черна пешка на бяло поле h7 · черна дама на бяло поле c6 · черен офицер на черно поле d6 · черна пешка на бяло поле e6 · черна пешка на бяло поле d5 · черна пешка на бяло поле f5 · бял кон на бяло поле a4 · черен кон на бяло поле c4 · бяла пешка на черно поле d4 · бяла пешка на черно поле f4 · бяла пешка на черно поле a3 · бял топ на черно поле c3 · бял кон на бяло поле f3 · бяла пешка на черно поле g3 · бяла пешка на бяло поле h3 · бяла пешка на черно поле b2 · бяла дама на бяло поле c2 · бяла пешка на черно поле f2 · бял топ на бяло поле f1 · бял цар на черно поле g1 | черен топ на бяло поле c8 · черен топ на бяло поле e8 · черна пешка на черно поле a7 · черна пешка на бяло поле b7 · черен цар на бяло поле d7 · черна пешка на черно поле g7 · черна пешка на бяло поле h7 · черна дама на бяло поле c6 · черен офицер на черно поле d6 · черна пешка на бяло поле e6 · черна пешка на бяло поле d5 · черна пешка на бяло поле f5 · бял кон на бяло поле a4 · черен кон на бяло поле c4 · бяла пешка на черно поле d4 · бяла пешка на черно поле f4 · бяла пешка на черно поле a3 · бял топ на черно поле c3 · бял кон на бяло поле f3 · бяла пешка на черно поле g3 · бяла пешка на бяло поле h3 · бяла пешка на черно поле b2 · бяла дама на бяло поле c2 · бяла пешка на черно поле f2 · бял топ на бяло поле f1 · бял цар на черно поле g1 | черен топ на бяло поле c8 · черен топ на бяло поле e8 · черна пешка на черно поле a7 · черна пешка на бяло поле b7 · черен цар на бяло поле d7 · черна пешка на черно поле g7 · черна пешка на бяло поле h7 · черна дама на бяло поле c6 · черен офицер на черно поле d6 · черна пешка на бяло поле e6 · черна пешка на бяло поле d5 · черна пешка на бяло поле f5 · бял кон на бяло поле a4 · черен кон на бяло поле c4 · бяла пешка на черно поле d4 · бяла пешка на черно поле f4 · бяла пешка на черно поле a3 · бял топ на черно поле c3 · бял кон на бяло поле f3 · бяла пешка на черно поле g3 · бяла пешка на бяло поле h3 · бяла пешка на черно поле b2 · бяла дама на бяло поле c2 · бяла пешка на черно поле f2 · бял топ на бяло поле f1 · бял цар на черно поле g1 | черен топ на бяло поле c8 · черен топ на бяло поле e8 · черна пешка на черно поле a7 · черна пешка на бяло поле b7 · черен цар на бяло поле d7 · черна пешка на черно поле g7 · черна пешка на бяло поле h7 · черна дама на бяло поле c6 · черен офицер на черно поле d6 · черна пешка на бяло поле e6 · черна пешка на бяло поле d5 · черна пешка на бяло поле f5 · бял кон на бяло поле a4 · черен кон на бяло поле c4 · бяла пешка на черно поле d4 · бяла пешка на черно поле f4 · бяла пешка на черно поле a3 · бял топ на черно поле c3 · бял кон на бяло поле f3 · бяла пешка на черно поле g3 · бяла пешка на бяло поле h3 · бяла пешка на черно поле b2 · бяла дама на бяло поле c2 · бяла пешка на черно поле f2 · бял топ на бяло поле f1 · бял цар на черно поле g1 | черен топ на бяло поле c8 · черен топ на бяло поле e8 · черна пешка на черно поле a7 · черна пешка на бяло поле b7 · черен цар на бяло поле d7 · черна пешка на черно поле g7 · черна пешка на бяло поле h7 · черна дама на бяло поле c6 · черен офицер на черно поле d6 · черна пешка на бяло поле e6 · черна пешка на бяло поле d5 · черна пешка на бяло поле f5 · бял кон на бяло поле a4 · черен кон на бяло поле c4 · бяла пешка на черно поле d4 · бяла пешка на черно поле f4 · бяла пешка на черно поле a3 · бял топ на черно поле c3 · бял кон на бяло поле f3 · бяла пешка на черно поле g3 · бяла пешка на бяло поле h3 · бяла пешка на черно поле b2 · бяла дама на бяло поле c2 · бяла пешка на черно поле f2 · бял топ на бяло поле f1 · бял цар на черно поле g1 | 8 |
| 7 | черен топ на бяло поле c8 · черен топ на бяло поле e8 · черна пешка на черно поле a7 · черна пешка на бяло поле b7 · черен цар на бяло поле d7 · черна пешка на черно поле g7 · черна пешка на бяло поле h7 · черна дама на бяло поле c6 · черен офицер на черно поле d6 · черна пешка на бяло поле e6 · черна пешка на бяло поле d5 · черна пешка на бяло поле f5 · бял кон на бяло поле a4 · черен кон на бяло поле c4 · бяла пешка на черно поле d4 · бяла пешка на черно поле f4 · бяла пешка на черно поле a3 · бял топ на черно поле c3 · бял кон на бяло поле f3 · бяла пешка на черно поле g3 · бяла пешка на бяло поле h3 · бяла пешка на черно поле b2 · бяла дама на бяло поле c2 · бяла пешка на черно поле f2 · бял топ на бяло поле f1 · бял цар на черно поле g1 | черен топ на бяло поле c8 · черен топ на бяло поле e8 · черна пешка на черно поле a7 · черна пешка на бяло поле b7 · черен цар на бяло поле d7 · черна пешка на черно поле g7 · черна пешка на бяло поле h7 · черна дама на бяло поле c6 · черен офицер на черно поле d6 · черна пешка на бяло поле e6 · черна пешка на бяло поле d5 · черна пешка на бяло поле f5 · бял кон на бяло поле a4 · черен кон на бяло поле c4 · бяла пешка на черно поле d4 · бяла пешка на черно поле f4 · бяла пешка на черно поле a3 · бял топ на черно поле c3 · бял кон на бяло поле f3 · бяла пешка на черно поле g3 · бяла пешка на бяло поле h3 · бяла пешка на черно поле b2 · бяла дама на бяло поле c2 · бяла пешка на черно поле f2 · бял топ на бяло поле f1 · бял цар на черно поле g1 | черен топ на бяло поле c8 · черен топ на бяло поле e8 · черна пешка на черно поле a7 · черна пешка на бяло поле b7 · черен цар на бяло поле d7 · черна пешка на черно поле g7 · черна пешка на бяло поле h7 · черна дама на бяло поле c6 · черен офицер на черно поле d6 · черна пешка на бяло поле e6 · черна пешка на бяло поле d5 · черна пешка на бяло поле f5 · бял кон на бяло поле a4 · черен кон на бяло поле c4 · бяла пешка на черно поле d4 · бяла пешка на черно поле f4 · бяла пешка на черно поле a3 · бял топ на черно поле c3 · бял кон на бяло поле f3 · бяла пешка на черно поле g3 · бяла пешка на бяло поле h3 · бяла пешка на черно поле b2 · бяла дама на бяло поле c2 · бяла пешка на черно поле f2 · бял топ на бяло поле f1 · бял цар на черно поле g1 | черен топ на бяло поле c8 · черен топ на бяло поле e8 · черна пешка на черно поле a7 · черна пешка на бяло поле b7 · черен цар на бяло поле d7 · черна пешка на черно поле g7 · черна пешка на бяло поле h7 · черна дама на бяло поле c6 · черен офицер на черно поле d6 · черна пешка на бяло поле e6 · черна пешка на бяло поле d5 · черна пешка на бяло поле f5 · бял кон на бяло поле a4 · черен кон на бяло поле c4 · бяла пешка на черно поле d4 · бяла пешка на черно поле f4 · бяла пешка на черно поле a3 · бял топ на черно поле c3 · бял кон на бяло поле f3 · бяла пешка на черно поле g3 · бяла пешка на бяло поле h3 · бяла пешка на черно поле b2 · бяла дама на бяло поле c2 · бяла пешка на черно поле f2 · бял топ на бяло поле f1 · бял цар на черно поле g1 | черен топ на бяло поле c8 · черен топ на бяло поле e8 · черна пешка на черно поле a7 · черна пешка на бяло поле b7 · черен цар на бяло поле d7 · черна пешка на черно поле g7 · черна пешка на бяло поле h7 · черна дама на бяло поле c6 · черен офицер на черно поле d6 · черна пешка на бяло поле e6 · черна пешка на бяло поле d5 · черна пешка на бяло поле f5 · бял кон на бяло поле a4 · черен кон на бяло поле c4 · бяла пешка на черно поле d4 · бяла пешка на черно поле f4 · бяла пешка на черно поле a3 · бял топ на черно поле c3 · бял кон на бяло поле f3 · бяла пешка на черно поле g3 · бяла пешка на бяло поле h3 · бяла пешка на черно поле b2 · бяла дама на бяло поле c2 · бяла пешка на черно поле f2 · бял топ на бяло поле f1 · бял цар на черно поле g1 | черен топ на бяло поле c8 · черен топ на бяло поле e8 · черна пешка на черно поле a7 · черна пешка на бяло поле b7 · черен цар на бяло поле d7 · черна пешка на черно поле g7 · черна пешка на бяло поле h7 · черна дама на бяло поле c6 · черен офицер на черно поле d6 · черна пешка на бяло поле e6 · черна пешка на бяло поле d5 · черна пешка на бяло поле f5 · бял кон на бяло поле a4 · черен кон на бяло поле c4 · бяла пешка на черно поле d4 · бяла пешка на черно поле f4 · бяла пешка на черно поле a3 · бял топ на черно поле c3 · бял кон на бяло поле f3 · бяла пешка на черно поле g3 · бяла пешка на бяло поле h3 · бяла пешка на черно поле b2 · бяла дама на бяло поле c2 · бяла пешка на черно поле f2 · бял топ на бяло поле f1 · бял цар на черно поле g1 | черен топ на бяло поле c8 · черен топ на бяло поле e8 · черна пешка на черно поле a7 · черна пешка на бяло поле b7 · черен цар на бяло поле d7 · черна пешка на черно поле g7 · черна пешка на бяло поле h7 · черна дама на бяло поле c6 · черен офицер на черно поле d6 · черна пешка на бяло поле e6 · черна пешка на бяло поле d5 · черна пешка на бяло поле f5 · бял кон на бяло поле a4 · черен кон на бяло поле c4 · бяла пешка на черно поле d4 · бяла пешка на черно поле f4 · бяла пешка на черно поле a3 · бял топ на черно поле c3 · бял кон на бяло поле f3 · бяла пешка на черно поле g3 · бяла пешка на бяло поле h3 · бяла пешка на черно поле b2 · бяла дама на бяло поле c2 · бяла пешка на черно поле f2 · бял топ на бяло поле f1 · бял цар на черно поле g1 | черен топ на бяло поле c8 · черен топ на бяло поле e8 · черна пешка на черно поле a7 · черна пешка на бяло поле b7 · черен цар на бяло поле d7 · черна пешка на черно поле g7 · черна пешка на бяло поле h7 · черна дама на бяло поле c6 · черен офицер на черно поле d6 · черна пешка на бяло поле e6 · черна пешка на бяло поле d5 · черна пешка на бяло поле f5 · бял кон на бяло поле a4 · черен кон на бяло поле c4 · бяла пешка на черно поле d4 · бяла пешка на черно поле f4 · бяла пешка на черно поле a3 · бял топ на черно поле c3 · бял кон на бяло поле f3 · бяла пешка на черно поле g3 · бяла пешка на бяло поле h3 · бяла пешка на черно поле b2 · бяла дама на бяло поле c2 · бяла пешка на черно поле f2 · бял топ на бяло поле f1 · бял цар на черно поле g1 | 7 |
| 6 | черен топ на бяло поле c8 · черен топ на бяло поле e8 · черна пешка на черно поле a7 · черна пешка на бяло поле b7 · черен цар на бяло поле d7 · черна пешка на черно поле g7 · черна пешка на бяло поле h7 · черна дама на бяло поле c6 · черен офицер на черно поле d6 · черна пешка на бяло поле e6 · черна пешка на бяло поле d5 · черна пешка на бяло поле f5 · бял кон на бяло поле a4 · черен кон на бяло поле c4 · бяла пешка на черно поле d4 · бяла пешка на черно поле f4 · бяла пешка на черно поле a3 · бял топ на черно поле c3 · бял кон на бяло поле f3 · бяла пешка на черно поле g3 · бяла пешка на бяло поле h3 · бяла пешка на черно поле b2 · бяла дама на бяло поле c2 · бяла пешка на черно поле f2 · бял топ на бяло поле f1 · бял цар на черно поле g1 | черен топ на бяло поле c8 · черен топ на бяло поле e8 · черна пешка на черно поле a7 · черна пешка на бяло поле b7 · черен цар на бяло поле d7 · черна пешка на черно поле g7 · черна пешка на бяло поле h7 · черна дама на бяло поле c6 · черен офицер на черно поле d6 · черна пешка на бяло поле e6 · черна пешка на бяло поле d5 · черна пешка на бяло поле f5 · бял кон на бяло поле a4 · черен кон на бяло поле c4 · бяла пешка на черно поле d4 · бяла пешка на черно поле f4 · бяла пешка на черно поле a3 · бял топ на черно поле c3 · бял кон на бяло поле f3 · бяла пешка на черно поле g3 · бяла пешка на бяло поле h3 · бяла пешка на черно поле b2 · бяла дама на бяло поле c2 · бяла пешка на черно поле f2 · бял топ на бяло поле f1 · бял цар на черно поле g1 | черен топ на бяло поле c8 · черен топ на бяло поле e8 · черна пешка на черно поле a7 · черна пешка на бяло поле b7 · черен цар на бяло поле d7 · черна пешка на черно поле g7 · черна пешка на бяло поле h7 · черна дама на бяло поле c6 · черен офицер на черно поле d6 · черна пешка на бяло поле e6 · черна пешка на бяло поле d5 · черна пешка на бяло поле f5 · бял кон на бяло поле a4 · черен кон на бяло поле c4 · бяла пешка на черно поле d4 · бяла пешка на черно поле f4 · бяла пешка на черно поле a3 · бял топ на черно поле c3 · бял кон на бяло поле f3 · бяла пешка на черно поле g3 · бяла пешка на бяло поле h3 · бяла пешка на черно поле b2 · бяла дама на бяло поле c2 · бяла пешка на черно поле f2 · бял топ на бяло поле f1 · бял цар на черно поле g1 | черен топ на бяло поле c8 · черен топ на бяло поле e8 · черна пешка на черно поле a7 · черна пешка на бяло поле b7 · черен цар на бяло поле d7 · черна пешка на черно поле g7 · черна пешка на бяло поле h7 · черна дама на бяло поле c6 · черен офицер на черно поле d6 · черна пешка на бяло поле e6 · черна пешка на бяло поле d5 · черна пешка на бяло поле f5 · бял кон на бяло поле a4 · черен кон на бяло поле c4 · бяла пешка на черно поле d4 · бяла пешка на черно поле f4 · бяла пешка на черно поле a3 · бял топ на черно поле c3 · бял кон на бяло поле f3 · бяла пешка на черно поле g3 · бяла пешка на бяло поле h3 · бяла пешка на черно поле b2 · бяла дама на бяло поле c2 · бяла пешка на черно поле f2 · бял топ на бяло поле f1 · бял цар на черно поле g1 | черен топ на бяло поле c8 · черен топ на бяло поле e8 · черна пешка на черно поле a7 · черна пешка на бяло поле b7 · черен цар на бяло поле d7 · черна пешка на черно поле g7 · черна пешка на бяло поле h7 · черна дама на бяло поле c6 · черен офицер на черно поле d6 · черна пешка на бяло поле e6 · черна пешка на бяло поле d5 · черна пешка на бяло поле f5 · бял кон на бяло поле a4 · черен кон на бяло поле c4 · бяла пешка на черно поле d4 · бяла пешка на черно поле f4 · бяла пешка на черно поле a3 · бял топ на черно поле c3 · бял кон на бяло поле f3 · бяла пешка на черно поле g3 · бяла пешка на бяло поле h3 · бяла пешка на черно поле b2 · бяла дама на бяло поле c2 · бяла пешка на черно поле f2 · бял топ на бяло поле f1 · бял цар на черно поле g1 | черен топ на бяло поле c8 · черен топ на бяло поле e8 · черна пешка на черно поле a7 · черна пешка на бяло поле b7 · черен цар на бяло поле d7 · черна пешка на черно поле g7 · черна пешка на бяло поле h7 · черна дама на бяло поле c6 · черен офицер на черно поле d6 · черна пешка на бяло поле e6 · черна пешка на бяло поле d5 · черна пешка на бяло поле f5 · бял кон на бяло поле a4 · черен кон на бяло поле c4 · бяла пешка на черно поле d4 · бяла пешка на черно поле f4 · бяла пешка на черно поле a3 · бял топ на черно поле c3 · бял кон на бяло поле f3 · бяла пешка на черно поле g3 · бяла пешка на бяло поле h3 · бяла пешка на черно поле b2 · бяла дама на бяло поле c2 · бяла пешка на черно поле f2 · бял топ на бяло поле f1 · бял цар на черно поле g1 | черен топ на бяло поле c8 · черен топ на бяло поле e8 · черна пешка на черно поле a7 · черна пешка на бяло поле b7 · черен цар на бяло поле d7 · черна пешка на черно поле g7 · черна пешка на бяло поле h7 · черна дама на бяло поле c6 · черен офицер на черно поле d6 · черна пешка на бяло поле e6 · черна пешка на бяло поле d5 · черна пешка на бяло поле f5 · бял кон на бяло поле a4 · черен кон на бяло поле c4 · бяла пешка на черно поле d4 · бяла пешка на черно поле f4 · бяла пешка на черно поле a3 · бял топ на черно поле c3 · бял кон на бяло поле f3 · бяла пешка на черно поле g3 · бяла пешка на бяло поле h3 · бяла пешка на черно поле b2 · бяла дама на бяло поле c2 · бяла пешка на черно поле f2 · бял топ на бяло поле f1 · бял цар на черно поле g1 | черен топ на бяло поле c8 · черен топ на бяло поле e8 · черна пешка на черно поле a7 · черна пешка на бяло поле b7 · черен цар на бяло поле d7 · черна пешка на черно поле g7 · черна пешка на бяло поле h7 · черна дама на бяло поле c6 · черен офицер на черно поле d6 · черна пешка на бяло поле e6 · черна пешка на бяло поле d5 · черна пешка на бяло поле f5 · бял кон на бяло поле a4 · черен кон на бяло поле c4 · бяла пешка на черно поле d4 · бяла пешка на черно поле f4 · бяла пешка на черно поле a3 · бял топ на черно поле c3 · бял кон на бяло поле f3 · бяла пешка на черно поле g3 · бяла пешка на бяло поле h3 · бяла пешка на черно поле b2 · бяла дама на бяло поле c2 · бяла пешка на черно поле f2 · бял топ на бяло поле f1 · бял цар на черно поле g1 | 6 |
| 5 | черен топ на бяло поле c8 · черен топ на бяло поле e8 · черна пешка на черно поле a7 · черна пешка на бяло поле b7 · черен цар на бяло поле d7 · черна пешка на черно поле g7 · черна пешка на бяло поле h7 · черна дама на бяло поле c6 · черен офицер на черно поле d6 · черна пешка на бяло поле e6 · черна пешка на бяло поле d5 · черна пешка на бяло поле f5 · бял кон на бяло поле a4 · черен кон на бяло поле c4 · бяла пешка на черно поле d4 · бяла пешка на черно поле f4 · бяла пешка на черно поле a3 · бял топ на черно поле c3 · бял кон на бяло поле f3 · бяла пешка на черно поле g3 · бяла пешка на бяло поле h3 · бяла пешка на черно поле b2 · бяла дама на бяло поле c2 · бяла пешка на черно поле f2 · бял топ на бяло поле f1 · бял цар на черно поле g1 | черен топ на бяло поле c8 · черен топ на бяло поле e8 · черна пешка на черно поле a7 · черна пешка на бяло поле b7 · черен цар на бяло поле d7 · черна пешка на черно поле g7 · черна пешка на бяло поле h7 · черна дама на бяло поле c6 · черен офицер на черно поле d6 · черна пешка на бяло поле e6 · черна пешка на бяло поле d5 · черна пешка на бяло поле f5 · бял кон на бяло поле a4 · черен кон на бяло поле c4 · бяла пешка на черно поле d4 · бяла пешка на черно поле f4 · бяла пешка на черно поле a3 · бял топ на черно поле c3 · бял кон на бяло поле f3 · бяла пешка на черно поле g3 · бяла пешка на бяло поле h3 · бяла пешка на черно поле b2 · бяла дама на бяло поле c2 · бяла пешка на черно поле f2 · бял топ на бяло поле f1 · бял цар на черно поле g1 | черен топ на бяло поле c8 · черен топ на бяло поле e8 · черна пешка на черно поле a7 · черна пешка на бяло поле b7 · черен цар на бяло поле d7 · черна пешка на черно поле g7 · черна пешка на бяло поле h7 · черна дама на бяло поле c6 · черен офицер на черно поле d6 · черна пешка на бяло поле e6 · черна пешка на бяло поле d5 · черна пешка на бяло поле f5 · бял кон на бяло поле a4 · черен кон на бяло поле c4 · бяла пешка на черно поле d4 · бяла пешка на черно поле f4 · бяла пешка на черно поле a3 · бял топ на черно поле c3 · бял кон на бяло поле f3 · бяла пешка на черно поле g3 · бяла пешка на бяло поле h3 · бяла пешка на черно поле b2 · бяла дама на бяло поле c2 · бяла пешка на черно поле f2 · бял топ на бяло поле f1 · бял цар на черно поле g1 | черен топ на бяло поле c8 · черен топ на бяло поле e8 · черна пешка на черно поле a7 · черна пешка на бяло поле b7 · черен цар на бяло поле d7 · черна пешка на черно поле g7 · черна пешка на бяло поле h7 · черна дама на бяло поле c6 · черен офицер на черно поле d6 · черна пешка на бяло поле e6 · черна пешка на бяло поле d5 · черна пешка на бяло поле f5 · бял кон на бяло поле a4 · черен кон на бяло поле c4 · бяла пешка на черно поле d4 · бяла пешка на черно поле f4 · бяла пешка на черно поле a3 · бял топ на черно поле c3 · бял кон на бяло поле f3 · бяла пешка на черно поле g3 · бяла пешка на бяло поле h3 · бяла пешка на черно поле b2 · бяла дама на бяло поле c2 · бяла пешка на черно поле f2 · бял топ на бяло поле f1 · бял цар на черно поле g1 | черен топ на бяло поле c8 · черен топ на бяло поле e8 · черна пешка на черно поле a7 · черна пешка на бяло поле b7 · черен цар на бяло поле d7 · черна пешка на черно поле g7 · черна пешка на бяло поле h7 · черна дама на бяло поле c6 · черен офицер на черно поле d6 · черна пешка на бяло поле e6 · черна пешка на бяло поле d5 · черна пешка на бяло поле f5 · бял кон на бяло поле a4 · черен кон на бяло поле c4 · бяла пешка на черно поле d4 · бяла пешка на черно поле f4 · бяла пешка на черно поле a3 · бял топ на черно поле c3 · бял кон на бяло поле f3 · бяла пешка на черно поле g3 · бяла пешка на бяло поле h3 · бяла пешка на черно поле b2 · бяла дама на бяло поле c2 · бяла пешка на черно поле f2 · бял топ на бяло поле f1 · бял цар на черно поле g1 | черен топ на бяло поле c8 · черен топ на бяло поле e8 · черна пешка на черно поле a7 · черна пешка на бяло поле b7 · черен цар на бяло поле d7 · черна пешка на черно поле g7 · черна пешка на бяло поле h7 · черна дама на бяло поле c6 · черен офицер на черно поле d6 · черна пешка на бяло поле e6 · черна пешка на бяло поле d5 · черна пешка на бяло поле f5 · бял кон на бяло поле a4 · черен кон на бяло поле c4 · бяла пешка на черно поле d4 · бяла пешка на черно поле f4 · бяла пешка на черно поле a3 · бял топ на черно поле c3 · бял кон на бяло поле f3 · бяла пешка на черно поле g3 · бяла пешка на бяло поле h3 · бяла пешка на черно поле b2 · бяла дама на бяло поле c2 · бяла пешка на черно поле f2 · бял топ на бяло поле f1 · бял цар на черно поле g1 | черен топ на бяло поле c8 · черен топ на бяло поле e8 · черна пешка на черно поле a7 · черна пешка на бяло поле b7 · черен цар на бяло поле d7 · черна пешка на черно поле g7 · черна пешка на бяло поле h7 · черна дама на бяло поле c6 · черен офицер на черно поле d6 · черна пешка на бяло поле e6 · черна пешка на бяло поле d5 · черна пешка на бяло поле f5 · бял кон на бяло поле a4 · черен кон на бяло поле c4 · бяла пешка на черно поле d4 · бяла пешка на черно поле f4 · бяла пешка на черно поле a3 · бял топ на черно поле c3 · бял кон на бяло поле f3 · бяла пешка на черно поле g3 · бяла пешка на бяло поле h3 · бяла пешка на черно поле b2 · бяла дама на бяло поле c2 · бяла пешка на черно поле f2 · бял топ на бяло поле f1 · бял цар на черно поле g1 | черен топ на бяло поле c8 · черен топ на бяло поле e8 · черна пешка на черно поле a7 · черна пешка на бяло поле b7 · черен цар на бяло поле d7 · черна пешка на черно поле g7 · черна пешка на бяло поле h7 · черна дама на бяло поле c6 · черен офицер на черно поле d6 · черна пешка на бяло поле e6 · черна пешка на бяло поле d5 · черна пешка на бяло поле f5 · бял кон на бяло поле a4 · черен кон на бяло поле c4 · бяла пешка на черно поле d4 · бяла пешка на черно поле f4 · бяла пешка на черно поле a3 · бял топ на черно поле c3 · бял кон на бяло поле f3 · бяла пешка на черно поле g3 · бяла пешка на бяло поле h3 · бяла пешка на черно поле b2 · бяла дама на бяло поле c2 · бяла пешка на черно поле f2 · бял топ на бяло поле f1 · бял цар на черно поле g1 | 5 |
| 4 | черен топ на бяло поле c8 · черен топ на бяло поле e8 · черна пешка на черно поле a7 · черна пешка на бяло поле b7 · черен цар на бяло поле d7 · черна пешка на черно поле g7 · черна пешка на бяло поле h7 · черна дама на бяло поле c6 · черен офицер на черно поле d6 · черна пешка на бяло поле e6 · черна пешка на бяло поле d5 · черна пешка на бяло поле f5 · бял кон на бяло поле a4 · черен кон на бяло поле c4 · бяла пешка на черно поле d4 · бяла пешка на черно поле f4 · бяла пешка на черно поле a3 · бял топ на черно поле c3 · бял кон на бяло поле f3 · бяла пешка на черно поле g3 · бяла пешка на бяло поле h3 · бяла пешка на черно поле b2 · бяла дама на бяло поле c2 · бяла пешка на черно поле f2 · бял топ на бяло поле f1 · бял цар на черно поле g1 | черен топ на бяло поле c8 · черен топ на бяло поле e8 · черна пешка на черно поле a7 · черна пешка на бяло поле b7 · черен цар на бяло поле d7 · черна пешка на черно поле g7 · черна пешка на бяло поле h7 · черна дама на бяло поле c6 · черен офицер на черно поле d6 · черна пешка на бяло поле e6 · черна пешка на бяло поле d5 · черна пешка на бяло поле f5 · бял кон на бяло поле a4 · черен кон на бяло поле c4 · бяла пешка на черно поле d4 · бяла пешка на черно поле f4 · бяла пешка на черно поле a3 · бял топ на черно поле c3 · бял кон на бяло поле f3 · бяла пешка на черно поле g3 · бяла пешка на бяло поле h3 · бяла пешка на черно поле b2 · бяла дама на бяло поле c2 · бяла пешка на черно поле f2 · бял топ на бяло поле f1 · бял цар на черно поле g1 | черен топ на бяло поле c8 · черен топ на бяло поле e8 · черна пешка на черно поле a7 · черна пешка на бяло поле b7 · черен цар на бяло поле d7 · черна пешка на черно поле g7 · черна пешка на бяло поле h7 · черна дама на бяло поле c6 · черен офицер на черно поле d6 · черна пешка на бяло поле e6 · черна пешка на бяло поле d5 · черна пешка на бяло поле f5 · бял кон на бяло поле a4 · черен кон на бяло поле c4 · бяла пешка на черно поле d4 · бяла пешка на черно поле f4 · бяла пешка на черно поле a3 · бял топ на черно поле c3 · бял кон на бяло поле f3 · бяла пешка на черно поле g3 · бяла пешка на бяло поле h3 · бяла пешка на черно поле b2 · бяла дама на бяло поле c2 · бяла пешка на черно поле f2 · бял топ на бяло поле f1 · бял цар на черно поле g1 | черен топ на бяло поле c8 · черен топ на бяло поле e8 · черна пешка на черно поле a7 · черна пешка на бяло поле b7 · черен цар на бяло поле d7 · черна пешка на черно поле g7 · черна пешка на бяло поле h7 · черна дама на бяло поле c6 · черен офицер на черно поле d6 · черна пешка на бяло поле e6 · черна пешка на бяло поле d5 · черна пешка на бяло поле f5 · бял кон на бяло поле a4 · черен кон на бяло поле c4 · бяла пешка на черно поле d4 · бяла пешка на черно поле f4 · бяла пешка на черно поле a3 · бял топ на черно поле c3 · бял кон на бяло поле f3 · бяла пешка на черно поле g3 · бяла пешка на бяло поле h3 · бяла пешка на черно поле b2 · бяла дама на бяло поле c2 · бяла пешка на черно поле f2 · бял топ на бяло поле f1 · бял цар на черно поле g1 | черен топ на бяло поле c8 · черен топ на бяло поле e8 · черна пешка на черно поле a7 · черна пешка на бяло поле b7 · черен цар на бяло поле d7 · черна пешка на черно поле g7 · черна пешка на бяло поле h7 · черна дама на бяло поле c6 · черен офицер на черно поле d6 · черна пешка на бяло поле e6 · черна пешка на бяло поле d5 · черна пешка на бяло поле f5 · бял кон на бяло поле a4 · черен кон на бяло поле c4 · бяла пешка на черно поле d4 · бяла пешка на черно поле f4 · бяла пешка на черно поле a3 · бял топ на черно поле c3 · бял кон на бяло поле f3 · бяла пешка на черно поле g3 · бяла пешка на бяло поле h3 · бяла пешка на черно поле b2 · бяла дама на бяло поле c2 · бяла пешка на черно поле f2 · бял топ на бяло поле f1 · бял цар на черно поле g1 | черен топ на бяло поле c8 · черен топ на бяло поле e8 · черна пешка на черно поле a7 · черна пешка на бяло поле b7 · черен цар на бяло поле d7 · черна пешка на черно поле g7 · черна пешка на бяло поле h7 · черна дама на бяло поле c6 · черен офицер на черно поле d6 · черна пешка на бяло поле e6 · черна пешка на бяло поле d5 · черна пешка на бяло поле f5 · бял кон на бяло поле a4 · черен кон на бяло поле c4 · бяла пешка на черно поле d4 · бяла пешка на черно поле f4 · бяла пешка на черно поле a3 · бял топ на черно поле c3 · бял кон на бяло поле f3 · бяла пешка на черно поле g3 · бяла пешка на бяло поле h3 · бяла пешка на черно поле b2 · бяла дама на бяло поле c2 · бяла пешка на черно поле f2 · бял топ на бяло поле f1 · бял цар на черно поле g1 | черен топ на бяло поле c8 · черен топ на бяло поле e8 · черна пешка на черно поле a7 · черна пешка на бяло поле b7 · черен цар на бяло поле d7 · черна пешка на черно поле g7 · черна пешка на бяло поле h7 · черна дама на бяло поле c6 · черен офицер на черно поле d6 · черна пешка на бяло поле e6 · черна пешка на бяло поле d5 · черна пешка на бяло поле f5 · бял кон на бяло поле a4 · черен кон на бяло поле c4 · бяла пешка на черно поле d4 · бяла пешка на черно поле f4 · бяла пешка на черно поле a3 · бял топ на черно поле c3 · бял кон на бяло поле f3 · бяла пешка на черно поле g3 · бяла пешка на бяло поле h3 · бяла пешка на черно поле b2 · бяла дама на бяло поле c2 · бяла пешка на черно поле f2 · бял топ на бяло поле f1 · бял цар на черно поле g1 | черен топ на бяло поле c8 · черен топ на бяло поле e8 · черна пешка на черно поле a7 · черна пешка на бяло поле b7 · черен цар на бяло поле d7 · черна пешка на черно поле g7 · черна пешка на бяло поле h7 · черна дама на бяло поле c6 · черен офицер на черно поле d6 · черна пешка на бяло поле e6 · черна пешка на бяло поле d5 · черна пешка на бяло поле f5 · бял кон на бяло поле a4 · черен кон на бяло поле c4 · бяла пешка на черно поле d4 · бяла пешка на черно поле f4 · бяла пешка на черно поле a3 · бял топ на черно поле c3 · бял кон на бяло поле f3 · бяла пешка на черно поле g3 · бяла пешка на бяло поле h3 · бяла пешка на черно поле b2 · бяла дама на бяло поле c2 · бяла пешка на черно поле f2 · бял топ на бяло поле f1 · бял цар на черно поле g1 | 4 |
| 3 | черен топ на бяло поле c8 · черен топ на бяло поле e8 · черна пешка на черно поле a7 · черна пешка на бяло поле b7 · черен цар на бяло поле d7 · черна пешка на черно поле g7 · черна пешка на бяло поле h7 · черна дама на бяло поле c6 · черен офицер на черно поле d6 · черна пешка на бяло поле e6 · черна пешка на бяло поле d5 · черна пешка на бяло поле f5 · бял кон на бяло поле a4 · черен кон на бяло поле c4 · бяла пешка на черно поле d4 · бяла пешка на черно поле f4 · бяла пешка на черно поле a3 · бял топ на черно поле c3 · бял кон на бяло поле f3 · бяла пешка на черно поле g3 · бяла пешка на бяло поле h3 · бяла пешка на черно поле b2 · бяла дама на бяло поле c2 · бяла пешка на черно поле f2 · бял топ на бяло поле f1 · бял цар на черно поле g1 | черен топ на бяло поле c8 · черен топ на бяло поле e8 · черна пешка на черно поле a7 · черна пешка на бяло поле b7 · черен цар на бяло поле d7 · черна пешка на черно поле g7 · черна пешка на бяло поле h7 · черна дама на бяло поле c6 · черен офицер на черно поле d6 · черна пешка на бяло поле e6 · черна пешка на бяло поле d5 · черна пешка на бяло поле f5 · бял кон на бяло поле a4 · черен кон на бяло поле c4 · бяла пешка на черно поле d4 · бяла пешка на черно поле f4 · бяла пешка на черно поле a3 · бял топ на черно поле c3 · бял кон на бяло поле f3 · бяла пешка на черно поле g3 · бяла пешка на бяло поле h3 · бяла пешка на черно поле b2 · бяла дама на бяло поле c2 · бяла пешка на черно поле f2 · бял топ на бяло поле f1 · бял цар на черно поле g1 | черен топ на бяло поле c8 · черен топ на бяло поле e8 · черна пешка на черно поле a7 · черна пешка на бяло поле b7 · черен цар на бяло поле d7 · черна пешка на черно поле g7 · черна пешка на бяло поле h7 · черна дама на бяло поле c6 · черен офицер на черно поле d6 · черна пешка на бяло поле e6 · черна пешка на бяло поле d5 · черна пешка на бяло поле f5 · бял кон на бяло поле a4 · черен кон на бяло поле c4 · бяла пешка на черно поле d4 · бяла пешка на черно поле f4 · бяла пешка на черно поле a3 · бял топ на черно поле c3 · бял кон на бяло поле f3 · бяла пешка на черно поле g3 · бяла пешка на бяло поле h3 · бяла пешка на черно поле b2 · бяла дама на бяло поле c2 · бяла пешка на черно поле f2 · бял топ на бяло поле f1 · бял цар на черно поле g1 | черен топ на бяло поле c8 · черен топ на бяло поле e8 · черна пешка на черно поле a7 · черна пешка на бяло поле b7 · черен цар на бяло поле d7 · черна пешка на черно поле g7 · черна пешка на бяло поле h7 · черна дама на бяло поле c6 · черен офицер на черно поле d6 · черна пешка на бяло поле e6 · черна пешка на бяло поле d5 · черна пешка на бяло поле f5 · бял кон на бяло поле a4 · черен кон на бяло поле c4 · бяла пешка на черно поле d4 · бяла пешка на черно поле f4 · бяла пешка на черно поле a3 · бял топ на черно поле c3 · бял кон на бяло поле f3 · бяла пешка на черно поле g3 · бяла пешка на бяло поле h3 · бяла пешка на черно поле b2 · бяла дама на бяло поле c2 · бяла пешка на черно поле f2 · бял топ на бяло поле f1 · бял цар на черно поле g1 | черен топ на бяло поле c8 · черен топ на бяло поле e8 · черна пешка на черно поле a7 · черна пешка на бяло поле b7 · черен цар на бяло поле d7 · черна пешка на черно поле g7 · черна пешка на бяло поле h7 · черна дама на бяло поле c6 · черен офицер на черно поле d6 · черна пешка на бяло поле e6 · черна пешка на бяло поле d5 · черна пешка на бяло поле f5 · бял кон на бяло поле a4 · черен кон на бяло поле c4 · бяла пешка на черно поле d4 · бяла пешка на черно поле f4 · бяла пешка на черно поле a3 · бял топ на черно поле c3 · бял кон на бяло поле f3 · бяла пешка на черно поле g3 · бяла пешка на бяло поле h3 · бяла пешка на черно поле b2 · бяла дама на бяло поле c2 · бяла пешка на черно поле f2 · бял топ на бяло поле f1 · бял цар на черно поле g1 | черен топ на бяло поле c8 · черен топ на бяло поле e8 · черна пешка на черно поле a7 · черна пешка на бяло поле b7 · черен цар на бяло поле d7 · черна пешка на черно поле g7 · черна пешка на бяло поле h7 · черна дама на бяло поле c6 · черен офицер на черно поле d6 · черна пешка на бяло поле e6 · черна пешка на бяло поле d5 · черна пешка на бяло поле f5 · бял кон на бяло поле a4 · черен кон на бяло поле c4 · бяла пешка на черно поле d4 · бяла пешка на черно поле f4 · бяла пешка на черно поле a3 · бял топ на черно поле c3 · бял кон на бяло поле f3 · бяла пешка на черно поле g3 · бяла пешка на бяло поле h3 · бяла пешка на черно поле b2 · бяла дама на бяло поле c2 · бяла пешка на черно поле f2 · бял топ на бяло поле f1 · бял цар на черно поле g1 | черен топ на бяло поле c8 · черен топ на бяло поле e8 · черна пешка на черно поле a7 · черна пешка на бяло поле b7 · черен цар на бяло поле d7 · черна пешка на черно поле g7 · черна пешка на бяло поле h7 · черна дама на бяло поле c6 · черен офицер на черно поле d6 · черна пешка на бяло поле e6 · черна пешка на бяло поле d5 · черна пешка на бяло поле f5 · бял кон на бяло поле a4 · черен кон на бяло поле c4 · бяла пешка на черно поле d4 · бяла пешка на черно поле f4 · бяла пешка на черно поле a3 · бял топ на черно поле c3 · бял кон на бяло поле f3 · бяла пешка на черно поле g3 · бяла пешка на бяло поле h3 · бяла пешка на черно поле b2 · бяла дама на бяло поле c2 · бяла пешка на черно поле f2 · бял топ на бяло поле f1 · бял цар на черно поле g1 | черен топ на бяло поле c8 · черен топ на бяло поле e8 · черна пешка на черно поле a7 · черна пешка на бяло поле b7 · черен цар на бяло поле d7 · черна пешка на черно поле g7 · черна пешка на бяло поле h7 · черна дама на бяло поле c6 · черен офицер на черно поле d6 · черна пешка на бяло поле e6 · черна пешка на бяло поле d5 · черна пешка на бяло поле f5 · бял кон на бяло поле a4 · черен кон на бяло поле c4 · бяла пешка на черно поле d4 · бяла пешка на черно поле f4 · бяла пешка на черно поле a3 · бял топ на черно поле c3 · бял кон на бяло поле f3 · бяла пешка на черно поле g3 · бяла пешка на бяло поле h3 · бяла пешка на черно поле b2 · бяла дама на бяло поле c2 · бяла пешка на черно поле f2 · бял топ на бяло поле f1 · бял цар на черно поле g1 | 3 |
| 2 | черен топ на бяло поле c8 · черен топ на бяло поле e8 · черна пешка на черно поле a7 · черна пешка на бяло поле b7 · черен цар на бяло поле d7 · черна пешка на черно поле g7 · черна пешка на бяло поле h7 · черна дама на бяло поле c6 · черен офицер на черно поле d6 · черна пешка на бяло поле e6 · черна пешка на бяло поле d5 · черна пешка на бяло поле f5 · бял кон на бяло поле a4 · черен кон на бяло поле c4 · бяла пешка на черно поле d4 · бяла пешка на черно поле f4 · бяла пешка на черно поле a3 · бял топ на черно поле c3 · бял кон на бяло поле f3 · бяла пешка на черно поле g3 · бяла пешка на бяло поле h3 · бяла пешка на черно поле b2 · бяла дама на бяло поле c2 · бяла пешка на черно поле f2 · бял топ на бяло поле f1 · бял цар на черно поле g1 | черен топ на бяло поле c8 · черен топ на бяло поле e8 · черна пешка на черно поле a7 · черна пешка на бяло поле b7 · черен цар на бяло поле d7 · черна пешка на черно поле g7 · черна пешка на бяло поле h7 · черна дама на бяло поле c6 · черен офицер на черно поле d6 · черна пешка на бяло поле e6 · черна пешка на бяло поле d5 · черна пешка на бяло поле f5 · бял кон на бяло поле a4 · черен кон на бяло поле c4 · бяла пешка на черно поле d4 · бяла пешка на черно поле f4 · бяла пешка на черно поле a3 · бял топ на черно поле c3 · бял кон на бяло поле f3 · бяла пешка на черно поле g3 · бяла пешка на бяло поле h3 · бяла пешка на черно поле b2 · бяла дама на бяло поле c2 · бяла пешка на черно поле f2 · бял топ на бяло поле f1 · бял цар на черно поле g1 | черен топ на бяло поле c8 · черен топ на бяло поле e8 · черна пешка на черно поле a7 · черна пешка на бяло поле b7 · черен цар на бяло поле d7 · черна пешка на черно поле g7 · черна пешка на бяло поле h7 · черна дама на бяло поле c6 · черен офицер на черно поле d6 · черна пешка на бяло поле e6 · черна пешка на бяло поле d5 · черна пешка на бяло поле f5 · бял кон на бяло поле a4 · черен кон на бяло поле c4 · бяла пешка на черно поле d4 · бяла пешка на черно поле f4 · бяла пешка на черно поле a3 · бял топ на черно поле c3 · бял кон на бяло поле f3 · бяла пешка на черно поле g3 · бяла пешка на бяло поле h3 · бяла пешка на черно поле b2 · бяла дама на бяло поле c2 · бяла пешка на черно поле f2 · бял топ на бяло поле f1 · бял цар на черно поле g1 | черен топ на бяло поле c8 · черен топ на бяло поле e8 · черна пешка на черно поле a7 · черна пешка на бяло поле b7 · черен цар на бяло поле d7 · черна пешка на черно поле g7 · черна пешка на бяло поле h7 · черна дама на бяло поле c6 · черен офицер на черно поле d6 · черна пешка на бяло поле e6 · черна пешка на бяло поле d5 · черна пешка на бяло поле f5 · бял кон на бяло поле a4 · черен кон на бяло поле c4 · бяла пешка на черно поле d4 · бяла пешка на черно поле f4 · бяла пешка на черно поле a3 · бял топ на черно поле c3 · бял кон на бяло поле f3 · бяла пешка на черно поле g3 · бяла пешка на бяло поле h3 · бяла пешка на черно поле b2 · бяла дама на бяло поле c2 · бяла пешка на черно поле f2 · бял топ на бяло поле f1 · бял цар на черно поле g1 | черен топ на бяло поле c8 · черен топ на бяло поле e8 · черна пешка на черно поле a7 · черна пешка на бяло поле b7 · черен цар на бяло поле d7 · черна пешка на черно поле g7 · черна пешка на бяло поле h7 · черна дама на бяло поле c6 · черен офицер на черно поле d6 · черна пешка на бяло поле e6 · черна пешка на бяло поле d5 · черна пешка на бяло поле f5 · бял кон на бяло поле a4 · черен кон на бяло поле c4 · бяла пешка на черно поле d4 · бяла пешка на черно поле f4 · бяла пешка на черно поле a3 · бял топ на черно поле c3 · бял кон на бяло поле f3 · бяла пешка на черно поле g3 · бяла пешка на бяло поле h3 · бяла пешка на черно поле b2 · бяла дама на бяло поле c2 · бяла пешка на черно поле f2 · бял топ на бяло поле f1 · бял цар на черно поле g1 | черен топ на бяло поле c8 · черен топ на бяло поле e8 · черна пешка на черно поле a7 · черна пешка на бяло поле b7 · черен цар на бяло поле d7 · черна пешка на черно поле g7 · черна пешка на бяло поле h7 · черна дама на бяло поле c6 · черен офицер на черно поле d6 · черна пешка на бяло поле e6 · черна пешка на бяло поле d5 · черна пешка на бяло поле f5 · бял кон на бяло поле a4 · черен кон на бяло поле c4 · бяла пешка на черно поле d4 · бяла пешка на черно поле f4 · бяла пешка на черно поле a3 · бял топ на черно поле c3 · бял кон на бяло поле f3 · бяла пешка на черно поле g3 · бяла пешка на бяло поле h3 · бяла пешка на черно поле b2 · бяла дама на бяло поле c2 · бяла пешка на черно поле f2 · бял топ на бяло поле f1 · бял цар на черно поле g1 | черен топ на бяло поле c8 · черен топ на бяло поле e8 · черна пешка на черно поле a7 · черна пешка на бяло поле b7 · черен цар на бяло поле d7 · черна пешка на черно поле g7 · черна пешка на бяло поле h7 · черна дама на бяло поле c6 · черен офицер на черно поле d6 · черна пешка на бяло поле e6 · черна пешка на бяло поле d5 · черна пешка на бяло поле f5 · бял кон на бяло поле a4 · черен кон на бяло поле c4 · бяла пешка на черно поле d4 · бяла пешка на черно поле f4 · бяла пешка на черно поле a3 · бял топ на черно поле c3 · бял кон на бяло поле f3 · бяла пешка на черно поле g3 · бяла пешка на бяло поле h3 · бяла пешка на черно поле b2 · бяла дама на бяло поле c2 · бяла пешка на черно поле f2 · бял топ на бяло поле f1 · бял цар на черно поле g1 | черен топ на бяло поле c8 · черен топ на бяло поле e8 · черна пешка на черно поле a7 · черна пешка на бяло поле b7 · черен цар на бяло поле d7 · черна пешка на черно поле g7 · черна пешка на бяло поле h7 · черна дама на бяло поле c6 · черен офицер на черно поле d6 · черна пешка на бяло поле e6 · черна пешка на бяло поле d5 · черна пешка на бяло поле f5 · бял кон на бяло поле a4 · черен кон на бяло поле c4 · бяла пешка на черно поле d4 · бяла пешка на черно поле f4 · бяла пешка на черно поле a3 · бял топ на черно поле c3 · бял кон на бяло поле f3 · бяла пешка на черно поле g3 · бяла пешка на бяло поле h3 · бяла пешка на черно поле b2 · бяла дама на бяло поле c2 · бяла пешка на черно поле f2 · бял топ на бяло поле f1 · бял цар на черно поле g1 | 2 |
| 1 | черен топ на бяло поле c8 · черен топ на бяло поле e8 · черна пешка на черно поле a7 · черна пешка на бяло поле b7 · черен цар на бяло поле d7 · черна пешка на черно поле g7 · черна пешка на бяло поле h7 · черна дама на бяло поле c6 · черен офицер на черно поле d6 · черна пешка на бяло поле e6 · черна пешка на бяло поле d5 · черна пешка на бяло поле f5 · бял кон на бяло поле a4 · черен кон на бяло поле c4 · бяла пешка на черно поле d4 · бяла пешка на черно поле f4 · бяла пешка на черно поле a3 · бял топ на черно поле c3 · бял кон на бяло поле f3 · бяла пешка на черно поле g3 · бяла пешка на бяло поле h3 · бяла пешка на черно поле b2 · бяла дама на бяло поле c2 · бяла пешка на черно поле f2 · бял топ на бяло поле f1 · бял цар на черно поле g1 | черен топ на бяло поле c8 · черен топ на бяло поле e8 · черна пешка на черно поле a7 · черна пешка на бяло поле b7 · черен цар на бяло поле d7 · черна пешка на черно поле g7 · черна пешка на бяло поле h7 · черна дама на бяло поле c6 · черен офицер на черно поле d6 · черна пешка на бяло поле e6 · черна пешка на бяло поле d5 · черна пешка на бяло поле f5 · бял кон на бяло поле a4 · черен кон на бяло поле c4 · бяла пешка на черно поле d4 · бяла пешка на черно поле f4 · бяла пешка на черно поле a3 · бял топ на черно поле c3 · бял кон на бяло поле f3 · бяла пешка на черно поле g3 · бяла пешка на бяло поле h3 · бяла пешка на черно поле b2 · бяла дама на бяло поле c2 · бяла пешка на черно поле f2 · бял топ на бяло поле f1 · бял цар на черно поле g1 | черен топ на бяло поле c8 · черен топ на бяло поле e8 · черна пешка на черно поле a7 · черна пешка на бяло поле b7 · черен цар на бяло поле d7 · черна пешка на черно поле g7 · черна пешка на бяло поле h7 · черна дама на бяло поле c6 · черен офицер на черно поле d6 · черна пешка на бяло поле e6 · черна пешка на бяло поле d5 · черна пешка на бяло поле f5 · бял кон на бяло поле a4 · черен кон на бяло поле c4 · бяла пешка на черно поле d4 · бяла пешка на черно поле f4 · бяла пешка на черно поле a3 · бял топ на черно поле c3 · бял кон на бяло поле f3 · бяла пешка на черно поле g3 · бяла пешка на бяло поле h3 · бяла пешка на черно поле b2 · бяла дама на бяло поле c2 · бяла пешка на черно поле f2 · бял топ на бяло поле f1 · бял цар на черно поле g1 | черен топ на бяло поле c8 · черен топ на бяло поле e8 · черна пешка на черно поле a7 · черна пешка на бяло поле b7 · черен цар на бяло поле d7 · черна пешка на черно поле g7 · черна пешка на бяло поле h7 · черна дама на бяло поле c6 · черен офицер на черно поле d6 · черна пешка на бяло поле e6 · черна пешка на бяло поле d5 · черна пешка на бяло поле f5 · бял кон на бяло поле a4 · черен кон на бяло поле c4 · бяла пешка на черно поле d4 · бяла пешка на черно поле f4 · бяла пешка на черно поле a3 · бял топ на черно поле c3 · бял кон на бяло поле f3 · бяла пешка на черно поле g3 · бяла пешка на бяло поле h3 · бяла пешка на черно поле b2 · бяла дама на бяло поле c2 · бяла пешка на черно поле f2 · бял топ на бяло поле f1 · бял цар на черно поле g1 | черен топ на бяло поле c8 · черен топ на бяло поле e8 · черна пешка на черно поле a7 · черна пешка на бяло поле b7 · черен цар на бяло поле d7 · черна пешка на черно поле g7 · черна пешка на бяло поле h7 · черна дама на бяло поле c6 · черен офицер на черно поле d6 · черна пешка на бяло поле e6 · черна пешка на бяло поле d5 · черна пешка на бяло поле f5 · бял кон на бяло поле a4 · черен кон на бяло поле c4 · бяла пешка на черно поле d4 · бяла пешка на черно поле f4 · бяла пешка на черно поле a3 · бял топ на черно поле c3 · бял кон на бяло поле f3 · бяла пешка на черно поле g3 · бяла пешка на бяло поле h3 · бяла пешка на черно поле b2 · бяла дама на бяло поле c2 · бяла пешка на черно поле f2 · бял топ на бяло поле f1 · бял цар на черно поле g1 | черен топ на бяло поле c8 · черен топ на бяло поле e8 · черна пешка на черно поле a7 · черна пешка на бяло поле b7 · черен цар на бяло поле d7 · черна пешка на черно поле g7 · черна пешка на бяло поле h7 · черна дама на бяло поле c6 · черен офицер на черно поле d6 · черна пешка на бяло поле e6 · черна пешка на бяло поле d5 · черна пешка на бяло поле f5 · бял кон на бяло поле a4 · черен кон на бяло поле c4 · бяла пешка на черно поле d4 · бяла пешка на черно поле f4 · бяла пешка на черно поле a3 · бял топ на черно поле c3 · бял кон на бяло поле f3 · бяла пешка на черно поле g3 · бяла пешка на бяло поле h3 · бяла пешка на черно поле b2 · бяла дама на бяло поле c2 · бяла пешка на черно поле f2 · бял топ на бяло поле f1 · бял цар на черно поле g1 | черен топ на бяло поле c8 · черен топ на бяло поле e8 · черна пешка на черно поле a7 · черна пешка на бяло поле b7 · черен цар на бяло поле d7 · черна пешка на черно поле g7 · черна пешка на бяло поле h7 · черна дама на бяло поле c6 · черен офицер на черно поле d6 · черна пешка на бяло поле e6 · черна пешка на бяло поле d5 · черна пешка на бяло поле f5 · бял кон на бяло поле a4 · черен кон на бяло поле c4 · бяла пешка на черно поле d4 · бяла пешка на черно поле f4 · бяла пешка на черно поле a3 · бял топ на черно поле c3 · бял кон на бяло поле f3 · бяла пешка на черно поле g3 · бяла пешка на бяло поле h3 · бяла пешка на черно поле b2 · бяла дама на бяло поле c2 · бяла пешка на черно поле f2 · бял топ на бяло поле f1 · бял цар на черно поле g1 | черен топ на бяло поле c8 · черен топ на бяло поле e8 · черна пешка на черно поле a7 · черна пешка на бяло поле b7 · черен цар на бяло поле d7 · черна пешка на черно поле g7 · черна пешка на бяло поле h7 · черна дама на бяло поле c6 · черен офицер на черно поле d6 · черна пешка на бяло поле e6 · черна пешка на бяло поле d5 · черна пешка на бяло поле f5 · бял кон на бяло поле a4 · черен кон на бяло поле c4 · бяла пешка на черно поле d4 · бяла пешка на черно поле f4 · бяла пешка на черно поле a3 · бял топ на черно поле c3 · бял кон на бяло поле f3 · бяла пешка на черно поле g3 · бяла пешка на бяло поле h3 · бяла пешка на черно поле b2 · бяла дама на бяло поле c2 · бяла пешка на черно поле f2 · бял топ на бяло поле f1 · бял цар на черно поле g1 | 1 |
|   | a | b | c | d | e | f | g | h |   |

|   | a | b | c | d | e | f | g | h |   |
| 8 | черен топ на бяло поле c8 · черен топ на бяло поле e8 · черна пешка на черно поле a7 · черен цар на бяло поле d7 · черна пешка на черно поле g7 · черна пешка на бяло поле h7 · черна дама на бяло поле c6 · черна пешка на бяло поле e6 · черна пешка на бяло поле b5 · черен офицер на черно поле c5 · черна пешка на бяло поле d5 · черна пешка на бяло поле f5 · черен кон на бяло поле c4 · бяла пешка на черно поле d4 · бяла пешка на черно поле f4 · бяла пешка на черно поле a3 · бял топ на черно поле c3 · бял кон на бяло поле f3 · бяла пешка на черно поле g3 · бяла пешка на бяло поле h3 · бяла пешка на черно поле b2 · бяла дама на бяло поле c2 · бяла пешка на черно поле f2 · бял топ на бяло поле f1 · бял цар на черно поле g1 | черен топ на бяло поле c8 · черен топ на бяло поле e8 · черна пешка на черно поле a7 · черен цар на бяло поле d7 · черна пешка на черно поле g7 · черна пешка на бяло поле h7 · черна дама на бяло поле c6 · черна пешка на бяло поле e6 · черна пешка на бяло поле b5 · черен офицер на черно поле c5 · черна пешка на бяло поле d5 · черна пешка на бяло поле f5 · черен кон на бяло поле c4 · бяла пешка на черно поле d4 · бяла пешка на черно поле f4 · бяла пешка на черно поле a3 · бял топ на черно поле c3 · бял кон на бяло поле f3 · бяла пешка на черно поле g3 · бяла пешка на бяло поле h3 · бяла пешка на черно поле b2 · бяла дама на бяло поле c2 · бяла пешка на черно поле f2 · бял топ на бяло поле f1 · бял цар на черно поле g1 | черен топ на бяло поле c8 · черен топ на бяло поле e8 · черна пешка на черно поле a7 · черен цар на бяло поле d7 · черна пешка на черно поле g7 · черна пешка на бяло поле h7 · черна дама на бяло поле c6 · черна пешка на бяло поле e6 · черна пешка на бяло поле b5 · черен офицер на черно поле c5 · черна пешка на бяло поле d5 · черна пешка на бяло поле f5 · черен кон на бяло поле c4 · бяла пешка на черно поле d4 · бяла пешка на черно поле f4 · бяла пешка на черно поле a3 · бял топ на черно поле c3 · бял кон на бяло поле f3 · бяла пешка на черно поле g3 · бяла пешка на бяло поле h3 · бяла пешка на черно поле b2 · бяла дама на бяло поле c2 · бяла пешка на черно поле f2 · бял топ на бяло поле f1 · бял цар на черно поле g1 | черен топ на бяло поле c8 · черен топ на бяло поле e8 · черна пешка на черно поле a7 · черен цар на бяло поле d7 · черна пешка на черно поле g7 · черна пешка на бяло поле h7 · черна дама на бяло поле c6 · черна пешка на бяло поле e6 · черна пешка на бяло поле b5 · черен офицер на черно поле c5 · черна пешка на бяло поле d5 · черна пешка на бяло поле f5 · черен кон на бяло поле c4 · бяла пешка на черно поле d4 · бяла пешка на черно поле f4 · бяла пешка на черно поле a3 · бял топ на черно поле c3 · бял кон на бяло поле f3 · бяла пешка на черно поле g3 · бяла пешка на бяло поле h3 · бяла пешка на черно поле b2 · бяла дама на бяло поле c2 · бяла пешка на черно поле f2 · бял топ на бяло поле f1 · бял цар на черно поле g1 | черен топ на бяло поле c8 · черен топ на бяло поле e8 · черна пешка на черно поле a7 · черен цар на бяло поле d7 · черна пешка на черно поле g7 · черна пешка на бяло поле h7 · черна дама на бяло поле c6 · черна пешка на бяло поле e6 · черна пешка на бяло поле b5 · черен офицер на черно поле c5 · черна пешка на бяло поле d5 · черна пешка на бяло поле f5 · черен кон на бяло поле c4 · бяла пешка на черно поле d4 · бяла пешка на черно поле f4 · бяла пешка на черно поле a3 · бял топ на черно поле c3 · бял кон на бяло поле f3 · бяла пешка на черно поле g3 · бяла пешка на бяло поле h3 · бяла пешка на черно поле b2 · бяла дама на бяло поле c2 · бяла пешка на черно поле f2 · бял топ на бяло поле f1 · бял цар на черно поле g1 | черен топ на бяло поле c8 · черен топ на бяло поле e8 · черна пешка на черно поле a7 · черен цар на бяло поле d7 · черна пешка на черно поле g7 · черна пешка на бяло поле h7 · черна дама на бяло поле c6 · черна пешка на бяло поле e6 · черна пешка на бяло поле b5 · черен офицер на черно поле c5 · черна пешка на бяло поле d5 · черна пешка на бяло поле f5 · черен кон на бяло поле c4 · бяла пешка на черно поле d4 · бяла пешка на черно поле f4 · бяла пешка на черно поле a3 · бял топ на черно поле c3 · бял кон на бяло поле f3 · бяла пешка на черно поле g3 · бяла пешка на бяло поле h3 · бяла пешка на черно поле b2 · бяла дама на бяло поле c2 · бяла пешка на черно поле f2 · бял топ на бяло поле f1 · бял цар на черно поле g1 | черен топ на бяло поле c8 · черен топ на бяло поле e8 · черна пешка на черно поле a7 · черен цар на бяло поле d7 · черна пешка на черно поле g7 · черна пешка на бяло поле h7 · черна дама на бяло поле c6 · черна пешка на бяло поле e6 · черна пешка на бяло поле b5 · черен офицер на черно поле c5 · черна пешка на бяло поле d5 · черна пешка на бяло поле f5 · черен кон на бяло поле c4 · бяла пешка на черно поле d4 · бяла пешка на черно поле f4 · бяла пешка на черно поле a3 · бял топ на черно поле c3 · бял кон на бяло поле f3 · бяла пешка на черно поле g3 · бяла пешка на бяло поле h3 · бяла пешка на черно поле b2 · бяла дама на бяло поле c2 · бяла пешка на черно поле f2 · бял топ на бяло поле f1 · бял цар на черно поле g1 | черен топ на бяло поле c8 · черен топ на бяло поле e8 · черна пешка на черно поле a7 · черен цар на бяло поле d7 · черна пешка на черно поле g7 · черна пешка на бяло поле h7 · черна дама на бяло поле c6 · черна пешка на бяло поле e6 · черна пешка на бяло поле b5 · черен офицер на черно поле c5 · черна пешка на бяло поле d5 · черна пешка на бяло поле f5 · черен кон на бяло поле c4 · бяла пешка на черно поле d4 · бяла пешка на черно поле f4 · бяла пешка на черно поле a3 · бял топ на черно поле c3 · бял кон на бяло поле f3 · бяла пешка на черно поле g3 · бяла пешка на бяло поле h3 · бяла пешка на черно поле b2 · бяла дама на бяло поле c2 · бяла пешка на черно поле f2 · бял топ на бяло поле f1 · бял цар на черно поле g1 | 8 |
| 7 | черен топ на бяло поле c8 · черен топ на бяло поле e8 · черна пешка на черно поле a7 · черен цар на бяло поле d7 · черна пешка на черно поле g7 · черна пешка на бяло поле h7 · черна дама на бяло поле c6 · черна пешка на бяло поле e6 · черна пешка на бяло поле b5 · черен офицер на черно поле c5 · черна пешка на бяло поле d5 · черна пешка на бяло поле f5 · черен кон на бяло поле c4 · бяла пешка на черно поле d4 · бяла пешка на черно поле f4 · бяла пешка на черно поле a3 · бял топ на черно поле c3 · бял кон на бяло поле f3 · бяла пешка на черно поле g3 · бяла пешка на бяло поле h3 · бяла пешка на черно поле b2 · бяла дама на бяло поле c2 · бяла пешка на черно поле f2 · бял топ на бяло поле f1 · бял цар на черно поле g1 | черен топ на бяло поле c8 · черен топ на бяло поле e8 · черна пешка на черно поле a7 · черен цар на бяло поле d7 · черна пешка на черно поле g7 · черна пешка на бяло поле h7 · черна дама на бяло поле c6 · черна пешка на бяло поле e6 · черна пешка на бяло поле b5 · черен офицер на черно поле c5 · черна пешка на бяло поле d5 · черна пешка на бяло поле f5 · черен кон на бяло поле c4 · бяла пешка на черно поле d4 · бяла пешка на черно поле f4 · бяла пешка на черно поле a3 · бял топ на черно поле c3 · бял кон на бяло поле f3 · бяла пешка на черно поле g3 · бяла пешка на бяло поле h3 · бяла пешка на черно поле b2 · бяла дама на бяло поле c2 · бяла пешка на черно поле f2 · бял топ на бяло поле f1 · бял цар на черно поле g1 | черен топ на бяло поле c8 · черен топ на бяло поле e8 · черна пешка на черно поле a7 · черен цар на бяло поле d7 · черна пешка на черно поле g7 · черна пешка на бяло поле h7 · черна дама на бяло поле c6 · черна пешка на бяло поле e6 · черна пешка на бяло поле b5 · черен офицер на черно поле c5 · черна пешка на бяло поле d5 · черна пешка на бяло поле f5 · черен кон на бяло поле c4 · бяла пешка на черно поле d4 · бяла пешка на черно поле f4 · бяла пешка на черно поле a3 · бял топ на черно поле c3 · бял кон на бяло поле f3 · бяла пешка на черно поле g3 · бяла пешка на бяло поле h3 · бяла пешка на черно поле b2 · бяла дама на бяло поле c2 · бяла пешка на черно поле f2 · бял топ на бяло поле f1 · бял цар на черно поле g1 | черен топ на бяло поле c8 · черен топ на бяло поле e8 · черна пешка на черно поле a7 · черен цар на бяло поле d7 · черна пешка на черно поле g7 · черна пешка на бяло поле h7 · черна дама на бяло поле c6 · черна пешка на бяло поле e6 · черна пешка на бяло поле b5 · черен офицер на черно поле c5 · черна пешка на бяло поле d5 · черна пешка на бяло поле f5 · черен кон на бяло поле c4 · бяла пешка на черно поле d4 · бяла пешка на черно поле f4 · бяла пешка на черно поле a3 · бял топ на черно поле c3 · бял кон на бяло поле f3 · бяла пешка на черно поле g3 · бяла пешка на бяло поле h3 · бяла пешка на черно поле b2 · бяла дама на бяло поле c2 · бяла пешка на черно поле f2 · бял топ на бяло поле f1 · бял цар на черно поле g1 | черен топ на бяло поле c8 · черен топ на бяло поле e8 · черна пешка на черно поле a7 · черен цар на бяло поле d7 · черна пешка на черно поле g7 · черна пешка на бяло поле h7 · черна дама на бяло поле c6 · черна пешка на бяло поле e6 · черна пешка на бяло поле b5 · черен офицер на черно поле c5 · черна пешка на бяло поле d5 · черна пешка на бяло поле f5 · черен кон на бяло поле c4 · бяла пешка на черно поле d4 · бяла пешка на черно поле f4 · бяла пешка на черно поле a3 · бял топ на черно поле c3 · бял кон на бяло поле f3 · бяла пешка на черно поле g3 · бяла пешка на бяло поле h3 · бяла пешка на черно поле b2 · бяла дама на бяло поле c2 · бяла пешка на черно поле f2 · бял топ на бяло поле f1 · бял цар на черно поле g1 | черен топ на бяло поле c8 · черен топ на бяло поле e8 · черна пешка на черно поле a7 · черен цар на бяло поле d7 · черна пешка на черно поле g7 · черна пешка на бяло поле h7 · черна дама на бяло поле c6 · черна пешка на бяло поле e6 · черна пешка на бяло поле b5 · черен офицер на черно поле c5 · черна пешка на бяло поле d5 · черна пешка на бяло поле f5 · черен кон на бяло поле c4 · бяла пешка на черно поле d4 · бяла пешка на черно поле f4 · бяла пешка на черно поле a3 · бял топ на черно поле c3 · бял кон на бяло поле f3 · бяла пешка на черно поле g3 · бяла пешка на бяло поле h3 · бяла пешка на черно поле b2 · бяла дама на бяло поле c2 · бяла пешка на черно поле f2 · бял топ на бяло поле f1 · бял цар на черно поле g1 | черен топ на бяло поле c8 · черен топ на бяло поле e8 · черна пешка на черно поле a7 · черен цар на бяло поле d7 · черна пешка на черно поле g7 · черна пешка на бяло поле h7 · черна дама на бяло поле c6 · черна пешка на бяло поле e6 · черна пешка на бяло поле b5 · черен офицер на черно поле c5 · черна пешка на бяло поле d5 · черна пешка на бяло поле f5 · черен кон на бяло поле c4 · бяла пешка на черно поле d4 · бяла пешка на черно поле f4 · бяла пешка на черно поле a3 · бял топ на черно поле c3 · бял кон на бяло поле f3 · бяла пешка на черно поле g3 · бяла пешка на бяло поле h3 · бяла пешка на черно поле b2 · бяла дама на бяло поле c2 · бяла пешка на черно поле f2 · бял топ на бяло поле f1 · бял цар на черно поле g1 | черен топ на бяло поле c8 · черен топ на бяло поле e8 · черна пешка на черно поле a7 · черен цар на бяло поле d7 · черна пешка на черно поле g7 · черна пешка на бяло поле h7 · черна дама на бяло поле c6 · черна пешка на бяло поле e6 · черна пешка на бяло поле b5 · черен офицер на черно поле c5 · черна пешка на бяло поле d5 · черна пешка на бяло поле f5 · черен кон на бяло поле c4 · бяла пешка на черно поле d4 · бяла пешка на черно поле f4 · бяла пешка на черно поле a3 · бял топ на черно поле c3 · бял кон на бяло поле f3 · бяла пешка на черно поле g3 · бяла пешка на бяло поле h3 · бяла пешка на черно поле b2 · бяла дама на бяло поле c2 · бяла пешка на черно поле f2 · бял топ на бяло поле f1 · бял цар на черно поле g1 | 7 |
| 6 | черен топ на бяло поле c8 · черен топ на бяло поле e8 · черна пешка на черно поле a7 · черен цар на бяло поле d7 · черна пешка на черно поле g7 · черна пешка на бяло поле h7 · черна дама на бяло поле c6 · черна пешка на бяло поле e6 · черна пешка на бяло поле b5 · черен офицер на черно поле c5 · черна пешка на бяло поле d5 · черна пешка на бяло поле f5 · черен кон на бяло поле c4 · бяла пешка на черно поле d4 · бяла пешка на черно поле f4 · бяла пешка на черно поле a3 · бял топ на черно поле c3 · бял кон на бяло поле f3 · бяла пешка на черно поле g3 · бяла пешка на бяло поле h3 · бяла пешка на черно поле b2 · бяла дама на бяло поле c2 · бяла пешка на черно поле f2 · бял топ на бяло поле f1 · бял цар на черно поле g1 | черен топ на бяло поле c8 · черен топ на бяло поле e8 · черна пешка на черно поле a7 · черен цар на бяло поле d7 · черна пешка на черно поле g7 · черна пешка на бяло поле h7 · черна дама на бяло поле c6 · черна пешка на бяло поле e6 · черна пешка на бяло поле b5 · черен офицер на черно поле c5 · черна пешка на бяло поле d5 · черна пешка на бяло поле f5 · черен кон на бяло поле c4 · бяла пешка на черно поле d4 · бяла пешка на черно поле f4 · бяла пешка на черно поле a3 · бял топ на черно поле c3 · бял кон на бяло поле f3 · бяла пешка на черно поле g3 · бяла пешка на бяло поле h3 · бяла пешка на черно поле b2 · бяла дама на бяло поле c2 · бяла пешка на черно поле f2 · бял топ на бяло поле f1 · бял цар на черно поле g1 | черен топ на бяло поле c8 · черен топ на бяло поле e8 · черна пешка на черно поле a7 · черен цар на бяло поле d7 · черна пешка на черно поле g7 · черна пешка на бяло поле h7 · черна дама на бяло поле c6 · черна пешка на бяло поле e6 · черна пешка на бяло поле b5 · черен офицер на черно поле c5 · черна пешка на бяло поле d5 · черна пешка на бяло поле f5 · черен кон на бяло поле c4 · бяла пешка на черно поле d4 · бяла пешка на черно поле f4 · бяла пешка на черно поле a3 · бял топ на черно поле c3 · бял кон на бяло поле f3 · бяла пешка на черно поле g3 · бяла пешка на бяло поле h3 · бяла пешка на черно поле b2 · бяла дама на бяло поле c2 · бяла пешка на черно поле f2 · бял топ на бяло поле f1 · бял цар на черно поле g1 | черен топ на бяло поле c8 · черен топ на бяло поле e8 · черна пешка на черно поле a7 · черен цар на бяло поле d7 · черна пешка на черно поле g7 · черна пешка на бяло поле h7 · черна дама на бяло поле c6 · черна пешка на бяло поле e6 · черна пешка на бяло поле b5 · черен офицер на черно поле c5 · черна пешка на бяло поле d5 · черна пешка на бяло поле f5 · черен кон на бяло поле c4 · бяла пешка на черно поле d4 · бяла пешка на черно поле f4 · бяла пешка на черно поле a3 · бял топ на черно поле c3 · бял кон на бяло поле f3 · бяла пешка на черно поле g3 · бяла пешка на бяло поле h3 · бяла пешка на черно поле b2 · бяла дама на бяло поле c2 · бяла пешка на черно поле f2 · бял топ на бяло поле f1 · бял цар на черно поле g1 | черен топ на бяло поле c8 · черен топ на бяло поле e8 · черна пешка на черно поле a7 · черен цар на бяло поле d7 · черна пешка на черно поле g7 · черна пешка на бяло поле h7 · черна дама на бяло поле c6 · черна пешка на бяло поле e6 · черна пешка на бяло поле b5 · черен офицер на черно поле c5 · черна пешка на бяло поле d5 · черна пешка на бяло поле f5 · черен кон на бяло поле c4 · бяла пешка на черно поле d4 · бяла пешка на черно поле f4 · бяла пешка на черно поле a3 · бял топ на черно поле c3 · бял кон на бяло поле f3 · бяла пешка на черно поле g3 · бяла пешка на бяло поле h3 · бяла пешка на черно поле b2 · бяла дама на бяло поле c2 · бяла пешка на черно поле f2 · бял топ на бяло поле f1 · бял цар на черно поле g1 | черен топ на бяло поле c8 · черен топ на бяло поле e8 · черна пешка на черно поле a7 · черен цар на бяло поле d7 · черна пешка на черно поле g7 · черна пешка на бяло поле h7 · черна дама на бяло поле c6 · черна пешка на бяло поле e6 · черна пешка на бяло поле b5 · черен офицер на черно поле c5 · черна пешка на бяло поле d5 · черна пешка на бяло поле f5 · черен кон на бяло поле c4 · бяла пешка на черно поле d4 · бяла пешка на черно поле f4 · бяла пешка на черно поле a3 · бял топ на черно поле c3 · бял кон на бяло поле f3 · бяла пешка на черно поле g3 · бяла пешка на бяло поле h3 · бяла пешка на черно поле b2 · бяла дама на бяло поле c2 · бяла пешка на черно поле f2 · бял топ на бяло поле f1 · бял цар на черно поле g1 | черен топ на бяло поле c8 · черен топ на бяло поле e8 · черна пешка на черно поле a7 · черен цар на бяло поле d7 · черна пешка на черно поле g7 · черна пешка на бяло поле h7 · черна дама на бяло поле c6 · черна пешка на бяло поле e6 · черна пешка на бяло поле b5 · черен офицер на черно поле c5 · черна пешка на бяло поле d5 · черна пешка на бяло поле f5 · черен кон на бяло поле c4 · бяла пешка на черно поле d4 · бяла пешка на черно поле f4 · бяла пешка на черно поле a3 · бял топ на черно поле c3 · бял кон на бяло поле f3 · бяла пешка на черно поле g3 · бяла пешка на бяло поле h3 · бяла пешка на черно поле b2 · бяла дама на бяло поле c2 · бяла пешка на черно поле f2 · бял топ на бяло поле f1 · бял цар на черно поле g1 | черен топ на бяло поле c8 · черен топ на бяло поле e8 · черна пешка на черно поле a7 · черен цар на бяло поле d7 · черна пешка на черно поле g7 · черна пешка на бяло поле h7 · черна дама на бяло поле c6 · черна пешка на бяло поле e6 · черна пешка на бяло поле b5 · черен офицер на черно поле c5 · черна пешка на бяло поле d5 · черна пешка на бяло поле f5 · черен кон на бяло поле c4 · бяла пешка на черно поле d4 · бяла пешка на черно поле f4 · бяла пешка на черно поле a3 · бял топ на черно поле c3 · бял кон на бяло поле f3 · бяла пешка на черно поле g3 · бяла пешка на бяло поле h3 · бяла пешка на черно поле b2 · бяла дама на бяло поле c2 · бяла пешка на черно поле f2 · бял топ на бяло поле f1 · бял цар на черно поле g1 | 6 |
| 5 | черен топ на бяло поле c8 · черен топ на бяло поле e8 · черна пешка на черно поле a7 · черен цар на бяло поле d7 · черна пешка на черно поле g7 · черна пешка на бяло поле h7 · черна дама на бяло поле c6 · черна пешка на бяло поле e6 · черна пешка на бяло поле b5 · черен офицер на черно поле c5 · черна пешка на бяло поле d5 · черна пешка на бяло поле f5 · черен кон на бяло поле c4 · бяла пешка на черно поле d4 · бяла пешка на черно поле f4 · бяла пешка на черно поле a3 · бял топ на черно поле c3 · бял кон на бяло поле f3 · бяла пешка на черно поле g3 · бяла пешка на бяло поле h3 · бяла пешка на черно поле b2 · бяла дама на бяло поле c2 · бяла пешка на черно поле f2 · бял топ на бяло поле f1 · бял цар на черно поле g1 | черен топ на бяло поле c8 · черен топ на бяло поле e8 · черна пешка на черно поле a7 · черен цар на бяло поле d7 · черна пешка на черно поле g7 · черна пешка на бяло поле h7 · черна дама на бяло поле c6 · черна пешка на бяло поле e6 · черна пешка на бяло поле b5 · черен офицер на черно поле c5 · черна пешка на бяло поле d5 · черна пешка на бяло поле f5 · черен кон на бяло поле c4 · бяла пешка на черно поле d4 · бяла пешка на черно поле f4 · бяла пешка на черно поле a3 · бял топ на черно поле c3 · бял кон на бяло поле f3 · бяла пешка на черно поле g3 · бяла пешка на бяло поле h3 · бяла пешка на черно поле b2 · бяла дама на бяло поле c2 · бяла пешка на черно поле f2 · бял топ на бяло поле f1 · бял цар на черно поле g1 | черен топ на бяло поле c8 · черен топ на бяло поле e8 · черна пешка на черно поле a7 · черен цар на бяло поле d7 · черна пешка на черно поле g7 · черна пешка на бяло поле h7 · черна дама на бяло поле c6 · черна пешка на бяло поле e6 · черна пешка на бяло поле b5 · черен офицер на черно поле c5 · черна пешка на бяло поле d5 · черна пешка на бяло поле f5 · черен кон на бяло поле c4 · бяла пешка на черно поле d4 · бяла пешка на черно поле f4 · бяла пешка на черно поле a3 · бял топ на черно поле c3 · бял кон на бяло поле f3 · бяла пешка на черно поле g3 · бяла пешка на бяло поле h3 · бяла пешка на черно поле b2 · бяла дама на бяло поле c2 · бяла пешка на черно поле f2 · бял топ на бяло поле f1 · бял цар на черно поле g1 | черен топ на бяло поле c8 · черен топ на бяло поле e8 · черна пешка на черно поле a7 · черен цар на бяло поле d7 · черна пешка на черно поле g7 · черна пешка на бяло поле h7 · черна дама на бяло поле c6 · черна пешка на бяло поле e6 · черна пешка на бяло поле b5 · черен офицер на черно поле c5 · черна пешка на бяло поле d5 · черна пешка на бяло поле f5 · черен кон на бяло поле c4 · бяла пешка на черно поле d4 · бяла пешка на черно поле f4 · бяла пешка на черно поле a3 · бял топ на черно поле c3 · бял кон на бяло поле f3 · бяла пешка на черно поле g3 · бяла пешка на бяло поле h3 · бяла пешка на черно поле b2 · бяла дама на бяло поле c2 · бяла пешка на черно поле f2 · бял топ на бяло поле f1 · бял цар на черно поле g1 | черен топ на бяло поле c8 · черен топ на бяло поле e8 · черна пешка на черно поле a7 · черен цар на бяло поле d7 · черна пешка на черно поле g7 · черна пешка на бяло поле h7 · черна дама на бяло поле c6 · черна пешка на бяло поле e6 · черна пешка на бяло поле b5 · черен офицер на черно поле c5 · черна пешка на бяло поле d5 · черна пешка на бяло поле f5 · черен кон на бяло поле c4 · бяла пешка на черно поле d4 · бяла пешка на черно поле f4 · бяла пешка на черно поле a3 · бял топ на черно поле c3 · бял кон на бяло поле f3 · бяла пешка на черно поле g3 · бяла пешка на бяло поле h3 · бяла пешка на черно поле b2 · бяла дама на бяло поле c2 · бяла пешка на черно поле f2 · бял топ на бяло поле f1 · бял цар на черно поле g1 | черен топ на бяло поле c8 · черен топ на бяло поле e8 · черна пешка на черно поле a7 · черен цар на бяло поле d7 · черна пешка на черно поле g7 · черна пешка на бяло поле h7 · черна дама на бяло поле c6 · черна пешка на бяло поле e6 · черна пешка на бяло поле b5 · черен офицер на черно поле c5 · черна пешка на бяло поле d5 · черна пешка на бяло поле f5 · черен кон на бяло поле c4 · бяла пешка на черно поле d4 · бяла пешка на черно поле f4 · бяла пешка на черно поле a3 · бял топ на черно поле c3 · бял кон на бяло поле f3 · бяла пешка на черно поле g3 · бяла пешка на бяло поле h3 · бяла пешка на черно поле b2 · бяла дама на бяло поле c2 · бяла пешка на черно поле f2 · бял топ на бяло поле f1 · бял цар на черно поле g1 | черен топ на бяло поле c8 · черен топ на бяло поле e8 · черна пешка на черно поле a7 · черен цар на бяло поле d7 · черна пешка на черно поле g7 · черна пешка на бяло поле h7 · черна дама на бяло поле c6 · черна пешка на бяло поле e6 · черна пешка на бяло поле b5 · черен офицер на черно поле c5 · черна пешка на бяло поле d5 · черна пешка на бяло поле f5 · черен кон на бяло поле c4 · бяла пешка на черно поле d4 · бяла пешка на черно поле f4 · бяла пешка на черно поле a3 · бял топ на черно поле c3 · бял кон на бяло поле f3 · бяла пешка на черно поле g3 · бяла пешка на бяло поле h3 · бяла пешка на черно поле b2 · бяла дама на бяло поле c2 · бяла пешка на черно поле f2 · бял топ на бяло поле f1 · бял цар на черно поле g1 | черен топ на бяло поле c8 · черен топ на бяло поле e8 · черна пешка на черно поле a7 · черен цар на бяло поле d7 · черна пешка на черно поле g7 · черна пешка на бяло поле h7 · черна дама на бяло поле c6 · черна пешка на бяло поле e6 · черна пешка на бяло поле b5 · черен офицер на черно поле c5 · черна пешка на бяло поле d5 · черна пешка на бяло поле f5 · черен кон на бяло поле c4 · бяла пешка на черно поле d4 · бяла пешка на черно поле f4 · бяла пешка на черно поле a3 · бял топ на черно поле c3 · бял кон на бяло поле f3 · бяла пешка на черно поле g3 · бяла пешка на бяло поле h3 · бяла пешка на черно поле b2 · бяла дама на бяло поле c2 · бяла пешка на черно поле f2 · бял топ на бяло поле f1 · бял цар на черно поле g1 | 5 |
| 4 | черен топ на бяло поле c8 · черен топ на бяло поле e8 · черна пешка на черно поле a7 · черен цар на бяло поле d7 · черна пешка на черно поле g7 · черна пешка на бяло поле h7 · черна дама на бяло поле c6 · черна пешка на бяло поле e6 · черна пешка на бяло поле b5 · черен офицер на черно поле c5 · черна пешка на бяло поле d5 · черна пешка на бяло поле f5 · черен кон на бяло поле c4 · бяла пешка на черно поле d4 · бяла пешка на черно поле f4 · бяла пешка на черно поле a3 · бял топ на черно поле c3 · бял кон на бяло поле f3 · бяла пешка на черно поле g3 · бяла пешка на бяло поле h3 · бяла пешка на черно поле b2 · бяла дама на бяло поле c2 · бяла пешка на черно поле f2 · бял топ на бяло поле f1 · бял цар на черно поле g1 | черен топ на бяло поле c8 · черен топ на бяло поле e8 · черна пешка на черно поле a7 · черен цар на бяло поле d7 · черна пешка на черно поле g7 · черна пешка на бяло поле h7 · черна дама на бяло поле c6 · черна пешка на бяло поле e6 · черна пешка на бяло поле b5 · черен офицер на черно поле c5 · черна пешка на бяло поле d5 · черна пешка на бяло поле f5 · черен кон на бяло поле c4 · бяла пешка на черно поле d4 · бяла пешка на черно поле f4 · бяла пешка на черно поле a3 · бял топ на черно поле c3 · бял кон на бяло поле f3 · бяла пешка на черно поле g3 · бяла пешка на бяло поле h3 · бяла пешка на черно поле b2 · бяла дама на бяло поле c2 · бяла пешка на черно поле f2 · бял топ на бяло поле f1 · бял цар на черно поле g1 | черен топ на бяло поле c8 · черен топ на бяло поле e8 · черна пешка на черно поле a7 · черен цар на бяло поле d7 · черна пешка на черно поле g7 · черна пешка на бяло поле h7 · черна дама на бяло поле c6 · черна пешка на бяло поле e6 · черна пешка на бяло поле b5 · черен офицер на черно поле c5 · черна пешка на бяло поле d5 · черна пешка на бяло поле f5 · черен кон на бяло поле c4 · бяла пешка на черно поле d4 · бяла пешка на черно поле f4 · бяла пешка на черно поле a3 · бял топ на черно поле c3 · бял кон на бяло поле f3 · бяла пешка на черно поле g3 · бяла пешка на бяло поле h3 · бяла пешка на черно поле b2 · бяла дама на бяло поле c2 · бяла пешка на черно поле f2 · бял топ на бяло поле f1 · бял цар на черно поле g1 | черен топ на бяло поле c8 · черен топ на бяло поле e8 · черна пешка на черно поле a7 · черен цар на бяло поле d7 · черна пешка на черно поле g7 · черна пешка на бяло поле h7 · черна дама на бяло поле c6 · черна пешка на бяло поле e6 · черна пешка на бяло поле b5 · черен офицер на черно поле c5 · черна пешка на бяло поле d5 · черна пешка на бяло поле f5 · черен кон на бяло поле c4 · бяла пешка на черно поле d4 · бяла пешка на черно поле f4 · бяла пешка на черно поле a3 · бял топ на черно поле c3 · бял кон на бяло поле f3 · бяла пешка на черно поле g3 · бяла пешка на бяло поле h3 · бяла пешка на черно поле b2 · бяла дама на бяло поле c2 · бяла пешка на черно поле f2 · бял топ на бяло поле f1 · бял цар на черно поле g1 | черен топ на бяло поле c8 · черен топ на бяло поле e8 · черна пешка на черно поле a7 · черен цар на бяло поле d7 · черна пешка на черно поле g7 · черна пешка на бяло поле h7 · черна дама на бяло поле c6 · черна пешка на бяло поле e6 · черна пешка на бяло поле b5 · черен офицер на черно поле c5 · черна пешка на бяло поле d5 · черна пешка на бяло поле f5 · черен кон на бяло поле c4 · бяла пешка на черно поле d4 · бяла пешка на черно поле f4 · бяла пешка на черно поле a3 · бял топ на черно поле c3 · бял кон на бяло поле f3 · бяла пешка на черно поле g3 · бяла пешка на бяло поле h3 · бяла пешка на черно поле b2 · бяла дама на бяло поле c2 · бяла пешка на черно поле f2 · бял топ на бяло поле f1 · бял цар на черно поле g1 | черен топ на бяло поле c8 · черен топ на бяло поле e8 · черна пешка на черно поле a7 · черен цар на бяло поле d7 · черна пешка на черно поле g7 · черна пешка на бяло поле h7 · черна дама на бяло поле c6 · черна пешка на бяло поле e6 · черна пешка на бяло поле b5 · черен офицер на черно поле c5 · черна пешка на бяло поле d5 · черна пешка на бяло поле f5 · черен кон на бяло поле c4 · бяла пешка на черно поле d4 · бяла пешка на черно поле f4 · бяла пешка на черно поле a3 · бял топ на черно поле c3 · бял кон на бяло поле f3 · бяла пешка на черно поле g3 · бяла пешка на бяло поле h3 · бяла пешка на черно поле b2 · бяла дама на бяло поле c2 · бяла пешка на черно поле f2 · бял топ на бяло поле f1 · бял цар на черно поле g1 | черен топ на бяло поле c8 · черен топ на бяло поле e8 · черна пешка на черно поле a7 · черен цар на бяло поле d7 · черна пешка на черно поле g7 · черна пешка на бяло поле h7 · черна дама на бяло поле c6 · черна пешка на бяло поле e6 · черна пешка на бяло поле b5 · черен офицер на черно поле c5 · черна пешка на бяло поле d5 · черна пешка на бяло поле f5 · черен кон на бяло поле c4 · бяла пешка на черно поле d4 · бяла пешка на черно поле f4 · бяла пешка на черно поле a3 · бял топ на черно поле c3 · бял кон на бяло поле f3 · бяла пешка на черно поле g3 · бяла пешка на бяло поле h3 · бяла пешка на черно поле b2 · бяла дама на бяло поле c2 · бяла пешка на черно поле f2 · бял топ на бяло поле f1 · бял цар на черно поле g1 | черен топ на бяло поле c8 · черен топ на бяло поле e8 · черна пешка на черно поле a7 · черен цар на бяло поле d7 · черна пешка на черно поле g7 · черна пешка на бяло поле h7 · черна дама на бяло поле c6 · черна пешка на бяло поле e6 · черна пешка на бяло поле b5 · черен офицер на черно поле c5 · черна пешка на бяло поле d5 · черна пешка на бяло поле f5 · черен кон на бяло поле c4 · бяла пешка на черно поле d4 · бяла пешка на черно поле f4 · бяла пешка на черно поле a3 · бял топ на черно поле c3 · бял кон на бяло поле f3 · бяла пешка на черно поле g3 · бяла пешка на бяло поле h3 · бяла пешка на черно поле b2 · бяла дама на бяло поле c2 · бяла пешка на черно поле f2 · бял топ на бяло поле f1 · бял цар на черно поле g1 | 4 |
| 3 | черен топ на бяло поле c8 · черен топ на бяло поле e8 · черна пешка на черно поле a7 · черен цар на бяло поле d7 · черна пешка на черно поле g7 · черна пешка на бяло поле h7 · черна дама на бяло поле c6 · черна пешка на бяло поле e6 · черна пешка на бяло поле b5 · черен офицер на черно поле c5 · черна пешка на бяло поле d5 · черна пешка на бяло поле f5 · черен кон на бяло поле c4 · бяла пешка на черно поле d4 · бяла пешка на черно поле f4 · бяла пешка на черно поле a3 · бял топ на черно поле c3 · бял кон на бяло поле f3 · бяла пешка на черно поле g3 · бяла пешка на бяло поле h3 · бяла пешка на черно поле b2 · бяла дама на бяло поле c2 · бяла пешка на черно поле f2 · бял топ на бяло поле f1 · бял цар на черно поле g1 | черен топ на бяло поле c8 · черен топ на бяло поле e8 · черна пешка на черно поле a7 · черен цар на бяло поле d7 · черна пешка на черно поле g7 · черна пешка на бяло поле h7 · черна дама на бяло поле c6 · черна пешка на бяло поле e6 · черна пешка на бяло поле b5 · черен офицер на черно поле c5 · черна пешка на бяло поле d5 · черна пешка на бяло поле f5 · черен кон на бяло поле c4 · бяла пешка на черно поле d4 · бяла пешка на черно поле f4 · бяла пешка на черно поле a3 · бял топ на черно поле c3 · бял кон на бяло поле f3 · бяла пешка на черно поле g3 · бяла пешка на бяло поле h3 · бяла пешка на черно поле b2 · бяла дама на бяло поле c2 · бяла пешка на черно поле f2 · бял топ на бяло поле f1 · бял цар на черно поле g1 | черен топ на бяло поле c8 · черен топ на бяло поле e8 · черна пешка на черно поле a7 · черен цар на бяло поле d7 · черна пешка на черно поле g7 · черна пешка на бяло поле h7 · черна дама на бяло поле c6 · черна пешка на бяло поле e6 · черна пешка на бяло поле b5 · черен офицер на черно поле c5 · черна пешка на бяло поле d5 · черна пешка на бяло поле f5 · черен кон на бяло поле c4 · бяла пешка на черно поле d4 · бяла пешка на черно поле f4 · бяла пешка на черно поле a3 · бял топ на черно поле c3 · бял кон на бяло поле f3 · бяла пешка на черно поле g3 · бяла пешка на бяло поле h3 · бяла пешка на черно поле b2 · бяла дама на бяло поле c2 · бяла пешка на черно поле f2 · бял топ на бяло поле f1 · бял цар на черно поле g1 | черен топ на бяло поле c8 · черен топ на бяло поле e8 · черна пешка на черно поле a7 · черен цар на бяло поле d7 · черна пешка на черно поле g7 · черна пешка на бяло поле h7 · черна дама на бяло поле c6 · черна пешка на бяло поле e6 · черна пешка на бяло поле b5 · черен офицер на черно поле c5 · черна пешка на бяло поле d5 · черна пешка на бяло поле f5 · черен кон на бяло поле c4 · бяла пешка на черно поле d4 · бяла пешка на черно поле f4 · бяла пешка на черно поле a3 · бял топ на черно поле c3 · бял кон на бяло поле f3 · бяла пешка на черно поле g3 · бяла пешка на бяло поле h3 · бяла пешка на черно поле b2 · бяла дама на бяло поле c2 · бяла пешка на черно поле f2 · бял топ на бяло поле f1 · бял цар на черно поле g1 | черен топ на бяло поле c8 · черен топ на бяло поле e8 · черна пешка на черно поле a7 · черен цар на бяло поле d7 · черна пешка на черно поле g7 · черна пешка на бяло поле h7 · черна дама на бяло поле c6 · черна пешка на бяло поле e6 · черна пешка на бяло поле b5 · черен офицер на черно поле c5 · черна пешка на бяло поле d5 · черна пешка на бяло поле f5 · черен кон на бяло поле c4 · бяла пешка на черно поле d4 · бяла пешка на черно поле f4 · бяла пешка на черно поле a3 · бял топ на черно поле c3 · бял кон на бяло поле f3 · бяла пешка на черно поле g3 · бяла пешка на бяло поле h3 · бяла пешка на черно поле b2 · бяла дама на бяло поле c2 · бяла пешка на черно поле f2 · бял топ на бяло поле f1 · бял цар на черно поле g1 | черен топ на бяло поле c8 · черен топ на бяло поле e8 · черна пешка на черно поле a7 · черен цар на бяло поле d7 · черна пешка на черно поле g7 · черна пешка на бяло поле h7 · черна дама на бяло поле c6 · черна пешка на бяло поле e6 · черна пешка на бяло поле b5 · черен офицер на черно поле c5 · черна пешка на бяло поле d5 · черна пешка на бяло поле f5 · черен кон на бяло поле c4 · бяла пешка на черно поле d4 · бяла пешка на черно поле f4 · бяла пешка на черно поле a3 · бял топ на черно поле c3 · бял кон на бяло поле f3 · бяла пешка на черно поле g3 · бяла пешка на бяло поле h3 · бяла пешка на черно поле b2 · бяла дама на бяло поле c2 · бяла пешка на черно поле f2 · бял топ на бяло поле f1 · бял цар на черно поле g1 | черен топ на бяло поле c8 · черен топ на бяло поле e8 · черна пешка на черно поле a7 · черен цар на бяло поле d7 · черна пешка на черно поле g7 · черна пешка на бяло поле h7 · черна дама на бяло поле c6 · черна пешка на бяло поле e6 · черна пешка на бяло поле b5 · черен офицер на черно поле c5 · черна пешка на бяло поле d5 · черна пешка на бяло поле f5 · черен кон на бяло поле c4 · бяла пешка на черно поле d4 · бяла пешка на черно поле f4 · бяла пешка на черно поле a3 · бял топ на черно поле c3 · бял кон на бяло поле f3 · бяла пешка на черно поле g3 · бяла пешка на бяло поле h3 · бяла пешка на черно поле b2 · бяла дама на бяло поле c2 · бяла пешка на черно поле f2 · бял топ на бяло поле f1 · бял цар на черно поле g1 | черен топ на бяло поле c8 · черен топ на бяло поле e8 · черна пешка на черно поле a7 · черен цар на бяло поле d7 · черна пешка на черно поле g7 · черна пешка на бяло поле h7 · черна дама на бяло поле c6 · черна пешка на бяло поле e6 · черна пешка на бяло поле b5 · черен офицер на черно поле c5 · черна пешка на бяло поле d5 · черна пешка на бяло поле f5 · черен кон на бяло поле c4 · бяла пешка на черно поле d4 · бяла пешка на черно поле f4 · бяла пешка на черно поле a3 · бял топ на черно поле c3 · бял кон на бяло поле f3 · бяла пешка на черно поле g3 · бяла пешка на бяло поле h3 · бяла пешка на черно поле b2 · бяла дама на бяло поле c2 · бяла пешка на черно поле f2 · бял топ на бяло поле f1 · бял цар на черно поле g1 | 3 |
| 2 | черен топ на бяло поле c8 · черен топ на бяло поле e8 · черна пешка на черно поле a7 · черен цар на бяло поле d7 · черна пешка на черно поле g7 · черна пешка на бяло поле h7 · черна дама на бяло поле c6 · черна пешка на бяло поле e6 · черна пешка на бяло поле b5 · черен офицер на черно поле c5 · черна пешка на бяло поле d5 · черна пешка на бяло поле f5 · черен кон на бяло поле c4 · бяла пешка на черно поле d4 · бяла пешка на черно поле f4 · бяла пешка на черно поле a3 · бял топ на черно поле c3 · бял кон на бяло поле f3 · бяла пешка на черно поле g3 · бяла пешка на бяло поле h3 · бяла пешка на черно поле b2 · бяла дама на бяло поле c2 · бяла пешка на черно поле f2 · бял топ на бяло поле f1 · бял цар на черно поле g1 | черен топ на бяло поле c8 · черен топ на бяло поле e8 · черна пешка на черно поле a7 · черен цар на бяло поле d7 · черна пешка на черно поле g7 · черна пешка на бяло поле h7 · черна дама на бяло поле c6 · черна пешка на бяло поле e6 · черна пешка на бяло поле b5 · черен офицер на черно поле c5 · черна пешка на бяло поле d5 · черна пешка на бяло поле f5 · черен кон на бяло поле c4 · бяла пешка на черно поле d4 · бяла пешка на черно поле f4 · бяла пешка на черно поле a3 · бял топ на черно поле c3 · бял кон на бяло поле f3 · бяла пешка на черно поле g3 · бяла пешка на бяло поле h3 · бяла пешка на черно поле b2 · бяла дама на бяло поле c2 · бяла пешка на черно поле f2 · бял топ на бяло поле f1 · бял цар на черно поле g1 | черен топ на бяло поле c8 · черен топ на бяло поле e8 · черна пешка на черно поле a7 · черен цар на бяло поле d7 · черна пешка на черно поле g7 · черна пешка на бяло поле h7 · черна дама на бяло поле c6 · черна пешка на бяло поле e6 · черна пешка на бяло поле b5 · черен офицер на черно поле c5 · черна пешка на бяло поле d5 · черна пешка на бяло поле f5 · черен кон на бяло поле c4 · бяла пешка на черно поле d4 · бяла пешка на черно поле f4 · бяла пешка на черно поле a3 · бял топ на черно поле c3 · бял кон на бяло поле f3 · бяла пешка на черно поле g3 · бяла пешка на бяло поле h3 · бяла пешка на черно поле b2 · бяла дама на бяло поле c2 · бяла пешка на черно поле f2 · бял топ на бяло поле f1 · бял цар на черно поле g1 | черен топ на бяло поле c8 · черен топ на бяло поле e8 · черна пешка на черно поле a7 · черен цар на бяло поле d7 · черна пешка на черно поле g7 · черна пешка на бяло поле h7 · черна дама на бяло поле c6 · черна пешка на бяло поле e6 · черна пешка на бяло поле b5 · черен офицер на черно поле c5 · черна пешка на бяло поле d5 · черна пешка на бяло поле f5 · черен кон на бяло поле c4 · бяла пешка на черно поле d4 · бяла пешка на черно поле f4 · бяла пешка на черно поле a3 · бял топ на черно поле c3 · бял кон на бяло поле f3 · бяла пешка на черно поле g3 · бяла пешка на бяло поле h3 · бяла пешка на черно поле b2 · бяла дама на бяло поле c2 · бяла пешка на черно поле f2 · бял топ на бяло поле f1 · бял цар на черно поле g1 | черен топ на бяло поле c8 · черен топ на бяло поле e8 · черна пешка на черно поле a7 · черен цар на бяло поле d7 · черна пешка на черно поле g7 · черна пешка на бяло поле h7 · черна дама на бяло поле c6 · черна пешка на бяло поле e6 · черна пешка на бяло поле b5 · черен офицер на черно поле c5 · черна пешка на бяло поле d5 · черна пешка на бяло поле f5 · черен кон на бяло поле c4 · бяла пешка на черно поле d4 · бяла пешка на черно поле f4 · бяла пешка на черно поле a3 · бял топ на черно поле c3 · бял кон на бяло поле f3 · бяла пешка на черно поле g3 · бяла пешка на бяло поле h3 · бяла пешка на черно поле b2 · бяла дама на бяло поле c2 · бяла пешка на черно поле f2 · бял топ на бяло поле f1 · бял цар на черно поле g1 | черен топ на бяло поле c8 · черен топ на бяло поле e8 · черна пешка на черно поле a7 · черен цар на бяло поле d7 · черна пешка на черно поле g7 · черна пешка на бяло поле h7 · черна дама на бяло поле c6 · черна пешка на бяло поле e6 · черна пешка на бяло поле b5 · черен офицер на черно поле c5 · черна пешка на бяло поле d5 · черна пешка на бяло поле f5 · черен кон на бяло поле c4 · бяла пешка на черно поле d4 · бяла пешка на черно поле f4 · бяла пешка на черно поле a3 · бял топ на черно поле c3 · бял кон на бяло поле f3 · бяла пешка на черно поле g3 · бяла пешка на бяло поле h3 · бяла пешка на черно поле b2 · бяла дама на бяло поле c2 · бяла пешка на черно поле f2 · бял топ на бяло поле f1 · бял цар на черно поле g1 | черен топ на бяло поле c8 · черен топ на бяло поле e8 · черна пешка на черно поле a7 · черен цар на бяло поле d7 · черна пешка на черно поле g7 · черна пешка на бяло поле h7 · черна дама на бяло поле c6 · черна пешка на бяло поле e6 · черна пешка на бяло поле b5 · черен офицер на черно поле c5 · черна пешка на бяло поле d5 · черна пешка на бяло поле f5 · черен кон на бяло поле c4 · бяла пешка на черно поле d4 · бяла пешка на черно поле f4 · бяла пешка на черно поле a3 · бял топ на черно поле c3 · бял кон на бяло поле f3 · бяла пешка на черно поле g3 · бяла пешка на бяло поле h3 · бяла пешка на черно поле b2 · бяла дама на бяло поле c2 · бяла пешка на черно поле f2 · бял топ на бяло поле f1 · бял цар на черно поле g1 | черен топ на бяло поле c8 · черен топ на бяло поле e8 · черна пешка на черно поле a7 · черен цар на бяло поле d7 · черна пешка на черно поле g7 · черна пешка на бяло поле h7 · черна дама на бяло поле c6 · черна пешка на бяло поле e6 · черна пешка на бяло поле b5 · черен офицер на черно поле c5 · черна пешка на бяло поле d5 · черна пешка на бяло поле f5 · черен кон на бяло поле c4 · бяла пешка на черно поле d4 · бяла пешка на черно поле f4 · бяла пешка на черно поле a3 · бял топ на черно поле c3 · бял кон на бяло поле f3 · бяла пешка на черно поле g3 · бяла пешка на бяло поле h3 · бяла пешка на черно поле b2 · бяла дама на бяло поле c2 · бяла пешка на черно поле f2 · бял топ на бяло поле f1 · бял цар на черно поле g1 | 2 |
| 1 | черен топ на бяло поле c8 · черен топ на бяло поле e8 · черна пешка на черно поле a7 · черен цар на бяло поле d7 · черна пешка на черно поле g7 · черна пешка на бяло поле h7 · черна дама на бяло поле c6 · черна пешка на бяло поле e6 · черна пешка на бяло поле b5 · черен офицер на черно поле c5 · черна пешка на бяло поле d5 · черна пешка на бяло поле f5 · черен кон на бяло поле c4 · бяла пешка на черно поле d4 · бяла пешка на черно поле f4 · бяла пешка на черно поле a3 · бял топ на черно поле c3 · бял кон на бяло поле f3 · бяла пешка на черно поле g3 · бяла пешка на бяло поле h3 · бяла пешка на черно поле b2 · бяла дама на бяло поле c2 · бяла пешка на черно поле f2 · бял топ на бяло поле f1 · бял цар на черно поле g1 | черен топ на бяло поле c8 · черен топ на бяло поле e8 · черна пешка на черно поле a7 · черен цар на бяло поле d7 · черна пешка на черно поле g7 · черна пешка на бяло поле h7 · черна дама на бяло поле c6 · черна пешка на бяло поле e6 · черна пешка на бяло поле b5 · черен офицер на черно поле c5 · черна пешка на бяло поле d5 · черна пешка на бяло поле f5 · черен кон на бяло поле c4 · бяла пешка на черно поле d4 · бяла пешка на черно поле f4 · бяла пешка на черно поле a3 · бял топ на черно поле c3 · бял кон на бяло поле f3 · бяла пешка на черно поле g3 · бяла пешка на бяло поле h3 · бяла пешка на черно поле b2 · бяла дама на бяло поле c2 · бяла пешка на черно поле f2 · бял топ на бяло поле f1 · бял цар на черно поле g1 | черен топ на бяло поле c8 · черен топ на бяло поле e8 · черна пешка на черно поле a7 · черен цар на бяло поле d7 · черна пешка на черно поле g7 · черна пешка на бяло поле h7 · черна дама на бяло поле c6 · черна пешка на бяло поле e6 · черна пешка на бяло поле b5 · черен офицер на черно поле c5 · черна пешка на бяло поле d5 · черна пешка на бяло поле f5 · черен кон на бяло поле c4 · бяла пешка на черно поле d4 · бяла пешка на черно поле f4 · бяла пешка на черно поле a3 · бял топ на черно поле c3 · бял кон на бяло поле f3 · бяла пешка на черно поле g3 · бяла пешка на бяло поле h3 · бяла пешка на черно поле b2 · бяла дама на бяло поле c2 · бяла пешка на черно поле f2 · бял топ на бяло поле f1 · бял цар на черно поле g1 | черен топ на бяло поле c8 · черен топ на бяло поле e8 · черна пешка на черно поле a7 · черен цар на бяло поле d7 · черна пешка на черно поле g7 · черна пешка на бяло поле h7 · черна дама на бяло поле c6 · черна пешка на бяло поле e6 · черна пешка на бяло поле b5 · черен офицер на черно поле c5 · черна пешка на бяло поле d5 · черна пешка на бяло поле f5 · черен кон на бяло поле c4 · бяла пешка на черно поле d4 · бяла пешка на черно поле f4 · бяла пешка на черно поле a3 · бял топ на черно поле c3 · бял кон на бяло поле f3 · бяла пешка на черно поле g3 · бяла пешка на бяло поле h3 · бяла пешка на черно поле b2 · бяла дама на бяло поле c2 · бяла пешка на черно поле f2 · бял топ на бяло поле f1 · бял цар на черно поле g1 | черен топ на бяло поле c8 · черен топ на бяло поле e8 · черна пешка на черно поле a7 · черен цар на бяло поле d7 · черна пешка на черно поле g7 · черна пешка на бяло поле h7 · черна дама на бяло поле c6 · черна пешка на бяло поле e6 · черна пешка на бяло поле b5 · черен офицер на черно поле c5 · черна пешка на бяло поле d5 · черна пешка на бяло поле f5 · черен кон на бяло поле c4 · бяла пешка на черно поле d4 · бяла пешка на черно поле f4 · бяла пешка на черно поле a3 · бял топ на черно поле c3 · бял кон на бяло поле f3 · бяла пешка на черно поле g3 · бяла пешка на бяло поле h3 · бяла пешка на черно поле b2 · бяла дама на бяло поле c2 · бяла пешка на черно поле f2 · бял топ на бяло поле f1 · бял цар на черно поле g1 | черен топ на бяло поле c8 · черен топ на бяло поле e8 · черна пешка на черно поле a7 · черен цар на бяло поле d7 · черна пешка на черно поле g7 · черна пешка на бяло поле h7 · черна дама на бяло поле c6 · черна пешка на бяло поле e6 · черна пешка на бяло поле b5 · черен офицер на черно поле c5 · черна пешка на бяло поле d5 · черна пешка на бяло поле f5 · черен кон на бяло поле c4 · бяла пешка на черно поле d4 · бяла пешка на черно поле f4 · бяла пешка на черно поле a3 · бял топ на черно поле c3 · бял кон на бяло поле f3 · бяла пешка на черно поле g3 · бяла пешка на бяло поле h3 · бяла пешка на черно поле b2 · бяла дама на бяло поле c2 · бяла пешка на черно поле f2 · бял топ на бяло поле f1 · бял цар на черно поле g1 | черен топ на бяло поле c8 · черен топ на бяло поле e8 · черна пешка на черно поле a7 · черен цар на бяло поле d7 · черна пешка на черно поле g7 · черна пешка на бяло поле h7 · черна дама на бяло поле c6 · черна пешка на бяло поле e6 · черна пешка на бяло поле b5 · черен офицер на черно поле c5 · черна пешка на бяло поле d5 · черна пешка на бяло поле f5 · черен кон на бяло поле c4 · бяла пешка на черно поле d4 · бяла пешка на черно поле f4 · бяла пешка на черно поле a3 · бял топ на черно поле c3 · бял кон на бяло поле f3 · бяла пешка на черно поле g3 · бяла пешка на бяло поле h3 · бяла пешка на черно поле b2 · бяла дама на бяло поле c2 · бяла пешка на черно поле f2 · бял топ на бяло поле f1 · бял цар на черно поле g1 | черен топ на бяло поле c8 · черен топ на бяло поле e8 · черна пешка на черно поле a7 · черен цар на бяло поле d7 · черна пешка на черно поле g7 · черна пешка на бяло поле h7 · черна дама на бяло поле c6 · черна пешка на бяло поле e6 · черна пешка на бяло поле b5 · черен офицер на черно поле c5 · черна пешка на бяло поле d5 · черна пешка на бяло поле f5 · черен кон на бяло поле c4 · бяла пешка на черно поле d4 · бяла пешка на черно поле f4 · бяла пешка на черно поле a3 · бял топ на черно поле c3 · бял кон на бяло поле f3 · бяла пешка на черно поле g3 · бяла пешка на бяло поле h3 · бяла пешка на черно поле b2 · бяла дама на бяло поле c2 · бяла пешка на черно поле f2 · бял топ на бяло поле f1 · бял цар на черно поле g1 | 1 |
|   | a | b | c | d | e | f | g | h |   |

1. d4 d5 2. c4 c6 3. c:d5 c:d5 4. Кс3 Кf6 5. Оf4 Кс6 6. e3 Оf5 7. Дb3 Ка5 8. Да4+ Оd7 9. Дс2 e6 10. Кf3 Ое7 11. Оd3 Кс6 12. a3 Кh5 13. Ое5 f6 14. Оf4 Тс8 15. h3 К:f4 16. e:f4 Дb6 17. Тd1 f5 18. Оb5 Оd6 19. g3 Ка5 20. О:d7+ Ц:d7 21. 0 – 0 Тhe8 22. Тd3 Кс4 23. Ка4 Дс6 24. Тс3 (диаграма 1) 24. ...b5? Ненужна атака на коня, който и без това ще напусне полето а4 за Кс5+, което трябваше да се предотврати с 24. ...b6. Сега Аронян форсира материална печалба. 25. Кс5+ О:с5 Или 25. ...Цс7 26. b3 К:a3 27. Да2 b4 28. Ка6+ Цb7 29. Т:c6 Т:c6 30. Кс5+ с печелившо материално предимство за белите. Тук Аронян жертва качество, за да овладее решаващото поле е5 (диаграма 2) 26. Т:c4! b:c4 27. Ке5+!! Черните се предават, защото след 27. ...Цс7 28. К:c6 Ц:с6 29. d:c5 Ц:с5 губят дамата за топ и пешка. 1 – 0
2. Левон Аронян – Магнус Карлсен 1 – 0, 

Турнир Норвежки шах, Ставангер, Норвегия, 4 кръг, 10 юни 2017. 

Полуславянска защита: ускорен вариант на Меран (D45)
|   | a | b | c | d | e | f | g | h |   |
| 8 | черен топ на бяло поле a8 · черен офицер на бяло поле c8 · черен топ на черно поле d8 · черен цар на бяло поле g8 · черна пешка на бяло поле b7 · черен кон на бяло поле d7 · черна дама на черно поле e7 · черна пешка на бяло поле f7 · черна пешка на черно поле g7 · черна пешка на бяло поле h7 · черна пешка на бяло поле a6 · черна пешка на бяло поле c6 · черна пешка на бяло поле e6 · черен кон на черно поле f6 · черна пешка на бяло поле d5 · черен офицер на черно поле b4 · бяла пешка на бяло поле c4 · бяла пешка на черно поле d4 · бяла пешка на черно поле a3 · бяла пешка на бяло поле b3 · бял кон на черно поле c3 · бяла пешка на черно поле e3 · бял кон на бяло поле f3 · бял офицер на бяло поле c2 · бял офицер на черно поле d2 · бяла пешка на черно поле f2 · бяла пешка на бяло поле g2 · бяла пешка на черно поле h2 · бял топ на черно поле a1 · бяла дама на бяло поле d1 · бял топ на бяло поле f1 · бял цар на черно поле g1 | черен топ на бяло поле a8 · черен офицер на бяло поле c8 · черен топ на черно поле d8 · черен цар на бяло поле g8 · черна пешка на бяло поле b7 · черен кон на бяло поле d7 · черна дама на черно поле e7 · черна пешка на бяло поле f7 · черна пешка на черно поле g7 · черна пешка на бяло поле h7 · черна пешка на бяло поле a6 · черна пешка на бяло поле c6 · черна пешка на бяло поле e6 · черен кон на черно поле f6 · черна пешка на бяло поле d5 · черен офицер на черно поле b4 · бяла пешка на бяло поле c4 · бяла пешка на черно поле d4 · бяла пешка на черно поле a3 · бяла пешка на бяло поле b3 · бял кон на черно поле c3 · бяла пешка на черно поле e3 · бял кон на бяло поле f3 · бял офицер на бяло поле c2 · бял офицер на черно поле d2 · бяла пешка на черно поле f2 · бяла пешка на бяло поле g2 · бяла пешка на черно поле h2 · бял топ на черно поле a1 · бяла дама на бяло поле d1 · бял топ на бяло поле f1 · бял цар на черно поле g1 | черен топ на бяло поле a8 · черен офицер на бяло поле c8 · черен топ на черно поле d8 · черен цар на бяло поле g8 · черна пешка на бяло поле b7 · черен кон на бяло поле d7 · черна дама на черно поле e7 · черна пешка на бяло поле f7 · черна пешка на черно поле g7 · черна пешка на бяло поле h7 · черна пешка на бяло поле a6 · черна пешка на бяло поле c6 · черна пешка на бяло поле e6 · черен кон на черно поле f6 · черна пешка на бяло поле d5 · черен офицер на черно поле b4 · бяла пешка на бяло поле c4 · бяла пешка на черно поле d4 · бяла пешка на черно поле a3 · бяла пешка на бяло поле b3 · бял кон на черно поле c3 · бяла пешка на черно поле e3 · бял кон на бяло поле f3 · бял офицер на бяло поле c2 · бял офицер на черно поле d2 · бяла пешка на черно поле f2 · бяла пешка на бяло поле g2 · бяла пешка на черно поле h2 · бял топ на черно поле a1 · бяла дама на бяло поле d1 · бял топ на бяло поле f1 · бял цар на черно поле g1 | черен топ на бяло поле a8 · черен офицер на бяло поле c8 · черен топ на черно поле d8 · черен цар на бяло поле g8 · черна пешка на бяло поле b7 · черен кон на бяло поле d7 · черна дама на черно поле e7 · черна пешка на бяло поле f7 · черна пешка на черно поле g7 · черна пешка на бяло поле h7 · черна пешка на бяло поле a6 · черна пешка на бяло поле c6 · черна пешка на бяло поле e6 · черен кон на черно поле f6 · черна пешка на бяло поле d5 · черен офицер на черно поле b4 · бяла пешка на бяло поле c4 · бяла пешка на черно поле d4 · бяла пешка на черно поле a3 · бяла пешка на бяло поле b3 · бял кон на черно поле c3 · бяла пешка на черно поле e3 · бял кон на бяло поле f3 · бял офицер на бяло поле c2 · бял офицер на черно поле d2 · бяла пешка на черно поле f2 · бяла пешка на бяло поле g2 · бяла пешка на черно поле h2 · бял топ на черно поле a1 · бяла дама на бяло поле d1 · бял топ на бяло поле f1 · бял цар на черно поле g1 | черен топ на бяло поле a8 · черен офицер на бяло поле c8 · черен топ на черно поле d8 · черен цар на бяло поле g8 · черна пешка на бяло поле b7 · черен кон на бяло поле d7 · черна дама на черно поле e7 · черна пешка на бяло поле f7 · черна пешка на черно поле g7 · черна пешка на бяло поле h7 · черна пешка на бяло поле a6 · черна пешка на бяло поле c6 · черна пешка на бяло поле e6 · черен кон на черно поле f6 · черна пешка на бяло поле d5 · черен офицер на черно поле b4 · бяла пешка на бяло поле c4 · бяла пешка на черно поле d4 · бяла пешка на черно поле a3 · бяла пешка на бяло поле b3 · бял кон на черно поле c3 · бяла пешка на черно поле e3 · бял кон на бяло поле f3 · бял офицер на бяло поле c2 · бял офицер на черно поле d2 · бяла пешка на черно поле f2 · бяла пешка на бяло поле g2 · бяла пешка на черно поле h2 · бял топ на черно поле a1 · бяла дама на бяло поле d1 · бял топ на бяло поле f1 · бял цар на черно поле g1 | черен топ на бяло поле a8 · черен офицер на бяло поле c8 · черен топ на черно поле d8 · черен цар на бяло поле g8 · черна пешка на бяло поле b7 · черен кон на бяло поле d7 · черна дама на черно поле e7 · черна пешка на бяло поле f7 · черна пешка на черно поле g7 · черна пешка на бяло поле h7 · черна пешка на бяло поле a6 · черна пешка на бяло поле c6 · черна пешка на бяло поле e6 · черен кон на черно поле f6 · черна пешка на бяло поле d5 · черен офицер на черно поле b4 · бяла пешка на бяло поле c4 · бяла пешка на черно поле d4 · бяла пешка на черно поле a3 · бяла пешка на бяло поле b3 · бял кон на черно поле c3 · бяла пешка на черно поле e3 · бял кон на бяло поле f3 · бял офицер на бяло поле c2 · бял офицер на черно поле d2 · бяла пешка на черно поле f2 · бяла пешка на бяло поле g2 · бяла пешка на черно поле h2 · бял топ на черно поле a1 · бяла дама на бяло поле d1 · бял топ на бяло поле f1 · бял цар на черно поле g1 | черен топ на бяло поле a8 · черен офицер на бяло поле c8 · черен топ на черно поле d8 · черен цар на бяло поле g8 · черна пешка на бяло поле b7 · черен кон на бяло поле d7 · черна дама на черно поле e7 · черна пешка на бяло поле f7 · черна пешка на черно поле g7 · черна пешка на бяло поле h7 · черна пешка на бяло поле a6 · черна пешка на бяло поле c6 · черна пешка на бяло поле e6 · черен кон на черно поле f6 · черна пешка на бяло поле d5 · черен офицер на черно поле b4 · бяла пешка на бяло поле c4 · бяла пешка на черно поле d4 · бяла пешка на черно поле a3 · бяла пешка на бяло поле b3 · бял кон на черно поле c3 · бяла пешка на черно поле e3 · бял кон на бяло поле f3 · бял офицер на бяло поле c2 · бял офицер на черно поле d2 · бяла пешка на черно поле f2 · бяла пешка на бяло поле g2 · бяла пешка на черно поле h2 · бял топ на черно поле a1 · бяла дама на бяло поле d1 · бял топ на бяло поле f1 · бял цар на черно поле g1 | черен топ на бяло поле a8 · черен офицер на бяло поле c8 · черен топ на черно поле d8 · черен цар на бяло поле g8 · черна пешка на бяло поле b7 · черен кон на бяло поле d7 · черна дама на черно поле e7 · черна пешка на бяло поле f7 · черна пешка на черно поле g7 · черна пешка на бяло поле h7 · черна пешка на бяло поле a6 · черна пешка на бяло поле c6 · черна пешка на бяло поле e6 · черен кон на черно поле f6 · черна пешка на бяло поле d5 · черен офицер на черно поле b4 · бяла пешка на бяло поле c4 · бяла пешка на черно поле d4 · бяла пешка на черно поле a3 · бяла пешка на бяло поле b3 · бял кон на черно поле c3 · бяла пешка на черно поле e3 · бял кон на бяло поле f3 · бял офицер на бяло поле c2 · бял офицер на черно поле d2 · бяла пешка на черно поле f2 · бяла пешка на бяло поле g2 · бяла пешка на черно поле h2 · бял топ на черно поле a1 · бяла дама на бяло поле d1 · бял топ на бяло поле f1 · бял цар на черно поле g1 | 8 |
| 7 | черен топ на бяло поле a8 · черен офицер на бяло поле c8 · черен топ на черно поле d8 · черен цар на бяло поле g8 · черна пешка на бяло поле b7 · черен кон на бяло поле d7 · черна дама на черно поле e7 · черна пешка на бяло поле f7 · черна пешка на черно поле g7 · черна пешка на бяло поле h7 · черна пешка на бяло поле a6 · черна пешка на бяло поле c6 · черна пешка на бяло поле e6 · черен кон на черно поле f6 · черна пешка на бяло поле d5 · черен офицер на черно поле b4 · бяла пешка на бяло поле c4 · бяла пешка на черно поле d4 · бяла пешка на черно поле a3 · бяла пешка на бяло поле b3 · бял кон на черно поле c3 · бяла пешка на черно поле e3 · бял кон на бяло поле f3 · бял офицер на бяло поле c2 · бял офицер на черно поле d2 · бяла пешка на черно поле f2 · бяла пешка на бяло поле g2 · бяла пешка на черно поле h2 · бял топ на черно поле a1 · бяла дама на бяло поле d1 · бял топ на бяло поле f1 · бял цар на черно поле g1 | черен топ на бяло поле a8 · черен офицер на бяло поле c8 · черен топ на черно поле d8 · черен цар на бяло поле g8 · черна пешка на бяло поле b7 · черен кон на бяло поле d7 · черна дама на черно поле e7 · черна пешка на бяло поле f7 · черна пешка на черно поле g7 · черна пешка на бяло поле h7 · черна пешка на бяло поле a6 · черна пешка на бяло поле c6 · черна пешка на бяло поле e6 · черен кон на черно поле f6 · черна пешка на бяло поле d5 · черен офицер на черно поле b4 · бяла пешка на бяло поле c4 · бяла пешка на черно поле d4 · бяла пешка на черно поле a3 · бяла пешка на бяло поле b3 · бял кон на черно поле c3 · бяла пешка на черно поле e3 · бял кон на бяло поле f3 · бял офицер на бяло поле c2 · бял офицер на черно поле d2 · бяла пешка на черно поле f2 · бяла пешка на бяло поле g2 · бяла пешка на черно поле h2 · бял топ на черно поле a1 · бяла дама на бяло поле d1 · бял топ на бяло поле f1 · бял цар на черно поле g1 | черен топ на бяло поле a8 · черен офицер на бяло поле c8 · черен топ на черно поле d8 · черен цар на бяло поле g8 · черна пешка на бяло поле b7 · черен кон на бяло поле d7 · черна дама на черно поле e7 · черна пешка на бяло поле f7 · черна пешка на черно поле g7 · черна пешка на бяло поле h7 · черна пешка на бяло поле a6 · черна пешка на бяло поле c6 · черна пешка на бяло поле e6 · черен кон на черно поле f6 · черна пешка на бяло поле d5 · черен офицер на черно поле b4 · бяла пешка на бяло поле c4 · бяла пешка на черно поле d4 · бяла пешка на черно поле a3 · бяла пешка на бяло поле b3 · бял кон на черно поле c3 · бяла пешка на черно поле e3 · бял кон на бяло поле f3 · бял офицер на бяло поле c2 · бял офицер на черно поле d2 · бяла пешка на черно поле f2 · бяла пешка на бяло поле g2 · бяла пешка на черно поле h2 · бял топ на черно поле a1 · бяла дама на бяло поле d1 · бял топ на бяло поле f1 · бял цар на черно поле g1 | черен топ на бяло поле a8 · черен офицер на бяло поле c8 · черен топ на черно поле d8 · черен цар на бяло поле g8 · черна пешка на бяло поле b7 · черен кон на бяло поле d7 · черна дама на черно поле e7 · черна пешка на бяло поле f7 · черна пешка на черно поле g7 · черна пешка на бяло поле h7 · черна пешка на бяло поле a6 · черна пешка на бяло поле c6 · черна пешка на бяло поле e6 · черен кон на черно поле f6 · черна пешка на бяло поле d5 · черен офицер на черно поле b4 · бяла пешка на бяло поле c4 · бяла пешка на черно поле d4 · бяла пешка на черно поле a3 · бяла пешка на бяло поле b3 · бял кон на черно поле c3 · бяла пешка на черно поле e3 · бял кон на бяло поле f3 · бял офицер на бяло поле c2 · бял офицер на черно поле d2 · бяла пешка на черно поле f2 · бяла пешка на бяло поле g2 · бяла пешка на черно поле h2 · бял топ на черно поле a1 · бяла дама на бяло поле d1 · бял топ на бяло поле f1 · бял цар на черно поле g1 | черен топ на бяло поле a8 · черен офицер на бяло поле c8 · черен топ на черно поле d8 · черен цар на бяло поле g8 · черна пешка на бяло поле b7 · черен кон на бяло поле d7 · черна дама на черно поле e7 · черна пешка на бяло поле f7 · черна пешка на черно поле g7 · черна пешка на бяло поле h7 · черна пешка на бяло поле a6 · черна пешка на бяло поле c6 · черна пешка на бяло поле e6 · черен кон на черно поле f6 · черна пешка на бяло поле d5 · черен офицер на черно поле b4 · бяла пешка на бяло поле c4 · бяла пешка на черно поле d4 · бяла пешка на черно поле a3 · бяла пешка на бяло поле b3 · бял кон на черно поле c3 · бяла пешка на черно поле e3 · бял кон на бяло поле f3 · бял офицер на бяло поле c2 · бял офицер на черно поле d2 · бяла пешка на черно поле f2 · бяла пешка на бяло поле g2 · бяла пешка на черно поле h2 · бял топ на черно поле a1 · бяла дама на бяло поле d1 · бял топ на бяло поле f1 · бял цар на черно поле g1 | черен топ на бяло поле a8 · черен офицер на бяло поле c8 · черен топ на черно поле d8 · черен цар на бяло поле g8 · черна пешка на бяло поле b7 · черен кон на бяло поле d7 · черна дама на черно поле e7 · черна пешка на бяло поле f7 · черна пешка на черно поле g7 · черна пешка на бяло поле h7 · черна пешка на бяло поле a6 · черна пешка на бяло поле c6 · черна пешка на бяло поле e6 · черен кон на черно поле f6 · черна пешка на бяло поле d5 · черен офицер на черно поле b4 · бяла пешка на бяло поле c4 · бяла пешка на черно поле d4 · бяла пешка на черно поле a3 · бяла пешка на бяло поле b3 · бял кон на черно поле c3 · бяла пешка на черно поле e3 · бял кон на бяло поле f3 · бял офицер на бяло поле c2 · бял офицер на черно поле d2 · бяла пешка на черно поле f2 · бяла пешка на бяло поле g2 · бяла пешка на черно поле h2 · бял топ на черно поле a1 · бяла дама на бяло поле d1 · бял топ на бяло поле f1 · бял цар на черно поле g1 | черен топ на бяло поле a8 · черен офицер на бяло поле c8 · черен топ на черно поле d8 · черен цар на бяло поле g8 · черна пешка на бяло поле b7 · черен кон на бяло поле d7 · черна дама на черно поле e7 · черна пешка на бяло поле f7 · черна пешка на черно поле g7 · черна пешка на бяло поле h7 · черна пешка на бяло поле a6 · черна пешка на бяло поле c6 · черна пешка на бяло поле e6 · черен кон на черно поле f6 · черна пешка на бяло поле d5 · черен офицер на черно поле b4 · бяла пешка на бяло поле c4 · бяла пешка на черно поле d4 · бяла пешка на черно поле a3 · бяла пешка на бяло поле b3 · бял кон на черно поле c3 · бяла пешка на черно поле e3 · бял кон на бяло поле f3 · бял офицер на бяло поле c2 · бял офицер на черно поле d2 · бяла пешка на черно поле f2 · бяла пешка на бяло поле g2 · бяла пешка на черно поле h2 · бял топ на черно поле a1 · бяла дама на бяло поле d1 · бял топ на бяло поле f1 · бял цар на черно поле g1 | черен топ на бяло поле a8 · черен офицер на бяло поле c8 · черен топ на черно поле d8 · черен цар на бяло поле g8 · черна пешка на бяло поле b7 · черен кон на бяло поле d7 · черна дама на черно поле e7 · черна пешка на бяло поле f7 · черна пешка на черно поле g7 · черна пешка на бяло поле h7 · черна пешка на бяло поле a6 · черна пешка на бяло поле c6 · черна пешка на бяло поле e6 · черен кон на черно поле f6 · черна пешка на бяло поле d5 · черен офицер на черно поле b4 · бяла пешка на бяло поле c4 · бяла пешка на черно поле d4 · бяла пешка на черно поле a3 · бяла пешка на бяло поле b3 · бял кон на черно поле c3 · бяла пешка на черно поле e3 · бял кон на бяло поле f3 · бял офицер на бяло поле c2 · бял офицер на черно поле d2 · бяла пешка на черно поле f2 · бяла пешка на бяло поле g2 · бяла пешка на черно поле h2 · бял топ на черно поле a1 · бяла дама на бяло поле d1 · бял топ на бяло поле f1 · бял цар на черно поле g1 | 7 |
| 6 | черен топ на бяло поле a8 · черен офицер на бяло поле c8 · черен топ на черно поле d8 · черен цар на бяло поле g8 · черна пешка на бяло поле b7 · черен кон на бяло поле d7 · черна дама на черно поле e7 · черна пешка на бяло поле f7 · черна пешка на черно поле g7 · черна пешка на бяло поле h7 · черна пешка на бяло поле a6 · черна пешка на бяло поле c6 · черна пешка на бяло поле e6 · черен кон на черно поле f6 · черна пешка на бяло поле d5 · черен офицер на черно поле b4 · бяла пешка на бяло поле c4 · бяла пешка на черно поле d4 · бяла пешка на черно поле a3 · бяла пешка на бяло поле b3 · бял кон на черно поле c3 · бяла пешка на черно поле e3 · бял кон на бяло поле f3 · бял офицер на бяло поле c2 · бял офицер на черно поле d2 · бяла пешка на черно поле f2 · бяла пешка на бяло поле g2 · бяла пешка на черно поле h2 · бял топ на черно поле a1 · бяла дама на бяло поле d1 · бял топ на бяло поле f1 · бял цар на черно поле g1 | черен топ на бяло поле a8 · черен офицер на бяло поле c8 · черен топ на черно поле d8 · черен цар на бяло поле g8 · черна пешка на бяло поле b7 · черен кон на бяло поле d7 · черна дама на черно поле e7 · черна пешка на бяло поле f7 · черна пешка на черно поле g7 · черна пешка на бяло поле h7 · черна пешка на бяло поле a6 · черна пешка на бяло поле c6 · черна пешка на бяло поле e6 · черен кон на черно поле f6 · черна пешка на бяло поле d5 · черен офицер на черно поле b4 · бяла пешка на бяло поле c4 · бяла пешка на черно поле d4 · бяла пешка на черно поле a3 · бяла пешка на бяло поле b3 · бял кон на черно поле c3 · бяла пешка на черно поле e3 · бял кон на бяло поле f3 · бял офицер на бяло поле c2 · бял офицер на черно поле d2 · бяла пешка на черно поле f2 · бяла пешка на бяло поле g2 · бяла пешка на черно поле h2 · бял топ на черно поле a1 · бяла дама на бяло поле d1 · бял топ на бяло поле f1 · бял цар на черно поле g1 | черен топ на бяло поле a8 · черен офицер на бяло поле c8 · черен топ на черно поле d8 · черен цар на бяло поле g8 · черна пешка на бяло поле b7 · черен кон на бяло поле d7 · черна дама на черно поле e7 · черна пешка на бяло поле f7 · черна пешка на черно поле g7 · черна пешка на бяло поле h7 · черна пешка на бяло поле a6 · черна пешка на бяло поле c6 · черна пешка на бяло поле e6 · черен кон на черно поле f6 · черна пешка на бяло поле d5 · черен офицер на черно поле b4 · бяла пешка на бяло поле c4 · бяла пешка на черно поле d4 · бяла пешка на черно поле a3 · бяла пешка на бяло поле b3 · бял кон на черно поле c3 · бяла пешка на черно поле e3 · бял кон на бяло поле f3 · бял офицер на бяло поле c2 · бял офицер на черно поле d2 · бяла пешка на черно поле f2 · бяла пешка на бяло поле g2 · бяла пешка на черно поле h2 · бял топ на черно поле a1 · бяла дама на бяло поле d1 · бял топ на бяло поле f1 · бял цар на черно поле g1 | черен топ на бяло поле a8 · черен офицер на бяло поле c8 · черен топ на черно поле d8 · черен цар на бяло поле g8 · черна пешка на бяло поле b7 · черен кон на бяло поле d7 · черна дама на черно поле e7 · черна пешка на бяло поле f7 · черна пешка на черно поле g7 · черна пешка на бяло поле h7 · черна пешка на бяло поле a6 · черна пешка на бяло поле c6 · черна пешка на бяло поле e6 · черен кон на черно поле f6 · черна пешка на бяло поле d5 · черен офицер на черно поле b4 · бяла пешка на бяло поле c4 · бяла пешка на черно поле d4 · бяла пешка на черно поле a3 · бяла пешка на бяло поле b3 · бял кон на черно поле c3 · бяла пешка на черно поле e3 · бял кон на бяло поле f3 · бял офицер на бяло поле c2 · бял офицер на черно поле d2 · бяла пешка на черно поле f2 · бяла пешка на бяло поле g2 · бяла пешка на черно поле h2 · бял топ на черно поле a1 · бяла дама на бяло поле d1 · бял топ на бяло поле f1 · бял цар на черно поле g1 | черен топ на бяло поле a8 · черен офицер на бяло поле c8 · черен топ на черно поле d8 · черен цар на бяло поле g8 · черна пешка на бяло поле b7 · черен кон на бяло поле d7 · черна дама на черно поле e7 · черна пешка на бяло поле f7 · черна пешка на черно поле g7 · черна пешка на бяло поле h7 · черна пешка на бяло поле a6 · черна пешка на бяло поле c6 · черна пешка на бяло поле e6 · черен кон на черно поле f6 · черна пешка на бяло поле d5 · черен офицер на черно поле b4 · бяла пешка на бяло поле c4 · бяла пешка на черно поле d4 · бяла пешка на черно поле a3 · бяла пешка на бяло поле b3 · бял кон на черно поле c3 · бяла пешка на черно поле e3 · бял кон на бяло поле f3 · бял офицер на бяло поле c2 · бял офицер на черно поле d2 · бяла пешка на черно поле f2 · бяла пешка на бяло поле g2 · бяла пешка на черно поле h2 · бял топ на черно поле a1 · бяла дама на бяло поле d1 · бял топ на бяло поле f1 · бял цар на черно поле g1 | черен топ на бяло поле a8 · черен офицер на бяло поле c8 · черен топ на черно поле d8 · черен цар на бяло поле g8 · черна пешка на бяло поле b7 · черен кон на бяло поле d7 · черна дама на черно поле e7 · черна пешка на бяло поле f7 · черна пешка на черно поле g7 · черна пешка на бяло поле h7 · черна пешка на бяло поле a6 · черна пешка на бяло поле c6 · черна пешка на бяло поле e6 · черен кон на черно поле f6 · черна пешка на бяло поле d5 · черен офицер на черно поле b4 · бяла пешка на бяло поле c4 · бяла пешка на черно поле d4 · бяла пешка на черно поле a3 · бяла пешка на бяло поле b3 · бял кон на черно поле c3 · бяла пешка на черно поле e3 · бял кон на бяло поле f3 · бял офицер на бяло поле c2 · бял офицер на черно поле d2 · бяла пешка на черно поле f2 · бяла пешка на бяло поле g2 · бяла пешка на черно поле h2 · бял топ на черно поле a1 · бяла дама на бяло поле d1 · бял топ на бяло поле f1 · бял цар на черно поле g1 | черен топ на бяло поле a8 · черен офицер на бяло поле c8 · черен топ на черно поле d8 · черен цар на бяло поле g8 · черна пешка на бяло поле b7 · черен кон на бяло поле d7 · черна дама на черно поле e7 · черна пешка на бяло поле f7 · черна пешка на черно поле g7 · черна пешка на бяло поле h7 · черна пешка на бяло поле a6 · черна пешка на бяло поле c6 · черна пешка на бяло поле e6 · черен кон на черно поле f6 · черна пешка на бяло поле d5 · черен офицер на черно поле b4 · бяла пешка на бяло поле c4 · бяла пешка на черно поле d4 · бяла пешка на черно поле a3 · бяла пешка на бяло поле b3 · бял кон на черно поле c3 · бяла пешка на черно поле e3 · бял кон на бяло поле f3 · бял офицер на бяло поле c2 · бял офицер на черно поле d2 · бяла пешка на черно поле f2 · бяла пешка на бяло поле g2 · бяла пешка на черно поле h2 · бял топ на черно поле a1 · бяла дама на бяло поле d1 · бял топ на бяло поле f1 · бял цар на черно поле g1 | черен топ на бяло поле a8 · черен офицер на бяло поле c8 · черен топ на черно поле d8 · черен цар на бяло поле g8 · черна пешка на бяло поле b7 · черен кон на бяло поле d7 · черна дама на черно поле e7 · черна пешка на бяло поле f7 · черна пешка на черно поле g7 · черна пешка на бяло поле h7 · черна пешка на бяло поле a6 · черна пешка на бяло поле c6 · черна пешка на бяло поле e6 · черен кон на черно поле f6 · черна пешка на бяло поле d5 · черен офицер на черно поле b4 · бяла пешка на бяло поле c4 · бяла пешка на черно поле d4 · бяла пешка на черно поле a3 · бяла пешка на бяло поле b3 · бял кон на черно поле c3 · бяла пешка на черно поле e3 · бял кон на бяло поле f3 · бял офицер на бяло поле c2 · бял офицер на черно поле d2 · бяла пешка на черно поле f2 · бяла пешка на бяло поле g2 · бяла пешка на черно поле h2 · бял топ на черно поле a1 · бяла дама на бяло поле d1 · бял топ на бяло поле f1 · бял цар на черно поле g1 | 6 |
| 5 | черен топ на бяло поле a8 · черен офицер на бяло поле c8 · черен топ на черно поле d8 · черен цар на бяло поле g8 · черна пешка на бяло поле b7 · черен кон на бяло поле d7 · черна дама на черно поле e7 · черна пешка на бяло поле f7 · черна пешка на черно поле g7 · черна пешка на бяло поле h7 · черна пешка на бяло поле a6 · черна пешка на бяло поле c6 · черна пешка на бяло поле e6 · черен кон на черно поле f6 · черна пешка на бяло поле d5 · черен офицер на черно поле b4 · бяла пешка на бяло поле c4 · бяла пешка на черно поле d4 · бяла пешка на черно поле a3 · бяла пешка на бяло поле b3 · бял кон на черно поле c3 · бяла пешка на черно поле e3 · бял кон на бяло поле f3 · бял офицер на бяло поле c2 · бял офицер на черно поле d2 · бяла пешка на черно поле f2 · бяла пешка на бяло поле g2 · бяла пешка на черно поле h2 · бял топ на черно поле a1 · бяла дама на бяло поле d1 · бял топ на бяло поле f1 · бял цар на черно поле g1 | черен топ на бяло поле a8 · черен офицер на бяло поле c8 · черен топ на черно поле d8 · черен цар на бяло поле g8 · черна пешка на бяло поле b7 · черен кон на бяло поле d7 · черна дама на черно поле e7 · черна пешка на бяло поле f7 · черна пешка на черно поле g7 · черна пешка на бяло поле h7 · черна пешка на бяло поле a6 · черна пешка на бяло поле c6 · черна пешка на бяло поле e6 · черен кон на черно поле f6 · черна пешка на бяло поле d5 · черен офицер на черно поле b4 · бяла пешка на бяло поле c4 · бяла пешка на черно поле d4 · бяла пешка на черно поле a3 · бяла пешка на бяло поле b3 · бял кон на черно поле c3 · бяла пешка на черно поле e3 · бял кон на бяло поле f3 · бял офицер на бяло поле c2 · бял офицер на черно поле d2 · бяла пешка на черно поле f2 · бяла пешка на бяло поле g2 · бяла пешка на черно поле h2 · бял топ на черно поле a1 · бяла дама на бяло поле d1 · бял топ на бяло поле f1 · бял цар на черно поле g1 | черен топ на бяло поле a8 · черен офицер на бяло поле c8 · черен топ на черно поле d8 · черен цар на бяло поле g8 · черна пешка на бяло поле b7 · черен кон на бяло поле d7 · черна дама на черно поле e7 · черна пешка на бяло поле f7 · черна пешка на черно поле g7 · черна пешка на бяло поле h7 · черна пешка на бяло поле a6 · черна пешка на бяло поле c6 · черна пешка на бяло поле e6 · черен кон на черно поле f6 · черна пешка на бяло поле d5 · черен офицер на черно поле b4 · бяла пешка на бяло поле c4 · бяла пешка на черно поле d4 · бяла пешка на черно поле a3 · бяла пешка на бяло поле b3 · бял кон на черно поле c3 · бяла пешка на черно поле e3 · бял кон на бяло поле f3 · бял офицер на бяло поле c2 · бял офицер на черно поле d2 · бяла пешка на черно поле f2 · бяла пешка на бяло поле g2 · бяла пешка на черно поле h2 · бял топ на черно поле a1 · бяла дама на бяло поле d1 · бял топ на бяло поле f1 · бял цар на черно поле g1 | черен топ на бяло поле a8 · черен офицер на бяло поле c8 · черен топ на черно поле d8 · черен цар на бяло поле g8 · черна пешка на бяло поле b7 · черен кон на бяло поле d7 · черна дама на черно поле e7 · черна пешка на бяло поле f7 · черна пешка на черно поле g7 · черна пешка на бяло поле h7 · черна пешка на бяло поле a6 · черна пешка на бяло поле c6 · черна пешка на бяло поле e6 · черен кон на черно поле f6 · черна пешка на бяло поле d5 · черен офицер на черно поле b4 · бяла пешка на бяло поле c4 · бяла пешка на черно поле d4 · бяла пешка на черно поле a3 · бяла пешка на бяло поле b3 · бял кон на черно поле c3 · бяла пешка на черно поле e3 · бял кон на бяло поле f3 · бял офицер на бяло поле c2 · бял офицер на черно поле d2 · бяла пешка на черно поле f2 · бяла пешка на бяло поле g2 · бяла пешка на черно поле h2 · бял топ на черно поле a1 · бяла дама на бяло поле d1 · бял топ на бяло поле f1 · бял цар на черно поле g1 | черен топ на бяло поле a8 · черен офицер на бяло поле c8 · черен топ на черно поле d8 · черен цар на бяло поле g8 · черна пешка на бяло поле b7 · черен кон на бяло поле d7 · черна дама на черно поле e7 · черна пешка на бяло поле f7 · черна пешка на черно поле g7 · черна пешка на бяло поле h7 · черна пешка на бяло поле a6 · черна пешка на бяло поле c6 · черна пешка на бяло поле e6 · черен кон на черно поле f6 · черна пешка на бяло поле d5 · черен офицер на черно поле b4 · бяла пешка на бяло поле c4 · бяла пешка на черно поле d4 · бяла пешка на черно поле a3 · бяла пешка на бяло поле b3 · бял кон на черно поле c3 · бяла пешка на черно поле e3 · бял кон на бяло поле f3 · бял офицер на бяло поле c2 · бял офицер на черно поле d2 · бяла пешка на черно поле f2 · бяла пешка на бяло поле g2 · бяла пешка на черно поле h2 · бял топ на черно поле a1 · бяла дама на бяло поле d1 · бял топ на бяло поле f1 · бял цар на черно поле g1 | черен топ на бяло поле a8 · черен офицер на бяло поле c8 · черен топ на черно поле d8 · черен цар на бяло поле g8 · черна пешка на бяло поле b7 · черен кон на бяло поле d7 · черна дама на черно поле e7 · черна пешка на бяло поле f7 · черна пешка на черно поле g7 · черна пешка на бяло поле h7 · черна пешка на бяло поле a6 · черна пешка на бяло поле c6 · черна пешка на бяло поле e6 · черен кон на черно поле f6 · черна пешка на бяло поле d5 · черен офицер на черно поле b4 · бяла пешка на бяло поле c4 · бяла пешка на черно поле d4 · бяла пешка на черно поле a3 · бяла пешка на бяло поле b3 · бял кон на черно поле c3 · бяла пешка на черно поле e3 · бял кон на бяло поле f3 · бял офицер на бяло поле c2 · бял офицер на черно поле d2 · бяла пешка на черно поле f2 · бяла пешка на бяло поле g2 · бяла пешка на черно поле h2 · бял топ на черно поле a1 · бяла дама на бяло поле d1 · бял топ на бяло поле f1 · бял цар на черно поле g1 | черен топ на бяло поле a8 · черен офицер на бяло поле c8 · черен топ на черно поле d8 · черен цар на бяло поле g8 · черна пешка на бяло поле b7 · черен кон на бяло поле d7 · черна дама на черно поле e7 · черна пешка на бяло поле f7 · черна пешка на черно поле g7 · черна пешка на бяло поле h7 · черна пешка на бяло поле a6 · черна пешка на бяло поле c6 · черна пешка на бяло поле e6 · черен кон на черно поле f6 · черна пешка на бяло поле d5 · черен офицер на черно поле b4 · бяла пешка на бяло поле c4 · бяла пешка на черно поле d4 · бяла пешка на черно поле a3 · бяла пешка на бяло поле b3 · бял кон на черно поле c3 · бяла пешка на черно поле e3 · бял кон на бяло поле f3 · бял офицер на бяло поле c2 · бял офицер на черно поле d2 · бяла пешка на черно поле f2 · бяла пешка на бяло поле g2 · бяла пешка на черно поле h2 · бял топ на черно поле a1 · бяла дама на бяло поле d1 · бял топ на бяло поле f1 · бял цар на черно поле g1 | черен топ на бяло поле a8 · черен офицер на бяло поле c8 · черен топ на черно поле d8 · черен цар на бяло поле g8 · черна пешка на бяло поле b7 · черен кон на бяло поле d7 · черна дама на черно поле e7 · черна пешка на бяло поле f7 · черна пешка на черно поле g7 · черна пешка на бяло поле h7 · черна пешка на бяло поле a6 · черна пешка на бяло поле c6 · черна пешка на бяло поле e6 · черен кон на черно поле f6 · черна пешка на бяло поле d5 · черен офицер на черно поле b4 · бяла пешка на бяло поле c4 · бяла пешка на черно поле d4 · бяла пешка на черно поле a3 · бяла пешка на бяло поле b3 · бял кон на черно поле c3 · бяла пешка на черно поле e3 · бял кон на бяло поле f3 · бял офицер на бяло поле c2 · бял офицер на черно поле d2 · бяла пешка на черно поле f2 · бяла пешка на бяло поле g2 · бяла пешка на черно поле h2 · бял топ на черно поле a1 · бяла дама на бяло поле d1 · бял топ на бяло поле f1 · бял цар на черно поле g1 | 5 |
| 4 | черен топ на бяло поле a8 · черен офицер на бяло поле c8 · черен топ на черно поле d8 · черен цар на бяло поле g8 · черна пешка на бяло поле b7 · черен кон на бяло поле d7 · черна дама на черно поле e7 · черна пешка на бяло поле f7 · черна пешка на черно поле g7 · черна пешка на бяло поле h7 · черна пешка на бяло поле a6 · черна пешка на бяло поле c6 · черна пешка на бяло поле e6 · черен кон на черно поле f6 · черна пешка на бяло поле d5 · черен офицер на черно поле b4 · бяла пешка на бяло поле c4 · бяла пешка на черно поле d4 · бяла пешка на черно поле a3 · бяла пешка на бяло поле b3 · бял кон на черно поле c3 · бяла пешка на черно поле e3 · бял кон на бяло поле f3 · бял офицер на бяло поле c2 · бял офицер на черно поле d2 · бяла пешка на черно поле f2 · бяла пешка на бяло поле g2 · бяла пешка на черно поле h2 · бял топ на черно поле a1 · бяла дама на бяло поле d1 · бял топ на бяло поле f1 · бял цар на черно поле g1 | черен топ на бяло поле a8 · черен офицер на бяло поле c8 · черен топ на черно поле d8 · черен цар на бяло поле g8 · черна пешка на бяло поле b7 · черен кон на бяло поле d7 · черна дама на черно поле e7 · черна пешка на бяло поле f7 · черна пешка на черно поле g7 · черна пешка на бяло поле h7 · черна пешка на бяло поле a6 · черна пешка на бяло поле c6 · черна пешка на бяло поле e6 · черен кон на черно поле f6 · черна пешка на бяло поле d5 · черен офицер на черно поле b4 · бяла пешка на бяло поле c4 · бяла пешка на черно поле d4 · бяла пешка на черно поле a3 · бяла пешка на бяло поле b3 · бял кон на черно поле c3 · бяла пешка на черно поле e3 · бял кон на бяло поле f3 · бял офицер на бяло поле c2 · бял офицер на черно поле d2 · бяла пешка на черно поле f2 · бяла пешка на бяло поле g2 · бяла пешка на черно поле h2 · бял топ на черно поле a1 · бяла дама на бяло поле d1 · бял топ на бяло поле f1 · бял цар на черно поле g1 | черен топ на бяло поле a8 · черен офицер на бяло поле c8 · черен топ на черно поле d8 · черен цар на бяло поле g8 · черна пешка на бяло поле b7 · черен кон на бяло поле d7 · черна дама на черно поле e7 · черна пешка на бяло поле f7 · черна пешка на черно поле g7 · черна пешка на бяло поле h7 · черна пешка на бяло поле a6 · черна пешка на бяло поле c6 · черна пешка на бяло поле e6 · черен кон на черно поле f6 · черна пешка на бяло поле d5 · черен офицер на черно поле b4 · бяла пешка на бяло поле c4 · бяла пешка на черно поле d4 · бяла пешка на черно поле a3 · бяла пешка на бяло поле b3 · бял кон на черно поле c3 · бяла пешка на черно поле e3 · бял кон на бяло поле f3 · бял офицер на бяло поле c2 · бял офицер на черно поле d2 · бяла пешка на черно поле f2 · бяла пешка на бяло поле g2 · бяла пешка на черно поле h2 · бял топ на черно поле a1 · бяла дама на бяло поле d1 · бял топ на бяло поле f1 · бял цар на черно поле g1 | черен топ на бяло поле a8 · черен офицер на бяло поле c8 · черен топ на черно поле d8 · черен цар на бяло поле g8 · черна пешка на бяло поле b7 · черен кон на бяло поле d7 · черна дама на черно поле e7 · черна пешка на бяло поле f7 · черна пешка на черно поле g7 · черна пешка на бяло поле h7 · черна пешка на бяло поле a6 · черна пешка на бяло поле c6 · черна пешка на бяло поле e6 · черен кон на черно поле f6 · черна пешка на бяло поле d5 · черен офицер на черно поле b4 · бяла пешка на бяло поле c4 · бяла пешка на черно поле d4 · бяла пешка на черно поле a3 · бяла пешка на бяло поле b3 · бял кон на черно поле c3 · бяла пешка на черно поле e3 · бял кон на бяло поле f3 · бял офицер на бяло поле c2 · бял офицер на черно поле d2 · бяла пешка на черно поле f2 · бяла пешка на бяло поле g2 · бяла пешка на черно поле h2 · бял топ на черно поле a1 · бяла дама на бяло поле d1 · бял топ на бяло поле f1 · бял цар на черно поле g1 | черен топ на бяло поле a8 · черен офицер на бяло поле c8 · черен топ на черно поле d8 · черен цар на бяло поле g8 · черна пешка на бяло поле b7 · черен кон на бяло поле d7 · черна дама на черно поле e7 · черна пешка на бяло поле f7 · черна пешка на черно поле g7 · черна пешка на бяло поле h7 · черна пешка на бяло поле a6 · черна пешка на бяло поле c6 · черна пешка на бяло поле e6 · черен кон на черно поле f6 · черна пешка на бяло поле d5 · черен офицер на черно поле b4 · бяла пешка на бяло поле c4 · бяла пешка на черно поле d4 · бяла пешка на черно поле a3 · бяла пешка на бяло поле b3 · бял кон на черно поле c3 · бяла пешка на черно поле e3 · бял кон на бяло поле f3 · бял офицер на бяло поле c2 · бял офицер на черно поле d2 · бяла пешка на черно поле f2 · бяла пешка на бяло поле g2 · бяла пешка на черно поле h2 · бял топ на черно поле a1 · бяла дама на бяло поле d1 · бял топ на бяло поле f1 · бял цар на черно поле g1 | черен топ на бяло поле a8 · черен офицер на бяло поле c8 · черен топ на черно поле d8 · черен цар на бяло поле g8 · черна пешка на бяло поле b7 · черен кон на бяло поле d7 · черна дама на черно поле e7 · черна пешка на бяло поле f7 · черна пешка на черно поле g7 · черна пешка на бяло поле h7 · черна пешка на бяло поле a6 · черна пешка на бяло поле c6 · черна пешка на бяло поле e6 · черен кон на черно поле f6 · черна пешка на бяло поле d5 · черен офицер на черно поле b4 · бяла пешка на бяло поле c4 · бяла пешка на черно поле d4 · бяла пешка на черно поле a3 · бяла пешка на бяло поле b3 · бял кон на черно поле c3 · бяла пешка на черно поле e3 · бял кон на бяло поле f3 · бял офицер на бяло поле c2 · бял офицер на черно поле d2 · бяла пешка на черно поле f2 · бяла пешка на бяло поле g2 · бяла пешка на черно поле h2 · бял топ на черно поле a1 · бяла дама на бяло поле d1 · бял топ на бяло поле f1 · бял цар на черно поле g1 | черен топ на бяло поле a8 · черен офицер на бяло поле c8 · черен топ на черно поле d8 · черен цар на бяло поле g8 · черна пешка на бяло поле b7 · черен кон на бяло поле d7 · черна дама на черно поле e7 · черна пешка на бяло поле f7 · черна пешка на черно поле g7 · черна пешка на бяло поле h7 · черна пешка на бяло поле a6 · черна пешка на бяло поле c6 · черна пешка на бяло поле e6 · черен кон на черно поле f6 · черна пешка на бяло поле d5 · черен офицер на черно поле b4 · бяла пешка на бяло поле c4 · бяла пешка на черно поле d4 · бяла пешка на черно поле a3 · бяла пешка на бяло поле b3 · бял кон на черно поле c3 · бяла пешка на черно поле e3 · бял кон на бяло поле f3 · бял офицер на бяло поле c2 · бял офицер на черно поле d2 · бяла пешка на черно поле f2 · бяла пешка на бяло поле g2 · бяла пешка на черно поле h2 · бял топ на черно поле a1 · бяла дама на бяло поле d1 · бял топ на бяло поле f1 · бял цар на черно поле g1 | черен топ на бяло поле a8 · черен офицер на бяло поле c8 · черен топ на черно поле d8 · черен цар на бяло поле g8 · черна пешка на бяло поле b7 · черен кон на бяло поле d7 · черна дама на черно поле e7 · черна пешка на бяло поле f7 · черна пешка на черно поле g7 · черна пешка на бяло поле h7 · черна пешка на бяло поле a6 · черна пешка на бяло поле c6 · черна пешка на бяло поле e6 · черен кон на черно поле f6 · черна пешка на бяло поле d5 · черен офицер на черно поле b4 · бяла пешка на бяло поле c4 · бяла пешка на черно поле d4 · бяла пешка на черно поле a3 · бяла пешка на бяло поле b3 · бял кон на черно поле c3 · бяла пешка на черно поле e3 · бял кон на бяло поле f3 · бял офицер на бяло поле c2 · бял офицер на черно поле d2 · бяла пешка на черно поле f2 · бяла пешка на бяло поле g2 · бяла пешка на черно поле h2 · бял топ на черно поле a1 · бяла дама на бяло поле d1 · бял топ на бяло поле f1 · бял цар на черно поле g1 | 4 |
| 3 | черен топ на бяло поле a8 · черен офицер на бяло поле c8 · черен топ на черно поле d8 · черен цар на бяло поле g8 · черна пешка на бяло поле b7 · черен кон на бяло поле d7 · черна дама на черно поле e7 · черна пешка на бяло поле f7 · черна пешка на черно поле g7 · черна пешка на бяло поле h7 · черна пешка на бяло поле a6 · черна пешка на бяло поле c6 · черна пешка на бяло поле e6 · черен кон на черно поле f6 · черна пешка на бяло поле d5 · черен офицер на черно поле b4 · бяла пешка на бяло поле c4 · бяла пешка на черно поле d4 · бяла пешка на черно поле a3 · бяла пешка на бяло поле b3 · бял кон на черно поле c3 · бяла пешка на черно поле e3 · бял кон на бяло поле f3 · бял офицер на бяло поле c2 · бял офицер на черно поле d2 · бяла пешка на черно поле f2 · бяла пешка на бяло поле g2 · бяла пешка на черно поле h2 · бял топ на черно поле a1 · бяла дама на бяло поле d1 · бял топ на бяло поле f1 · бял цар на черно поле g1 | черен топ на бяло поле a8 · черен офицер на бяло поле c8 · черен топ на черно поле d8 · черен цар на бяло поле g8 · черна пешка на бяло поле b7 · черен кон на бяло поле d7 · черна дама на черно поле e7 · черна пешка на бяло поле f7 · черна пешка на черно поле g7 · черна пешка на бяло поле h7 · черна пешка на бяло поле a6 · черна пешка на бяло поле c6 · черна пешка на бяло поле e6 · черен кон на черно поле f6 · черна пешка на бяло поле d5 · черен офицер на черно поле b4 · бяла пешка на бяло поле c4 · бяла пешка на черно поле d4 · бяла пешка на черно поле a3 · бяла пешка на бяло поле b3 · бял кон на черно поле c3 · бяла пешка на черно поле e3 · бял кон на бяло поле f3 · бял офицер на бяло поле c2 · бял офицер на черно поле d2 · бяла пешка на черно поле f2 · бяла пешка на бяло поле g2 · бяла пешка на черно поле h2 · бял топ на черно поле a1 · бяла дама на бяло поле d1 · бял топ на бяло поле f1 · бял цар на черно поле g1 | черен топ на бяло поле a8 · черен офицер на бяло поле c8 · черен топ на черно поле d8 · черен цар на бяло поле g8 · черна пешка на бяло поле b7 · черен кон на бяло поле d7 · черна дама на черно поле e7 · черна пешка на бяло поле f7 · черна пешка на черно поле g7 · черна пешка на бяло поле h7 · черна пешка на бяло поле a6 · черна пешка на бяло поле c6 · черна пешка на бяло поле e6 · черен кон на черно поле f6 · черна пешка на бяло поле d5 · черен офицер на черно поле b4 · бяла пешка на бяло поле c4 · бяла пешка на черно поле d4 · бяла пешка на черно поле a3 · бяла пешка на бяло поле b3 · бял кон на черно поле c3 · бяла пешка на черно поле e3 · бял кон на бяло поле f3 · бял офицер на бяло поле c2 · бял офицер на черно поле d2 · бяла пешка на черно поле f2 · бяла пешка на бяло поле g2 · бяла пешка на черно поле h2 · бял топ на черно поле a1 · бяла дама на бяло поле d1 · бял топ на бяло поле f1 · бял цар на черно поле g1 | черен топ на бяло поле a8 · черен офицер на бяло поле c8 · черен топ на черно поле d8 · черен цар на бяло поле g8 · черна пешка на бяло поле b7 · черен кон на бяло поле d7 · черна дама на черно поле e7 · черна пешка на бяло поле f7 · черна пешка на черно поле g7 · черна пешка на бяло поле h7 · черна пешка на бяло поле a6 · черна пешка на бяло поле c6 · черна пешка на бяло поле e6 · черен кон на черно поле f6 · черна пешка на бяло поле d5 · черен офицер на черно поле b4 · бяла пешка на бяло поле c4 · бяла пешка на черно поле d4 · бяла пешка на черно поле a3 · бяла пешка на бяло поле b3 · бял кон на черно поле c3 · бяла пешка на черно поле e3 · бял кон на бяло поле f3 · бял офицер на бяло поле c2 · бял офицер на черно поле d2 · бяла пешка на черно поле f2 · бяла пешка на бяло поле g2 · бяла пешка на черно поле h2 · бял топ на черно поле a1 · бяла дама на бяло поле d1 · бял топ на бяло поле f1 · бял цар на черно поле g1 | черен топ на бяло поле a8 · черен офицер на бяло поле c8 · черен топ на черно поле d8 · черен цар на бяло поле g8 · черна пешка на бяло поле b7 · черен кон на бяло поле d7 · черна дама на черно поле e7 · черна пешка на бяло поле f7 · черна пешка на черно поле g7 · черна пешка на бяло поле h7 · черна пешка на бяло поле a6 · черна пешка на бяло поле c6 · черна пешка на бяло поле e6 · черен кон на черно поле f6 · черна пешка на бяло поле d5 · черен офицер на черно поле b4 · бяла пешка на бяло поле c4 · бяла пешка на черно поле d4 · бяла пешка на черно поле a3 · бяла пешка на бяло поле b3 · бял кон на черно поле c3 · бяла пешка на черно поле e3 · бял кон на бяло поле f3 · бял офицер на бяло поле c2 · бял офицер на черно поле d2 · бяла пешка на черно поле f2 · бяла пешка на бяло поле g2 · бяла пешка на черно поле h2 · бял топ на черно поле a1 · бяла дама на бяло поле d1 · бял топ на бяло поле f1 · бял цар на черно поле g1 | черен топ на бяло поле a8 · черен офицер на бяло поле c8 · черен топ на черно поле d8 · черен цар на бяло поле g8 · черна пешка на бяло поле b7 · черен кон на бяло поле d7 · черна дама на черно поле e7 · черна пешка на бяло поле f7 · черна пешка на черно поле g7 · черна пешка на бяло поле h7 · черна пешка на бяло поле a6 · черна пешка на бяло поле c6 · черна пешка на бяло поле e6 · черен кон на черно поле f6 · черна пешка на бяло поле d5 · черен офицер на черно поле b4 · бяла пешка на бяло поле c4 · бяла пешка на черно поле d4 · бяла пешка на черно поле a3 · бяла пешка на бяло поле b3 · бял кон на черно поле c3 · бяла пешка на черно поле e3 · бял кон на бяло поле f3 · бял офицер на бяло поле c2 · бял офицер на черно поле d2 · бяла пешка на черно поле f2 · бяла пешка на бяло поле g2 · бяла пешка на черно поле h2 · бял топ на черно поле a1 · бяла дама на бяло поле d1 · бял топ на бяло поле f1 · бял цар на черно поле g1 | черен топ на бяло поле a8 · черен офицер на бяло поле c8 · черен топ на черно поле d8 · черен цар на бяло поле g8 · черна пешка на бяло поле b7 · черен кон на бяло поле d7 · черна дама на черно поле e7 · черна пешка на бяло поле f7 · черна пешка на черно поле g7 · черна пешка на бяло поле h7 · черна пешка на бяло поле a6 · черна пешка на бяло поле c6 · черна пешка на бяло поле e6 · черен кон на черно поле f6 · черна пешка на бяло поле d5 · черен офицер на черно поле b4 · бяла пешка на бяло поле c4 · бяла пешка на черно поле d4 · бяла пешка на черно поле a3 · бяла пешка на бяло поле b3 · бял кон на черно поле c3 · бяла пешка на черно поле e3 · бял кон на бяло поле f3 · бял офицер на бяло поле c2 · бял офицер на черно поле d2 · бяла пешка на черно поле f2 · бяла пешка на бяло поле g2 · бяла пешка на черно поле h2 · бял топ на черно поле a1 · бяла дама на бяло поле d1 · бял топ на бяло поле f1 · бял цар на черно поле g1 | черен топ на бяло поле a8 · черен офицер на бяло поле c8 · черен топ на черно поле d8 · черен цар на бяло поле g8 · черна пешка на бяло поле b7 · черен кон на бяло поле d7 · черна дама на черно поле e7 · черна пешка на бяло поле f7 · черна пешка на черно поле g7 · черна пешка на бяло поле h7 · черна пешка на бяло поле a6 · черна пешка на бяло поле c6 · черна пешка на бяло поле e6 · черен кон на черно поле f6 · черна пешка на бяло поле d5 · черен офицер на черно поле b4 · бяла пешка на бяло поле c4 · бяла пешка на черно поле d4 · бяла пешка на черно поле a3 · бяла пешка на бяло поле b3 · бял кон на черно поле c3 · бяла пешка на черно поле e3 · бял кон на бяло поле f3 · бял офицер на бяло поле c2 · бял офицер на черно поле d2 · бяла пешка на черно поле f2 · бяла пешка на бяло поле g2 · бяла пешка на черно поле h2 · бял топ на черно поле a1 · бяла дама на бяло поле d1 · бял топ на бяло поле f1 · бял цар на черно поле g1 | 3 |
| 2 | черен топ на бяло поле a8 · черен офицер на бяло поле c8 · черен топ на черно поле d8 · черен цар на бяло поле g8 · черна пешка на бяло поле b7 · черен кон на бяло поле d7 · черна дама на черно поле e7 · черна пешка на бяло поле f7 · черна пешка на черно поле g7 · черна пешка на бяло поле h7 · черна пешка на бяло поле a6 · черна пешка на бяло поле c6 · черна пешка на бяло поле e6 · черен кон на черно поле f6 · черна пешка на бяло поле d5 · черен офицер на черно поле b4 · бяла пешка на бяло поле c4 · бяла пешка на черно поле d4 · бяла пешка на черно поле a3 · бяла пешка на бяло поле b3 · бял кон на черно поле c3 · бяла пешка на черно поле e3 · бял кон на бяло поле f3 · бял офицер на бяло поле c2 · бял офицер на черно поле d2 · бяла пешка на черно поле f2 · бяла пешка на бяло поле g2 · бяла пешка на черно поле h2 · бял топ на черно поле a1 · бяла дама на бяло поле d1 · бял топ на бяло поле f1 · бял цар на черно поле g1 | черен топ на бяло поле a8 · черен офицер на бяло поле c8 · черен топ на черно поле d8 · черен цар на бяло поле g8 · черна пешка на бяло поле b7 · черен кон на бяло поле d7 · черна дама на черно поле e7 · черна пешка на бяло поле f7 · черна пешка на черно поле g7 · черна пешка на бяло поле h7 · черна пешка на бяло поле a6 · черна пешка на бяло поле c6 · черна пешка на бяло поле e6 · черен кон на черно поле f6 · черна пешка на бяло поле d5 · черен офицер на черно поле b4 · бяла пешка на бяло поле c4 · бяла пешка на черно поле d4 · бяла пешка на черно поле a3 · бяла пешка на бяло поле b3 · бял кон на черно поле c3 · бяла пешка на черно поле e3 · бял кон на бяло поле f3 · бял офицер на бяло поле c2 · бял офицер на черно поле d2 · бяла пешка на черно поле f2 · бяла пешка на бяло поле g2 · бяла пешка на черно поле h2 · бял топ на черно поле a1 · бяла дама на бяло поле d1 · бял топ на бяло поле f1 · бял цар на черно поле g1 | черен топ на бяло поле a8 · черен офицер на бяло поле c8 · черен топ на черно поле d8 · черен цар на бяло поле g8 · черна пешка на бяло поле b7 · черен кон на бяло поле d7 · черна дама на черно поле e7 · черна пешка на бяло поле f7 · черна пешка на черно поле g7 · черна пешка на бяло поле h7 · черна пешка на бяло поле a6 · черна пешка на бяло поле c6 · черна пешка на бяло поле e6 · черен кон на черно поле f6 · черна пешка на бяло поле d5 · черен офицер на черно поле b4 · бяла пешка на бяло поле c4 · бяла пешка на черно поле d4 · бяла пешка на черно поле a3 · бяла пешка на бяло поле b3 · бял кон на черно поле c3 · бяла пешка на черно поле e3 · бял кон на бяло поле f3 · бял офицер на бяло поле c2 · бял офицер на черно поле d2 · бяла пешка на черно поле f2 · бяла пешка на бяло поле g2 · бяла пешка на черно поле h2 · бял топ на черно поле a1 · бяла дама на бяло поле d1 · бял топ на бяло поле f1 · бял цар на черно поле g1 | черен топ на бяло поле a8 · черен офицер на бяло поле c8 · черен топ на черно поле d8 · черен цар на бяло поле g8 · черна пешка на бяло поле b7 · черен кон на бяло поле d7 · черна дама на черно поле e7 · черна пешка на бяло поле f7 · черна пешка на черно поле g7 · черна пешка на бяло поле h7 · черна пешка на бяло поле a6 · черна пешка на бяло поле c6 · черна пешка на бяло поле e6 · черен кон на черно поле f6 · черна пешка на бяло поле d5 · черен офицер на черно поле b4 · бяла пешка на бяло поле c4 · бяла пешка на черно поле d4 · бяла пешка на черно поле a3 · бяла пешка на бяло поле b3 · бял кон на черно поле c3 · бяла пешка на черно поле e3 · бял кон на бяло поле f3 · бял офицер на бяло поле c2 · бял офицер на черно поле d2 · бяла пешка на черно поле f2 · бяла пешка на бяло поле g2 · бяла пешка на черно поле h2 · бял топ на черно поле a1 · бяла дама на бяло поле d1 · бял топ на бяло поле f1 · бял цар на черно поле g1 | черен топ на бяло поле a8 · черен офицер на бяло поле c8 · черен топ на черно поле d8 · черен цар на бяло поле g8 · черна пешка на бяло поле b7 · черен кон на бяло поле d7 · черна дама на черно поле e7 · черна пешка на бяло поле f7 · черна пешка на черно поле g7 · черна пешка на бяло поле h7 · черна пешка на бяло поле a6 · черна пешка на бяло поле c6 · черна пешка на бяло поле e6 · черен кон на черно поле f6 · черна пешка на бяло поле d5 · черен офицер на черно поле b4 · бяла пешка на бяло поле c4 · бяла пешка на черно поле d4 · бяла пешка на черно поле a3 · бяла пешка на бяло поле b3 · бял кон на черно поле c3 · бяла пешка на черно поле e3 · бял кон на бяло поле f3 · бял офицер на бяло поле c2 · бял офицер на черно поле d2 · бяла пешка на черно поле f2 · бяла пешка на бяло поле g2 · бяла пешка на черно поле h2 · бял топ на черно поле a1 · бяла дама на бяло поле d1 · бял топ на бяло поле f1 · бял цар на черно поле g1 | черен топ на бяло поле a8 · черен офицер на бяло поле c8 · черен топ на черно поле d8 · черен цар на бяло поле g8 · черна пешка на бяло поле b7 · черен кон на бяло поле d7 · черна дама на черно поле e7 · черна пешка на бяло поле f7 · черна пешка на черно поле g7 · черна пешка на бяло поле h7 · черна пешка на бяло поле a6 · черна пешка на бяло поле c6 · черна пешка на бяло поле e6 · черен кон на черно поле f6 · черна пешка на бяло поле d5 · черен офицер на черно поле b4 · бяла пешка на бяло поле c4 · бяла пешка на черно поле d4 · бяла пешка на черно поле a3 · бяла пешка на бяло поле b3 · бял кон на черно поле c3 · бяла пешка на черно поле e3 · бял кон на бяло поле f3 · бял офицер на бяло поле c2 · бял офицер на черно поле d2 · бяла пешка на черно поле f2 · бяла пешка на бяло поле g2 · бяла пешка на черно поле h2 · бял топ на черно поле a1 · бяла дама на бяло поле d1 · бял топ на бяло поле f1 · бял цар на черно поле g1 | черен топ на бяло поле a8 · черен офицер на бяло поле c8 · черен топ на черно поле d8 · черен цар на бяло поле g8 · черна пешка на бяло поле b7 · черен кон на бяло поле d7 · черна дама на черно поле e7 · черна пешка на бяло поле f7 · черна пешка на черно поле g7 · черна пешка на бяло поле h7 · черна пешка на бяло поле a6 · черна пешка на бяло поле c6 · черна пешка на бяло поле e6 · черен кон на черно поле f6 · черна пешка на бяло поле d5 · черен офицер на черно поле b4 · бяла пешка на бяло поле c4 · бяла пешка на черно поле d4 · бяла пешка на черно поле a3 · бяла пешка на бяло поле b3 · бял кон на черно поле c3 · бяла пешка на черно поле e3 · бял кон на бяло поле f3 · бял офицер на бяло поле c2 · бял офицер на черно поле d2 · бяла пешка на черно поле f2 · бяла пешка на бяло поле g2 · бяла пешка на черно поле h2 · бял топ на черно поле a1 · бяла дама на бяло поле d1 · бял топ на бяло поле f1 · бял цар на черно поле g1 | черен топ на бяло поле a8 · черен офицер на бяло поле c8 · черен топ на черно поле d8 · черен цар на бяло поле g8 · черна пешка на бяло поле b7 · черен кон на бяло поле d7 · черна дама на черно поле e7 · черна пешка на бяло поле f7 · черна пешка на черно поле g7 · черна пешка на бяло поле h7 · черна пешка на бяло поле a6 · черна пешка на бяло поле c6 · черна пешка на бяло поле e6 · черен кон на черно поле f6 · черна пешка на бяло поле d5 · черен офицер на черно поле b4 · бяла пешка на бяло поле c4 · бяла пешка на черно поле d4 · бяла пешка на черно поле a3 · бяла пешка на бяло поле b3 · бял кон на черно поле c3 · бяла пешка на черно поле e3 · бял кон на бяло поле f3 · бял офицер на бяло поле c2 · бял офицер на черно поле d2 · бяла пешка на черно поле f2 · бяла пешка на бяло поле g2 · бяла пешка на черно поле h2 · бял топ на черно поле a1 · бяла дама на бяло поле d1 · бял топ на бяло поле f1 · бял цар на черно поле g1 | 2 |
| 1 | черен топ на бяло поле a8 · черен офицер на бяло поле c8 · черен топ на черно поле d8 · черен цар на бяло поле g8 · черна пешка на бяло поле b7 · черен кон на бяло поле d7 · черна дама на черно поле e7 · черна пешка на бяло поле f7 · черна пешка на черно поле g7 · черна пешка на бяло поле h7 · черна пешка на бяло поле a6 · черна пешка на бяло поле c6 · черна пешка на бяло поле e6 · черен кон на черно поле f6 · черна пешка на бяло поле d5 · черен офицер на черно поле b4 · бяла пешка на бяло поле c4 · бяла пешка на черно поле d4 · бяла пешка на черно поле a3 · бяла пешка на бяло поле b3 · бял кон на черно поле c3 · бяла пешка на черно поле e3 · бял кон на бяло поле f3 · бял офицер на бяло поле c2 · бял офицер на черно поле d2 · бяла пешка на черно поле f2 · бяла пешка на бяло поле g2 · бяла пешка на черно поле h2 · бял топ на черно поле a1 · бяла дама на бяло поле d1 · бял топ на бяло поле f1 · бял цар на черно поле g1 | черен топ на бяло поле a8 · черен офицер на бяло поле c8 · черен топ на черно поле d8 · черен цар на бяло поле g8 · черна пешка на бяло поле b7 · черен кон на бяло поле d7 · черна дама на черно поле e7 · черна пешка на бяло поле f7 · черна пешка на черно поле g7 · черна пешка на бяло поле h7 · черна пешка на бяло поле a6 · черна пешка на бяло поле c6 · черна пешка на бяло поле e6 · черен кон на черно поле f6 · черна пешка на бяло поле d5 · черен офицер на черно поле b4 · бяла пешка на бяло поле c4 · бяла пешка на черно поле d4 · бяла пешка на черно поле a3 · бяла пешка на бяло поле b3 · бял кон на черно поле c3 · бяла пешка на черно поле e3 · бял кон на бяло поле f3 · бял офицер на бяло поле c2 · бял офицер на черно поле d2 · бяла пешка на черно поле f2 · бяла пешка на бяло поле g2 · бяла пешка на черно поле h2 · бял топ на черно поле a1 · бяла дама на бяло поле d1 · бял топ на бяло поле f1 · бял цар на черно поле g1 | черен топ на бяло поле a8 · черен офицер на бяло поле c8 · черен топ на черно поле d8 · черен цар на бяло поле g8 · черна пешка на бяло поле b7 · черен кон на бяло поле d7 · черна дама на черно поле e7 · черна пешка на бяло поле f7 · черна пешка на черно поле g7 · черна пешка на бяло поле h7 · черна пешка на бяло поле a6 · черна пешка на бяло поле c6 · черна пешка на бяло поле e6 · черен кон на черно поле f6 · черна пешка на бяло поле d5 · черен офицер на черно поле b4 · бяла пешка на бяло поле c4 · бяла пешка на черно поле d4 · бяла пешка на черно поле a3 · бяла пешка на бяло поле b3 · бял кон на черно поле c3 · бяла пешка на черно поле e3 · бял кон на бяло поле f3 · бял офицер на бяло поле c2 · бял офицер на черно поле d2 · бяла пешка на черно поле f2 · бяла пешка на бяло поле g2 · бяла пешка на черно поле h2 · бял топ на черно поле a1 · бяла дама на бяло поле d1 · бял топ на бяло поле f1 · бял цар на черно поле g1 | черен топ на бяло поле a8 · черен офицер на бяло поле c8 · черен топ на черно поле d8 · черен цар на бяло поле g8 · черна пешка на бяло поле b7 · черен кон на бяло поле d7 · черна дама на черно поле e7 · черна пешка на бяло поле f7 · черна пешка на черно поле g7 · черна пешка на бяло поле h7 · черна пешка на бяло поле a6 · черна пешка на бяло поле c6 · черна пешка на бяло поле e6 · черен кон на черно поле f6 · черна пешка на бяло поле d5 · черен офицер на черно поле b4 · бяла пешка на бяло поле c4 · бяла пешка на черно поле d4 · бяла пешка на черно поле a3 · бяла пешка на бяло поле b3 · бял кон на черно поле c3 · бяла пешка на черно поле e3 · бял кон на бяло поле f3 · бял офицер на бяло поле c2 · бял офицер на черно поле d2 · бяла пешка на черно поле f2 · бяла пешка на бяло поле g2 · бяла пешка на черно поле h2 · бял топ на черно поле a1 · бяла дама на бяло поле d1 · бял топ на бяло поле f1 · бял цар на черно поле g1 | черен топ на бяло поле a8 · черен офицер на бяло поле c8 · черен топ на черно поле d8 · черен цар на бяло поле g8 · черна пешка на бяло поле b7 · черен кон на бяло поле d7 · черна дама на черно поле e7 · черна пешка на бяло поле f7 · черна пешка на черно поле g7 · черна пешка на бяло поле h7 · черна пешка на бяло поле a6 · черна пешка на бяло поле c6 · черна пешка на бяло поле e6 · черен кон на черно поле f6 · черна пешка на бяло поле d5 · черен офицер на черно поле b4 · бяла пешка на бяло поле c4 · бяла пешка на черно поле d4 · бяла пешка на черно поле a3 · бяла пешка на бяло поле b3 · бял кон на черно поле c3 · бяла пешка на черно поле e3 · бял кон на бяло поле f3 · бял офицер на бяло поле c2 · бял офицер на черно поле d2 · бяла пешка на черно поле f2 · бяла пешка на бяло поле g2 · бяла пешка на черно поле h2 · бял топ на черно поле a1 · бяла дама на бяло поле d1 · бял топ на бяло поле f1 · бял цар на черно поле g1 | черен топ на бяло поле a8 · черен офицер на бяло поле c8 · черен топ на черно поле d8 · черен цар на бяло поле g8 · черна пешка на бяло поле b7 · черен кон на бяло поле d7 · черна дама на черно поле e7 · черна пешка на бяло поле f7 · черна пешка на черно поле g7 · черна пешка на бяло поле h7 · черна пешка на бяло поле a6 · черна пешка на бяло поле c6 · черна пешка на бяло поле e6 · черен кон на черно поле f6 · черна пешка на бяло поле d5 · черен офицер на черно поле b4 · бяла пешка на бяло поле c4 · бяла пешка на черно поле d4 · бяла пешка на черно поле a3 · бяла пешка на бяло поле b3 · бял кон на черно поле c3 · бяла пешка на черно поле e3 · бял кон на бяло поле f3 · бял офицер на бяло поле c2 · бял офицер на черно поле d2 · бяла пешка на черно поле f2 · бяла пешка на бяло поле g2 · бяла пешка на черно поле h2 · бял топ на черно поле a1 · бяла дама на бяло поле d1 · бял топ на бяло поле f1 · бял цар на черно поле g1 | черен топ на бяло поле a8 · черен офицер на бяло поле c8 · черен топ на черно поле d8 · черен цар на бяло поле g8 · черна пешка на бяло поле b7 · черен кон на бяло поле d7 · черна дама на черно поле e7 · черна пешка на бяло поле f7 · черна пешка на черно поле g7 · черна пешка на бяло поле h7 · черна пешка на бяло поле a6 · черна пешка на бяло поле c6 · черна пешка на бяло поле e6 · черен кон на черно поле f6 · черна пешка на бяло поле d5 · черен офицер на черно поле b4 · бяла пешка на бяло поле c4 · бяла пешка на черно поле d4 · бяла пешка на черно поле a3 · бяла пешка на бяло поле b3 · бял кон на черно поле c3 · бяла пешка на черно поле e3 · бял кон на бяло поле f3 · бял офицер на бяло поле c2 · бял офицер на черно поле d2 · бяла пешка на черно поле f2 · бяла пешка на бяло поле g2 · бяла пешка на черно поле h2 · бял топ на черно поле a1 · бяла дама на бяло поле d1 · бял топ на бяло поле f1 · бял цар на черно поле g1 | черен топ на бяло поле a8 · черен офицер на бяло поле c8 · черен топ на черно поле d8 · черен цар на бяло поле g8 · черна пешка на бяло поле b7 · черен кон на бяло поле d7 · черна дама на черно поле e7 · черна пешка на бяло поле f7 · черна пешка на черно поле g7 · черна пешка на бяло поле h7 · черна пешка на бяло поле a6 · черна пешка на бяло поле c6 · черна пешка на бяло поле e6 · черен кон на черно поле f6 · черна пешка на бяло поле d5 · черен офицер на черно поле b4 · бяла пешка на бяло поле c4 · бяла пешка на черно поле d4 · бяла пешка на черно поле a3 · бяла пешка на бяло поле b3 · бял кон на черно поле c3 · бяла пешка на черно поле e3 · бял кон на бяло поле f3 · бял офицер на бяло поле c2 · бял офицер на черно поле d2 · бяла пешка на черно поле f2 · бяла пешка на бяло поле g2 · бяла пешка на черно поле h2 · бял топ на черно поле a1 · бяла дама на бяло поле d1 · бял топ на бяло поле f1 · бял цар на черно поле g1 | 1 |
|   | a | b | c | d | e | f | g | h |   |

|   | a | b | c | d | e | f | g | h |   |
| 8 | черен топ на черно поле b8 · черен офицер на бяло поле c8 · черен топ на черно поле d8 · черен цар на бяло поле g8 · черен кон на бяло поле d7 · черна пешка на бяло поле f7 · черна пешка на черно поле g7 · черна пешка на бяло поле h7 · черна пешка на бяло поле a6 · черна пешка на черно поле b6 · черна пешка на бяло поле c6 · черна пешка на бяло поле e6 · бяла пешка на черно поле c5 · бяла пешка на черно поле b4 · бяла пешка на черно поле d4 · бял офицер на бяло поле e4 · черна дама на черно поле a3 · бяла пешка на черно поле e3 · бял кон на бяло поле f3 · бял офицер на черно поле d2 · бяла пешка на черно поле f2 · бяла пешка на бяло поле g2 · бяла пешка на черно поле h2 · бяла дама на бяло поле d1 · бял топ на бяло поле f1 · бял цар на черно поле g1 | черен топ на черно поле b8 · черен офицер на бяло поле c8 · черен топ на черно поле d8 · черен цар на бяло поле g8 · черен кон на бяло поле d7 · черна пешка на бяло поле f7 · черна пешка на черно поле g7 · черна пешка на бяло поле h7 · черна пешка на бяло поле a6 · черна пешка на черно поле b6 · черна пешка на бяло поле c6 · черна пешка на бяло поле e6 · бяла пешка на черно поле c5 · бяла пешка на черно поле b4 · бяла пешка на черно поле d4 · бял офицер на бяло поле e4 · черна дама на черно поле a3 · бяла пешка на черно поле e3 · бял кон на бяло поле f3 · бял офицер на черно поле d2 · бяла пешка на черно поле f2 · бяла пешка на бяло поле g2 · бяла пешка на черно поле h2 · бяла дама на бяло поле d1 · бял топ на бяло поле f1 · бял цар на черно поле g1 | черен топ на черно поле b8 · черен офицер на бяло поле c8 · черен топ на черно поле d8 · черен цар на бяло поле g8 · черен кон на бяло поле d7 · черна пешка на бяло поле f7 · черна пешка на черно поле g7 · черна пешка на бяло поле h7 · черна пешка на бяло поле a6 · черна пешка на черно поле b6 · черна пешка на бяло поле c6 · черна пешка на бяло поле e6 · бяла пешка на черно поле c5 · бяла пешка на черно поле b4 · бяла пешка на черно поле d4 · бял офицер на бяло поле e4 · черна дама на черно поле a3 · бяла пешка на черно поле e3 · бял кон на бяло поле f3 · бял офицер на черно поле d2 · бяла пешка на черно поле f2 · бяла пешка на бяло поле g2 · бяла пешка на черно поле h2 · бяла дама на бяло поле d1 · бял топ на бяло поле f1 · бял цар на черно поле g1 | черен топ на черно поле b8 · черен офицер на бяло поле c8 · черен топ на черно поле d8 · черен цар на бяло поле g8 · черен кон на бяло поле d7 · черна пешка на бяло поле f7 · черна пешка на черно поле g7 · черна пешка на бяло поле h7 · черна пешка на бяло поле a6 · черна пешка на черно поле b6 · черна пешка на бяло поле c6 · черна пешка на бяло поле e6 · бяла пешка на черно поле c5 · бяла пешка на черно поле b4 · бяла пешка на черно поле d4 · бял офицер на бяло поле e4 · черна дама на черно поле a3 · бяла пешка на черно поле e3 · бял кон на бяло поле f3 · бял офицер на черно поле d2 · бяла пешка на черно поле f2 · бяла пешка на бяло поле g2 · бяла пешка на черно поле h2 · бяла дама на бяло поле d1 · бял топ на бяло поле f1 · бял цар на черно поле g1 | черен топ на черно поле b8 · черен офицер на бяло поле c8 · черен топ на черно поле d8 · черен цар на бяло поле g8 · черен кон на бяло поле d7 · черна пешка на бяло поле f7 · черна пешка на черно поле g7 · черна пешка на бяло поле h7 · черна пешка на бяло поле a6 · черна пешка на черно поле b6 · черна пешка на бяло поле c6 · черна пешка на бяло поле e6 · бяла пешка на черно поле c5 · бяла пешка на черно поле b4 · бяла пешка на черно поле d4 · бял офицер на бяло поле e4 · черна дама на черно поле a3 · бяла пешка на черно поле e3 · бял кон на бяло поле f3 · бял офицер на черно поле d2 · бяла пешка на черно поле f2 · бяла пешка на бяло поле g2 · бяла пешка на черно поле h2 · бяла дама на бяло поле d1 · бял топ на бяло поле f1 · бял цар на черно поле g1 | черен топ на черно поле b8 · черен офицер на бяло поле c8 · черен топ на черно поле d8 · черен цар на бяло поле g8 · черен кон на бяло поле d7 · черна пешка на бяло поле f7 · черна пешка на черно поле g7 · черна пешка на бяло поле h7 · черна пешка на бяло поле a6 · черна пешка на черно поле b6 · черна пешка на бяло поле c6 · черна пешка на бяло поле e6 · бяла пешка на черно поле c5 · бяла пешка на черно поле b4 · бяла пешка на черно поле d4 · бял офицер на бяло поле e4 · черна дама на черно поле a3 · бяла пешка на черно поле e3 · бял кон на бяло поле f3 · бял офицер на черно поле d2 · бяла пешка на черно поле f2 · бяла пешка на бяло поле g2 · бяла пешка на черно поле h2 · бяла дама на бяло поле d1 · бял топ на бяло поле f1 · бял цар на черно поле g1 | черен топ на черно поле b8 · черен офицер на бяло поле c8 · черен топ на черно поле d8 · черен цар на бяло поле g8 · черен кон на бяло поле d7 · черна пешка на бяло поле f7 · черна пешка на черно поле g7 · черна пешка на бяло поле h7 · черна пешка на бяло поле a6 · черна пешка на черно поле b6 · черна пешка на бяло поле c6 · черна пешка на бяло поле e6 · бяла пешка на черно поле c5 · бяла пешка на черно поле b4 · бяла пешка на черно поле d4 · бял офицер на бяло поле e4 · черна дама на черно поле a3 · бяла пешка на черно поле e3 · бял кон на бяло поле f3 · бял офицер на черно поле d2 · бяла пешка на черно поле f2 · бяла пешка на бяло поле g2 · бяла пешка на черно поле h2 · бяла дама на бяло поле d1 · бял топ на бяло поле f1 · бял цар на черно поле g1 | черен топ на черно поле b8 · черен офицер на бяло поле c8 · черен топ на черно поле d8 · черен цар на бяло поле g8 · черен кон на бяло поле d7 · черна пешка на бяло поле f7 · черна пешка на черно поле g7 · черна пешка на бяло поле h7 · черна пешка на бяло поле a6 · черна пешка на черно поле b6 · черна пешка на бяло поле c6 · черна пешка на бяло поле e6 · бяла пешка на черно поле c5 · бяла пешка на черно поле b4 · бяла пешка на черно поле d4 · бял офицер на бяло поле e4 · черна дама на черно поле a3 · бяла пешка на черно поле e3 · бял кон на бяло поле f3 · бял офицер на черно поле d2 · бяла пешка на черно поле f2 · бяла пешка на бяло поле g2 · бяла пешка на черно поле h2 · бяла дама на бяло поле d1 · бял топ на бяло поле f1 · бял цар на черно поле g1 | 8 |
| 7 | черен топ на черно поле b8 · черен офицер на бяло поле c8 · черен топ на черно поле d8 · черен цар на бяло поле g8 · черен кон на бяло поле d7 · черна пешка на бяло поле f7 · черна пешка на черно поле g7 · черна пешка на бяло поле h7 · черна пешка на бяло поле a6 · черна пешка на черно поле b6 · черна пешка на бяло поле c6 · черна пешка на бяло поле e6 · бяла пешка на черно поле c5 · бяла пешка на черно поле b4 · бяла пешка на черно поле d4 · бял офицер на бяло поле e4 · черна дама на черно поле a3 · бяла пешка на черно поле e3 · бял кон на бяло поле f3 · бял офицер на черно поле d2 · бяла пешка на черно поле f2 · бяла пешка на бяло поле g2 · бяла пешка на черно поле h2 · бяла дама на бяло поле d1 · бял топ на бяло поле f1 · бял цар на черно поле g1 | черен топ на черно поле b8 · черен офицер на бяло поле c8 · черен топ на черно поле d8 · черен цар на бяло поле g8 · черен кон на бяло поле d7 · черна пешка на бяло поле f7 · черна пешка на черно поле g7 · черна пешка на бяло поле h7 · черна пешка на бяло поле a6 · черна пешка на черно поле b6 · черна пешка на бяло поле c6 · черна пешка на бяло поле e6 · бяла пешка на черно поле c5 · бяла пешка на черно поле b4 · бяла пешка на черно поле d4 · бял офицер на бяло поле e4 · черна дама на черно поле a3 · бяла пешка на черно поле e3 · бял кон на бяло поле f3 · бял офицер на черно поле d2 · бяла пешка на черно поле f2 · бяла пешка на бяло поле g2 · бяла пешка на черно поле h2 · бяла дама на бяло поле d1 · бял топ на бяло поле f1 · бял цар на черно поле g1 | черен топ на черно поле b8 · черен офицер на бяло поле c8 · черен топ на черно поле d8 · черен цар на бяло поле g8 · черен кон на бяло поле d7 · черна пешка на бяло поле f7 · черна пешка на черно поле g7 · черна пешка на бяло поле h7 · черна пешка на бяло поле a6 · черна пешка на черно поле b6 · черна пешка на бяло поле c6 · черна пешка на бяло поле e6 · бяла пешка на черно поле c5 · бяла пешка на черно поле b4 · бяла пешка на черно поле d4 · бял офицер на бяло поле e4 · черна дама на черно поле a3 · бяла пешка на черно поле e3 · бял кон на бяло поле f3 · бял офицер на черно поле d2 · бяла пешка на черно поле f2 · бяла пешка на бяло поле g2 · бяла пешка на черно поле h2 · бяла дама на бяло поле d1 · бял топ на бяло поле f1 · бял цар на черно поле g1 | черен топ на черно поле b8 · черен офицер на бяло поле c8 · черен топ на черно поле d8 · черен цар на бяло поле g8 · черен кон на бяло поле d7 · черна пешка на бяло поле f7 · черна пешка на черно поле g7 · черна пешка на бяло поле h7 · черна пешка на бяло поле a6 · черна пешка на черно поле b6 · черна пешка на бяло поле c6 · черна пешка на бяло поле e6 · бяла пешка на черно поле c5 · бяла пешка на черно поле b4 · бяла пешка на черно поле d4 · бял офицер на бяло поле e4 · черна дама на черно поле a3 · бяла пешка на черно поле e3 · бял кон на бяло поле f3 · бял офицер на черно поле d2 · бяла пешка на черно поле f2 · бяла пешка на бяло поле g2 · бяла пешка на черно поле h2 · бяла дама на бяло поле d1 · бял топ на бяло поле f1 · бял цар на черно поле g1 | черен топ на черно поле b8 · черен офицер на бяло поле c8 · черен топ на черно поле d8 · черен цар на бяло поле g8 · черен кон на бяло поле d7 · черна пешка на бяло поле f7 · черна пешка на черно поле g7 · черна пешка на бяло поле h7 · черна пешка на бяло поле a6 · черна пешка на черно поле b6 · черна пешка на бяло поле c6 · черна пешка на бяло поле e6 · бяла пешка на черно поле c5 · бяла пешка на черно поле b4 · бяла пешка на черно поле d4 · бял офицер на бяло поле e4 · черна дама на черно поле a3 · бяла пешка на черно поле e3 · бял кон на бяло поле f3 · бял офицер на черно поле d2 · бяла пешка на черно поле f2 · бяла пешка на бяло поле g2 · бяла пешка на черно поле h2 · бяла дама на бяло поле d1 · бял топ на бяло поле f1 · бял цар на черно поле g1 | черен топ на черно поле b8 · черен офицер на бяло поле c8 · черен топ на черно поле d8 · черен цар на бяло поле g8 · черен кон на бяло поле d7 · черна пешка на бяло поле f7 · черна пешка на черно поле g7 · черна пешка на бяло поле h7 · черна пешка на бяло поле a6 · черна пешка на черно поле b6 · черна пешка на бяло поле c6 · черна пешка на бяло поле e6 · бяла пешка на черно поле c5 · бяла пешка на черно поле b4 · бяла пешка на черно поле d4 · бял офицер на бяло поле e4 · черна дама на черно поле a3 · бяла пешка на черно поле e3 · бял кон на бяло поле f3 · бял офицер на черно поле d2 · бяла пешка на черно поле f2 · бяла пешка на бяло поле g2 · бяла пешка на черно поле h2 · бяла дама на бяло поле d1 · бял топ на бяло поле f1 · бял цар на черно поле g1 | черен топ на черно поле b8 · черен офицер на бяло поле c8 · черен топ на черно поле d8 · черен цар на бяло поле g8 · черен кон на бяло поле d7 · черна пешка на бяло поле f7 · черна пешка на черно поле g7 · черна пешка на бяло поле h7 · черна пешка на бяло поле a6 · черна пешка на черно поле b6 · черна пешка на бяло поле c6 · черна пешка на бяло поле e6 · бяла пешка на черно поле c5 · бяла пешка на черно поле b4 · бяла пешка на черно поле d4 · бял офицер на бяло поле e4 · черна дама на черно поле a3 · бяла пешка на черно поле e3 · бял кон на бяло поле f3 · бял офицер на черно поле d2 · бяла пешка на черно поле f2 · бяла пешка на бяло поле g2 · бяла пешка на черно поле h2 · бяла дама на бяло поле d1 · бял топ на бяло поле f1 · бял цар на черно поле g1 | черен топ на черно поле b8 · черен офицер на бяло поле c8 · черен топ на черно поле d8 · черен цар на бяло поле g8 · черен кон на бяло поле d7 · черна пешка на бяло поле f7 · черна пешка на черно поле g7 · черна пешка на бяло поле h7 · черна пешка на бяло поле a6 · черна пешка на черно поле b6 · черна пешка на бяло поле c6 · черна пешка на бяло поле e6 · бяла пешка на черно поле c5 · бяла пешка на черно поле b4 · бяла пешка на черно поле d4 · бял офицер на бяло поле e4 · черна дама на черно поле a3 · бяла пешка на черно поле e3 · бял кон на бяло поле f3 · бял офицер на черно поле d2 · бяла пешка на черно поле f2 · бяла пешка на бяло поле g2 · бяла пешка на черно поле h2 · бяла дама на бяло поле d1 · бял топ на бяло поле f1 · бял цар на черно поле g1 | 7 |
| 6 | черен топ на черно поле b8 · черен офицер на бяло поле c8 · черен топ на черно поле d8 · черен цар на бяло поле g8 · черен кон на бяло поле d7 · черна пешка на бяло поле f7 · черна пешка на черно поле g7 · черна пешка на бяло поле h7 · черна пешка на бяло поле a6 · черна пешка на черно поле b6 · черна пешка на бяло поле c6 · черна пешка на бяло поле e6 · бяла пешка на черно поле c5 · бяла пешка на черно поле b4 · бяла пешка на черно поле d4 · бял офицер на бяло поле e4 · черна дама на черно поле a3 · бяла пешка на черно поле e3 · бял кон на бяло поле f3 · бял офицер на черно поле d2 · бяла пешка на черно поле f2 · бяла пешка на бяло поле g2 · бяла пешка на черно поле h2 · бяла дама на бяло поле d1 · бял топ на бяло поле f1 · бял цар на черно поле g1 | черен топ на черно поле b8 · черен офицер на бяло поле c8 · черен топ на черно поле d8 · черен цар на бяло поле g8 · черен кон на бяло поле d7 · черна пешка на бяло поле f7 · черна пешка на черно поле g7 · черна пешка на бяло поле h7 · черна пешка на бяло поле a6 · черна пешка на черно поле b6 · черна пешка на бяло поле c6 · черна пешка на бяло поле e6 · бяла пешка на черно поле c5 · бяла пешка на черно поле b4 · бяла пешка на черно поле d4 · бял офицер на бяло поле e4 · черна дама на черно поле a3 · бяла пешка на черно поле e3 · бял кон на бяло поле f3 · бял офицер на черно поле d2 · бяла пешка на черно поле f2 · бяла пешка на бяло поле g2 · бяла пешка на черно поле h2 · бяла дама на бяло поле d1 · бял топ на бяло поле f1 · бял цар на черно поле g1 | черен топ на черно поле b8 · черен офицер на бяло поле c8 · черен топ на черно поле d8 · черен цар на бяло поле g8 · черен кон на бяло поле d7 · черна пешка на бяло поле f7 · черна пешка на черно поле g7 · черна пешка на бяло поле h7 · черна пешка на бяло поле a6 · черна пешка на черно поле b6 · черна пешка на бяло поле c6 · черна пешка на бяло поле e6 · бяла пешка на черно поле c5 · бяла пешка на черно поле b4 · бяла пешка на черно поле d4 · бял офицер на бяло поле e4 · черна дама на черно поле a3 · бяла пешка на черно поле e3 · бял кон на бяло поле f3 · бял офицер на черно поле d2 · бяла пешка на черно поле f2 · бяла пешка на бяло поле g2 · бяла пешка на черно поле h2 · бяла дама на бяло поле d1 · бял топ на бяло поле f1 · бял цар на черно поле g1 | черен топ на черно поле b8 · черен офицер на бяло поле c8 · черен топ на черно поле d8 · черен цар на бяло поле g8 · черен кон на бяло поле d7 · черна пешка на бяло поле f7 · черна пешка на черно поле g7 · черна пешка на бяло поле h7 · черна пешка на бяло поле a6 · черна пешка на черно поле b6 · черна пешка на бяло поле c6 · черна пешка на бяло поле e6 · бяла пешка на черно поле c5 · бяла пешка на черно поле b4 · бяла пешка на черно поле d4 · бял офицер на бяло поле e4 · черна дама на черно поле a3 · бяла пешка на черно поле e3 · бял кон на бяло поле f3 · бял офицер на черно поле d2 · бяла пешка на черно поле f2 · бяла пешка на бяло поле g2 · бяла пешка на черно поле h2 · бяла дама на бяло поле d1 · бял топ на бяло поле f1 · бял цар на черно поле g1 | черен топ на черно поле b8 · черен офицер на бяло поле c8 · черен топ на черно поле d8 · черен цар на бяло поле g8 · черен кон на бяло поле d7 · черна пешка на бяло поле f7 · черна пешка на черно поле g7 · черна пешка на бяло поле h7 · черна пешка на бяло поле a6 · черна пешка на черно поле b6 · черна пешка на бяло поле c6 · черна пешка на бяло поле e6 · бяла пешка на черно поле c5 · бяла пешка на черно поле b4 · бяла пешка на черно поле d4 · бял офицер на бяло поле e4 · черна дама на черно поле a3 · бяла пешка на черно поле e3 · бял кон на бяло поле f3 · бял офицер на черно поле d2 · бяла пешка на черно поле f2 · бяла пешка на бяло поле g2 · бяла пешка на черно поле h2 · бяла дама на бяло поле d1 · бял топ на бяло поле f1 · бял цар на черно поле g1 | черен топ на черно поле b8 · черен офицер на бяло поле c8 · черен топ на черно поле d8 · черен цар на бяло поле g8 · черен кон на бяло поле d7 · черна пешка на бяло поле f7 · черна пешка на черно поле g7 · черна пешка на бяло поле h7 · черна пешка на бяло поле a6 · черна пешка на черно поле b6 · черна пешка на бяло поле c6 · черна пешка на бяло поле e6 · бяла пешка на черно поле c5 · бяла пешка на черно поле b4 · бяла пешка на черно поле d4 · бял офицер на бяло поле e4 · черна дама на черно поле a3 · бяла пешка на черно поле e3 · бял кон на бяло поле f3 · бял офицер на черно поле d2 · бяла пешка на черно поле f2 · бяла пешка на бяло поле g2 · бяла пешка на черно поле h2 · бяла дама на бяло поле d1 · бял топ на бяло поле f1 · бял цар на черно поле g1 | черен топ на черно поле b8 · черен офицер на бяло поле c8 · черен топ на черно поле d8 · черен цар на бяло поле g8 · черен кон на бяло поле d7 · черна пешка на бяло поле f7 · черна пешка на черно поле g7 · черна пешка на бяло поле h7 · черна пешка на бяло поле a6 · черна пешка на черно поле b6 · черна пешка на бяло поле c6 · черна пешка на бяло поле e6 · бяла пешка на черно поле c5 · бяла пешка на черно поле b4 · бяла пешка на черно поле d4 · бял офицер на бяло поле e4 · черна дама на черно поле a3 · бяла пешка на черно поле e3 · бял кон на бяло поле f3 · бял офицер на черно поле d2 · бяла пешка на черно поле f2 · бяла пешка на бяло поле g2 · бяла пешка на черно поле h2 · бяла дама на бяло поле d1 · бял топ на бяло поле f1 · бял цар на черно поле g1 | черен топ на черно поле b8 · черен офицер на бяло поле c8 · черен топ на черно поле d8 · черен цар на бяло поле g8 · черен кон на бяло поле d7 · черна пешка на бяло поле f7 · черна пешка на черно поле g7 · черна пешка на бяло поле h7 · черна пешка на бяло поле a6 · черна пешка на черно поле b6 · черна пешка на бяло поле c6 · черна пешка на бяло поле e6 · бяла пешка на черно поле c5 · бяла пешка на черно поле b4 · бяла пешка на черно поле d4 · бял офицер на бяло поле e4 · черна дама на черно поле a3 · бяла пешка на черно поле e3 · бял кон на бяло поле f3 · бял офицер на черно поле d2 · бяла пешка на черно поле f2 · бяла пешка на бяло поле g2 · бяла пешка на черно поле h2 · бяла дама на бяло поле d1 · бял топ на бяло поле f1 · бял цар на черно поле g1 | 6 |
| 5 | черен топ на черно поле b8 · черен офицер на бяло поле c8 · черен топ на черно поле d8 · черен цар на бяло поле g8 · черен кон на бяло поле d7 · черна пешка на бяло поле f7 · черна пешка на черно поле g7 · черна пешка на бяло поле h7 · черна пешка на бяло поле a6 · черна пешка на черно поле b6 · черна пешка на бяло поле c6 · черна пешка на бяло поле e6 · бяла пешка на черно поле c5 · бяла пешка на черно поле b4 · бяла пешка на черно поле d4 · бял офицер на бяло поле e4 · черна дама на черно поле a3 · бяла пешка на черно поле e3 · бял кон на бяло поле f3 · бял офицер на черно поле d2 · бяла пешка на черно поле f2 · бяла пешка на бяло поле g2 · бяла пешка на черно поле h2 · бяла дама на бяло поле d1 · бял топ на бяло поле f1 · бял цар на черно поле g1 | черен топ на черно поле b8 · черен офицер на бяло поле c8 · черен топ на черно поле d8 · черен цар на бяло поле g8 · черен кон на бяло поле d7 · черна пешка на бяло поле f7 · черна пешка на черно поле g7 · черна пешка на бяло поле h7 · черна пешка на бяло поле a6 · черна пешка на черно поле b6 · черна пешка на бяло поле c6 · черна пешка на бяло поле e6 · бяла пешка на черно поле c5 · бяла пешка на черно поле b4 · бяла пешка на черно поле d4 · бял офицер на бяло поле e4 · черна дама на черно поле a3 · бяла пешка на черно поле e3 · бял кон на бяло поле f3 · бял офицер на черно поле d2 · бяла пешка на черно поле f2 · бяла пешка на бяло поле g2 · бяла пешка на черно поле h2 · бяла дама на бяло поле d1 · бял топ на бяло поле f1 · бял цар на черно поле g1 | черен топ на черно поле b8 · черен офицер на бяло поле c8 · черен топ на черно поле d8 · черен цар на бяло поле g8 · черен кон на бяло поле d7 · черна пешка на бяло поле f7 · черна пешка на черно поле g7 · черна пешка на бяло поле h7 · черна пешка на бяло поле a6 · черна пешка на черно поле b6 · черна пешка на бяло поле c6 · черна пешка на бяло поле e6 · бяла пешка на черно поле c5 · бяла пешка на черно поле b4 · бяла пешка на черно поле d4 · бял офицер на бяло поле e4 · черна дама на черно поле a3 · бяла пешка на черно поле e3 · бял кон на бяло поле f3 · бял офицер на черно поле d2 · бяла пешка на черно поле f2 · бяла пешка на бяло поле g2 · бяла пешка на черно поле h2 · бяла дама на бяло поле d1 · бял топ на бяло поле f1 · бял цар на черно поле g1 | черен топ на черно поле b8 · черен офицер на бяло поле c8 · черен топ на черно поле d8 · черен цар на бяло поле g8 · черен кон на бяло поле d7 · черна пешка на бяло поле f7 · черна пешка на черно поле g7 · черна пешка на бяло поле h7 · черна пешка на бяло поле a6 · черна пешка на черно поле b6 · черна пешка на бяло поле c6 · черна пешка на бяло поле e6 · бяла пешка на черно поле c5 · бяла пешка на черно поле b4 · бяла пешка на черно поле d4 · бял офицер на бяло поле e4 · черна дама на черно поле a3 · бяла пешка на черно поле e3 · бял кон на бяло поле f3 · бял офицер на черно поле d2 · бяла пешка на черно поле f2 · бяла пешка на бяло поле g2 · бяла пешка на черно поле h2 · бяла дама на бяло поле d1 · бял топ на бяло поле f1 · бял цар на черно поле g1 | черен топ на черно поле b8 · черен офицер на бяло поле c8 · черен топ на черно поле d8 · черен цар на бяло поле g8 · черен кон на бяло поле d7 · черна пешка на бяло поле f7 · черна пешка на черно поле g7 · черна пешка на бяло поле h7 · черна пешка на бяло поле a6 · черна пешка на черно поле b6 · черна пешка на бяло поле c6 · черна пешка на бяло поле e6 · бяла пешка на черно поле c5 · бяла пешка на черно поле b4 · бяла пешка на черно поле d4 · бял офицер на бяло поле e4 · черна дама на черно поле a3 · бяла пешка на черно поле e3 · бял кон на бяло поле f3 · бял офицер на черно поле d2 · бяла пешка на черно поле f2 · бяла пешка на бяло поле g2 · бяла пешка на черно поле h2 · бяла дама на бяло поле d1 · бял топ на бяло поле f1 · бял цар на черно поле g1 | черен топ на черно поле b8 · черен офицер на бяло поле c8 · черен топ на черно поле d8 · черен цар на бяло поле g8 · черен кон на бяло поле d7 · черна пешка на бяло поле f7 · черна пешка на черно поле g7 · черна пешка на бяло поле h7 · черна пешка на бяло поле a6 · черна пешка на черно поле b6 · черна пешка на бяло поле c6 · черна пешка на бяло поле e6 · бяла пешка на черно поле c5 · бяла пешка на черно поле b4 · бяла пешка на черно поле d4 · бял офицер на бяло поле e4 · черна дама на черно поле a3 · бяла пешка на черно поле e3 · бял кон на бяло поле f3 · бял офицер на черно поле d2 · бяла пешка на черно поле f2 · бяла пешка на бяло поле g2 · бяла пешка на черно поле h2 · бяла дама на бяло поле d1 · бял топ на бяло поле f1 · бял цар на черно поле g1 | черен топ на черно поле b8 · черен офицер на бяло поле c8 · черен топ на черно поле d8 · черен цар на бяло поле g8 · черен кон на бяло поле d7 · черна пешка на бяло поле f7 · черна пешка на черно поле g7 · черна пешка на бяло поле h7 · черна пешка на бяло поле a6 · черна пешка на черно поле b6 · черна пешка на бяло поле c6 · черна пешка на бяло поле e6 · бяла пешка на черно поле c5 · бяла пешка на черно поле b4 · бяла пешка на черно поле d4 · бял офицер на бяло поле e4 · черна дама на черно поле a3 · бяла пешка на черно поле e3 · бял кон на бяло поле f3 · бял офицер на черно поле d2 · бяла пешка на черно поле f2 · бяла пешка на бяло поле g2 · бяла пешка на черно поле h2 · бяла дама на бяло поле d1 · бял топ на бяло поле f1 · бял цар на черно поле g1 | черен топ на черно поле b8 · черен офицер на бяло поле c8 · черен топ на черно поле d8 · черен цар на бяло поле g8 · черен кон на бяло поле d7 · черна пешка на бяло поле f7 · черна пешка на черно поле g7 · черна пешка на бяло поле h7 · черна пешка на бяло поле a6 · черна пешка на черно поле b6 · черна пешка на бяло поле c6 · черна пешка на бяло поле e6 · бяла пешка на черно поле c5 · бяла пешка на черно поле b4 · бяла пешка на черно поле d4 · бял офицер на бяло поле e4 · черна дама на черно поле a3 · бяла пешка на черно поле e3 · бял кон на бяло поле f3 · бял офицер на черно поле d2 · бяла пешка на черно поле f2 · бяла пешка на бяло поле g2 · бяла пешка на черно поле h2 · бяла дама на бяло поле d1 · бял топ на бяло поле f1 · бял цар на черно поле g1 | 5 |
| 4 | черен топ на черно поле b8 · черен офицер на бяло поле c8 · черен топ на черно поле d8 · черен цар на бяло поле g8 · черен кон на бяло поле d7 · черна пешка на бяло поле f7 · черна пешка на черно поле g7 · черна пешка на бяло поле h7 · черна пешка на бяло поле a6 · черна пешка на черно поле b6 · черна пешка на бяло поле c6 · черна пешка на бяло поле e6 · бяла пешка на черно поле c5 · бяла пешка на черно поле b4 · бяла пешка на черно поле d4 · бял офицер на бяло поле e4 · черна дама на черно поле a3 · бяла пешка на черно поле e3 · бял кон на бяло поле f3 · бял офицер на черно поле d2 · бяла пешка на черно поле f2 · бяла пешка на бяло поле g2 · бяла пешка на черно поле h2 · бяла дама на бяло поле d1 · бял топ на бяло поле f1 · бял цар на черно поле g1 | черен топ на черно поле b8 · черен офицер на бяло поле c8 · черен топ на черно поле d8 · черен цар на бяло поле g8 · черен кон на бяло поле d7 · черна пешка на бяло поле f7 · черна пешка на черно поле g7 · черна пешка на бяло поле h7 · черна пешка на бяло поле a6 · черна пешка на черно поле b6 · черна пешка на бяло поле c6 · черна пешка на бяло поле e6 · бяла пешка на черно поле c5 · бяла пешка на черно поле b4 · бяла пешка на черно поле d4 · бял офицер на бяло поле e4 · черна дама на черно поле a3 · бяла пешка на черно поле e3 · бял кон на бяло поле f3 · бял офицер на черно поле d2 · бяла пешка на черно поле f2 · бяла пешка на бяло поле g2 · бяла пешка на черно поле h2 · бяла дама на бяло поле d1 · бял топ на бяло поле f1 · бял цар на черно поле g1 | черен топ на черно поле b8 · черен офицер на бяло поле c8 · черен топ на черно поле d8 · черен цар на бяло поле g8 · черен кон на бяло поле d7 · черна пешка на бяло поле f7 · черна пешка на черно поле g7 · черна пешка на бяло поле h7 · черна пешка на бяло поле a6 · черна пешка на черно поле b6 · черна пешка на бяло поле c6 · черна пешка на бяло поле e6 · бяла пешка на черно поле c5 · бяла пешка на черно поле b4 · бяла пешка на черно поле d4 · бял офицер на бяло поле e4 · черна дама на черно поле a3 · бяла пешка на черно поле e3 · бял кон на бяло поле f3 · бял офицер на черно поле d2 · бяла пешка на черно поле f2 · бяла пешка на бяло поле g2 · бяла пешка на черно поле h2 · бяла дама на бяло поле d1 · бял топ на бяло поле f1 · бял цар на черно поле g1 | черен топ на черно поле b8 · черен офицер на бяло поле c8 · черен топ на черно поле d8 · черен цар на бяло поле g8 · черен кон на бяло поле d7 · черна пешка на бяло поле f7 · черна пешка на черно поле g7 · черна пешка на бяло поле h7 · черна пешка на бяло поле a6 · черна пешка на черно поле b6 · черна пешка на бяло поле c6 · черна пешка на бяло поле e6 · бяла пешка на черно поле c5 · бяла пешка на черно поле b4 · бяла пешка на черно поле d4 · бял офицер на бяло поле e4 · черна дама на черно поле a3 · бяла пешка на черно поле e3 · бял кон на бяло поле f3 · бял офицер на черно поле d2 · бяла пешка на черно поле f2 · бяла пешка на бяло поле g2 · бяла пешка на черно поле h2 · бяла дама на бяло поле d1 · бял топ на бяло поле f1 · бял цар на черно поле g1 | черен топ на черно поле b8 · черен офицер на бяло поле c8 · черен топ на черно поле d8 · черен цар на бяло поле g8 · черен кон на бяло поле d7 · черна пешка на бяло поле f7 · черна пешка на черно поле g7 · черна пешка на бяло поле h7 · черна пешка на бяло поле a6 · черна пешка на черно поле b6 · черна пешка на бяло поле c6 · черна пешка на бяло поле e6 · бяла пешка на черно поле c5 · бяла пешка на черно поле b4 · бяла пешка на черно поле d4 · бял офицер на бяло поле e4 · черна дама на черно поле a3 · бяла пешка на черно поле e3 · бял кон на бяло поле f3 · бял офицер на черно поле d2 · бяла пешка на черно поле f2 · бяла пешка на бяло поле g2 · бяла пешка на черно поле h2 · бяла дама на бяло поле d1 · бял топ на бяло поле f1 · бял цар на черно поле g1 | черен топ на черно поле b8 · черен офицер на бяло поле c8 · черен топ на черно поле d8 · черен цар на бяло поле g8 · черен кон на бяло поле d7 · черна пешка на бяло поле f7 · черна пешка на черно поле g7 · черна пешка на бяло поле h7 · черна пешка на бяло поле a6 · черна пешка на черно поле b6 · черна пешка на бяло поле c6 · черна пешка на бяло поле e6 · бяла пешка на черно поле c5 · бяла пешка на черно поле b4 · бяла пешка на черно поле d4 · бял офицер на бяло поле e4 · черна дама на черно поле a3 · бяла пешка на черно поле e3 · бял кон на бяло поле f3 · бял офицер на черно поле d2 · бяла пешка на черно поле f2 · бяла пешка на бяло поле g2 · бяла пешка на черно поле h2 · бяла дама на бяло поле d1 · бял топ на бяло поле f1 · бял цар на черно поле g1 | черен топ на черно поле b8 · черен офицер на бяло поле c8 · черен топ на черно поле d8 · черен цар на бяло поле g8 · черен кон на бяло поле d7 · черна пешка на бяло поле f7 · черна пешка на черно поле g7 · черна пешка на бяло поле h7 · черна пешка на бяло поле a6 · черна пешка на черно поле b6 · черна пешка на бяло поле c6 · черна пешка на бяло поле e6 · бяла пешка на черно поле c5 · бяла пешка на черно поле b4 · бяла пешка на черно поле d4 · бял офицер на бяло поле e4 · черна дама на черно поле a3 · бяла пешка на черно поле e3 · бял кон на бяло поле f3 · бял офицер на черно поле d2 · бяла пешка на черно поле f2 · бяла пешка на бяло поле g2 · бяла пешка на черно поле h2 · бяла дама на бяло поле d1 · бял топ на бяло поле f1 · бял цар на черно поле g1 | черен топ на черно поле b8 · черен офицер на бяло поле c8 · черен топ на черно поле d8 · черен цар на бяло поле g8 · черен кон на бяло поле d7 · черна пешка на бяло поле f7 · черна пешка на черно поле g7 · черна пешка на бяло поле h7 · черна пешка на бяло поле a6 · черна пешка на черно поле b6 · черна пешка на бяло поле c6 · черна пешка на бяло поле e6 · бяла пешка на черно поле c5 · бяла пешка на черно поле b4 · бяла пешка на черно поле d4 · бял офицер на бяло поле e4 · черна дама на черно поле a3 · бяла пешка на черно поле e3 · бял кон на бяло поле f3 · бял офицер на черно поле d2 · бяла пешка на черно поле f2 · бяла пешка на бяло поле g2 · бяла пешка на черно поле h2 · бяла дама на бяло поле d1 · бял топ на бяло поле f1 · бял цар на черно поле g1 | 4 |
| 3 | черен топ на черно поле b8 · черен офицер на бяло поле c8 · черен топ на черно поле d8 · черен цар на бяло поле g8 · черен кон на бяло поле d7 · черна пешка на бяло поле f7 · черна пешка на черно поле g7 · черна пешка на бяло поле h7 · черна пешка на бяло поле a6 · черна пешка на черно поле b6 · черна пешка на бяло поле c6 · черна пешка на бяло поле e6 · бяла пешка на черно поле c5 · бяла пешка на черно поле b4 · бяла пешка на черно поле d4 · бял офицер на бяло поле e4 · черна дама на черно поле a3 · бяла пешка на черно поле e3 · бял кон на бяло поле f3 · бял офицер на черно поле d2 · бяла пешка на черно поле f2 · бяла пешка на бяло поле g2 · бяла пешка на черно поле h2 · бяла дама на бяло поле d1 · бял топ на бяло поле f1 · бял цар на черно поле g1 | черен топ на черно поле b8 · черен офицер на бяло поле c8 · черен топ на черно поле d8 · черен цар на бяло поле g8 · черен кон на бяло поле d7 · черна пешка на бяло поле f7 · черна пешка на черно поле g7 · черна пешка на бяло поле h7 · черна пешка на бяло поле a6 · черна пешка на черно поле b6 · черна пешка на бяло поле c6 · черна пешка на бяло поле e6 · бяла пешка на черно поле c5 · бяла пешка на черно поле b4 · бяла пешка на черно поле d4 · бял офицер на бяло поле e4 · черна дама на черно поле a3 · бяла пешка на черно поле e3 · бял кон на бяло поле f3 · бял офицер на черно поле d2 · бяла пешка на черно поле f2 · бяла пешка на бяло поле g2 · бяла пешка на черно поле h2 · бяла дама на бяло поле d1 · бял топ на бяло поле f1 · бял цар на черно поле g1 | черен топ на черно поле b8 · черен офицер на бяло поле c8 · черен топ на черно поле d8 · черен цар на бяло поле g8 · черен кон на бяло поле d7 · черна пешка на бяло поле f7 · черна пешка на черно поле g7 · черна пешка на бяло поле h7 · черна пешка на бяло поле a6 · черна пешка на черно поле b6 · черна пешка на бяло поле c6 · черна пешка на бяло поле e6 · бяла пешка на черно поле c5 · бяла пешка на черно поле b4 · бяла пешка на черно поле d4 · бял офицер на бяло поле e4 · черна дама на черно поле a3 · бяла пешка на черно поле e3 · бял кон на бяло поле f3 · бял офицер на черно поле d2 · бяла пешка на черно поле f2 · бяла пешка на бяло поле g2 · бяла пешка на черно поле h2 · бяла дама на бяло поле d1 · бял топ на бяло поле f1 · бял цар на черно поле g1 | черен топ на черно поле b8 · черен офицер на бяло поле c8 · черен топ на черно поле d8 · черен цар на бяло поле g8 · черен кон на бяло поле d7 · черна пешка на бяло поле f7 · черна пешка на черно поле g7 · черна пешка на бяло поле h7 · черна пешка на бяло поле a6 · черна пешка на черно поле b6 · черна пешка на бяло поле c6 · черна пешка на бяло поле e6 · бяла пешка на черно поле c5 · бяла пешка на черно поле b4 · бяла пешка на черно поле d4 · бял офицер на бяло поле e4 · черна дама на черно поле a3 · бяла пешка на черно поле e3 · бял кон на бяло поле f3 · бял офицер на черно поле d2 · бяла пешка на черно поле f2 · бяла пешка на бяло поле g2 · бяла пешка на черно поле h2 · бяла дама на бяло поле d1 · бял топ на бяло поле f1 · бял цар на черно поле g1 | черен топ на черно поле b8 · черен офицер на бяло поле c8 · черен топ на черно поле d8 · черен цар на бяло поле g8 · черен кон на бяло поле d7 · черна пешка на бяло поле f7 · черна пешка на черно поле g7 · черна пешка на бяло поле h7 · черна пешка на бяло поле a6 · черна пешка на черно поле b6 · черна пешка на бяло поле c6 · черна пешка на бяло поле e6 · бяла пешка на черно поле c5 · бяла пешка на черно поле b4 · бяла пешка на черно поле d4 · бял офицер на бяло поле e4 · черна дама на черно поле a3 · бяла пешка на черно поле e3 · бял кон на бяло поле f3 · бял офицер на черно поле d2 · бяла пешка на черно поле f2 · бяла пешка на бяло поле g2 · бяла пешка на черно поле h2 · бяла дама на бяло поле d1 · бял топ на бяло поле f1 · бял цар на черно поле g1 | черен топ на черно поле b8 · черен офицер на бяло поле c8 · черен топ на черно поле d8 · черен цар на бяло поле g8 · черен кон на бяло поле d7 · черна пешка на бяло поле f7 · черна пешка на черно поле g7 · черна пешка на бяло поле h7 · черна пешка на бяло поле a6 · черна пешка на черно поле b6 · черна пешка на бяло поле c6 · черна пешка на бяло поле e6 · бяла пешка на черно поле c5 · бяла пешка на черно поле b4 · бяла пешка на черно поле d4 · бял офицер на бяло поле e4 · черна дама на черно поле a3 · бяла пешка на черно поле e3 · бял кон на бяло поле f3 · бял офицер на черно поле d2 · бяла пешка на черно поле f2 · бяла пешка на бяло поле g2 · бяла пешка на черно поле h2 · бяла дама на бяло поле d1 · бял топ на бяло поле f1 · бял цар на черно поле g1 | черен топ на черно поле b8 · черен офицер на бяло поле c8 · черен топ на черно поле d8 · черен цар на бяло поле g8 · черен кон на бяло поле d7 · черна пешка на бяло поле f7 · черна пешка на черно поле g7 · черна пешка на бяло поле h7 · черна пешка на бяло поле a6 · черна пешка на черно поле b6 · черна пешка на бяло поле c6 · черна пешка на бяло поле e6 · бяла пешка на черно поле c5 · бяла пешка на черно поле b4 · бяла пешка на черно поле d4 · бял офицер на бяло поле e4 · черна дама на черно поле a3 · бяла пешка на черно поле e3 · бял кон на бяло поле f3 · бял офицер на черно поле d2 · бяла пешка на черно поле f2 · бяла пешка на бяло поле g2 · бяла пешка на черно поле h2 · бяла дама на бяло поле d1 · бял топ на бяло поле f1 · бял цар на черно поле g1 | черен топ на черно поле b8 · черен офицер на бяло поле c8 · черен топ на черно поле d8 · черен цар на бяло поле g8 · черен кон на бяло поле d7 · черна пешка на бяло поле f7 · черна пешка на черно поле g7 · черна пешка на бяло поле h7 · черна пешка на бяло поле a6 · черна пешка на черно поле b6 · черна пешка на бяло поле c6 · черна пешка на бяло поле e6 · бяла пешка на черно поле c5 · бяла пешка на черно поле b4 · бяла пешка на черно поле d4 · бял офицер на бяло поле e4 · черна дама на черно поле a3 · бяла пешка на черно поле e3 · бял кон на бяло поле f3 · бял офицер на черно поле d2 · бяла пешка на черно поле f2 · бяла пешка на бяло поле g2 · бяла пешка на черно поле h2 · бяла дама на бяло поле d1 · бял топ на бяло поле f1 · бял цар на черно поле g1 | 3 |
| 2 | черен топ на черно поле b8 · черен офицер на бяло поле c8 · черен топ на черно поле d8 · черен цар на бяло поле g8 · черен кон на бяло поле d7 · черна пешка на бяло поле f7 · черна пешка на черно поле g7 · черна пешка на бяло поле h7 · черна пешка на бяло поле a6 · черна пешка на черно поле b6 · черна пешка на бяло поле c6 · черна пешка на бяло поле e6 · бяла пешка на черно поле c5 · бяла пешка на черно поле b4 · бяла пешка на черно поле d4 · бял офицер на бяло поле e4 · черна дама на черно поле a3 · бяла пешка на черно поле e3 · бял кон на бяло поле f3 · бял офицер на черно поле d2 · бяла пешка на черно поле f2 · бяла пешка на бяло поле g2 · бяла пешка на черно поле h2 · бяла дама на бяло поле d1 · бял топ на бяло поле f1 · бял цар на черно поле g1 | черен топ на черно поле b8 · черен офицер на бяло поле c8 · черен топ на черно поле d8 · черен цар на бяло поле g8 · черен кон на бяло поле d7 · черна пешка на бяло поле f7 · черна пешка на черно поле g7 · черна пешка на бяло поле h7 · черна пешка на бяло поле a6 · черна пешка на черно поле b6 · черна пешка на бяло поле c6 · черна пешка на бяло поле e6 · бяла пешка на черно поле c5 · бяла пешка на черно поле b4 · бяла пешка на черно поле d4 · бял офицер на бяло поле e4 · черна дама на черно поле a3 · бяла пешка на черно поле e3 · бял кон на бяло поле f3 · бял офицер на черно поле d2 · бяла пешка на черно поле f2 · бяла пешка на бяло поле g2 · бяла пешка на черно поле h2 · бяла дама на бяло поле d1 · бял топ на бяло поле f1 · бял цар на черно поле g1 | черен топ на черно поле b8 · черен офицер на бяло поле c8 · черен топ на черно поле d8 · черен цар на бяло поле g8 · черен кон на бяло поле d7 · черна пешка на бяло поле f7 · черна пешка на черно поле g7 · черна пешка на бяло поле h7 · черна пешка на бяло поле a6 · черна пешка на черно поле b6 · черна пешка на бяло поле c6 · черна пешка на бяло поле e6 · бяла пешка на черно поле c5 · бяла пешка на черно поле b4 · бяла пешка на черно поле d4 · бял офицер на бяло поле e4 · черна дама на черно поле a3 · бяла пешка на черно поле e3 · бял кон на бяло поле f3 · бял офицер на черно поле d2 · бяла пешка на черно поле f2 · бяла пешка на бяло поле g2 · бяла пешка на черно поле h2 · бяла дама на бяло поле d1 · бял топ на бяло поле f1 · бял цар на черно поле g1 | черен топ на черно поле b8 · черен офицер на бяло поле c8 · черен топ на черно поле d8 · черен цар на бяло поле g8 · черен кон на бяло поле d7 · черна пешка на бяло поле f7 · черна пешка на черно поле g7 · черна пешка на бяло поле h7 · черна пешка на бяло поле a6 · черна пешка на черно поле b6 · черна пешка на бяло поле c6 · черна пешка на бяло поле e6 · бяла пешка на черно поле c5 · бяла пешка на черно поле b4 · бяла пешка на черно поле d4 · бял офицер на бяло поле e4 · черна дама на черно поле a3 · бяла пешка на черно поле e3 · бял кон на бяло поле f3 · бял офицер на черно поле d2 · бяла пешка на черно поле f2 · бяла пешка на бяло поле g2 · бяла пешка на черно поле h2 · бяла дама на бяло поле d1 · бял топ на бяло поле f1 · бял цар на черно поле g1 | черен топ на черно поле b8 · черен офицер на бяло поле c8 · черен топ на черно поле d8 · черен цар на бяло поле g8 · черен кон на бяло поле d7 · черна пешка на бяло поле f7 · черна пешка на черно поле g7 · черна пешка на бяло поле h7 · черна пешка на бяло поле a6 · черна пешка на черно поле b6 · черна пешка на бяло поле c6 · черна пешка на бяло поле e6 · бяла пешка на черно поле c5 · бяла пешка на черно поле b4 · бяла пешка на черно поле d4 · бял офицер на бяло поле e4 · черна дама на черно поле a3 · бяла пешка на черно поле e3 · бял кон на бяло поле f3 · бял офицер на черно поле d2 · бяла пешка на черно поле f2 · бяла пешка на бяло поле g2 · бяла пешка на черно поле h2 · бяла дама на бяло поле d1 · бял топ на бяло поле f1 · бял цар на черно поле g1 | черен топ на черно поле b8 · черен офицер на бяло поле c8 · черен топ на черно поле d8 · черен цар на бяло поле g8 · черен кон на бяло поле d7 · черна пешка на бяло поле f7 · черна пешка на черно поле g7 · черна пешка на бяло поле h7 · черна пешка на бяло поле a6 · черна пешка на черно поле b6 · черна пешка на бяло поле c6 · черна пешка на бяло поле e6 · бяла пешка на черно поле c5 · бяла пешка на черно поле b4 · бяла пешка на черно поле d4 · бял офицер на бяло поле e4 · черна дама на черно поле a3 · бяла пешка на черно поле e3 · бял кон на бяло поле f3 · бял офицер на черно поле d2 · бяла пешка на черно поле f2 · бяла пешка на бяло поле g2 · бяла пешка на черно поле h2 · бяла дама на бяло поле d1 · бял топ на бяло поле f1 · бял цар на черно поле g1 | черен топ на черно поле b8 · черен офицер на бяло поле c8 · черен топ на черно поле d8 · черен цар на бяло поле g8 · черен кон на бяло поле d7 · черна пешка на бяло поле f7 · черна пешка на черно поле g7 · черна пешка на бяло поле h7 · черна пешка на бяло поле a6 · черна пешка на черно поле b6 · черна пешка на бяло поле c6 · черна пешка на бяло поле e6 · бяла пешка на черно поле c5 · бяла пешка на черно поле b4 · бяла пешка на черно поле d4 · бял офицер на бяло поле e4 · черна дама на черно поле a3 · бяла пешка на черно поле e3 · бял кон на бяло поле f3 · бял офицер на черно поле d2 · бяла пешка на черно поле f2 · бяла пешка на бяло поле g2 · бяла пешка на черно поле h2 · бяла дама на бяло поле d1 · бял топ на бяло поле f1 · бял цар на черно поле g1 | черен топ на черно поле b8 · черен офицер на бяло поле c8 · черен топ на черно поле d8 · черен цар на бяло поле g8 · черен кон на бяло поле d7 · черна пешка на бяло поле f7 · черна пешка на черно поле g7 · черна пешка на бяло поле h7 · черна пешка на бяло поле a6 · черна пешка на черно поле b6 · черна пешка на бяло поле c6 · черна пешка на бяло поле e6 · бяла пешка на черно поле c5 · бяла пешка на черно поле b4 · бяла пешка на черно поле d4 · бял офицер на бяло поле e4 · черна дама на черно поле a3 · бяла пешка на черно поле e3 · бял кон на бяло поле f3 · бял офицер на черно поле d2 · бяла пешка на черно поле f2 · бяла пешка на бяло поле g2 · бяла пешка на черно поле h2 · бяла дама на бяло поле d1 · бял топ на бяло поле f1 · бял цар на черно поле g1 | 2 |
| 1 | черен топ на черно поле b8 · черен офицер на бяло поле c8 · черен топ на черно поле d8 · черен цар на бяло поле g8 · черен кон на бяло поле d7 · черна пешка на бяло поле f7 · черна пешка на черно поле g7 · черна пешка на бяло поле h7 · черна пешка на бяло поле a6 · черна пешка на черно поле b6 · черна пешка на бяло поле c6 · черна пешка на бяло поле e6 · бяла пешка на черно поле c5 · бяла пешка на черно поле b4 · бяла пешка на черно поле d4 · бял офицер на бяло поле e4 · черна дама на черно поле a3 · бяла пешка на черно поле e3 · бял кон на бяло поле f3 · бял офицер на черно поле d2 · бяла пешка на черно поле f2 · бяла пешка на бяло поле g2 · бяла пешка на черно поле h2 · бяла дама на бяло поле d1 · бял топ на бяло поле f1 · бял цар на черно поле g1 | черен топ на черно поле b8 · черен офицер на бяло поле c8 · черен топ на черно поле d8 · черен цар на бяло поле g8 · черен кон на бяло поле d7 · черна пешка на бяло поле f7 · черна пешка на черно поле g7 · черна пешка на бяло поле h7 · черна пешка на бяло поле a6 · черна пешка на черно поле b6 · черна пешка на бяло поле c6 · черна пешка на бяло поле e6 · бяла пешка на черно поле c5 · бяла пешка на черно поле b4 · бяла пешка на черно поле d4 · бял офицер на бяло поле e4 · черна дама на черно поле a3 · бяла пешка на черно поле e3 · бял кон на бяло поле f3 · бял офицер на черно поле d2 · бяла пешка на черно поле f2 · бяла пешка на бяло поле g2 · бяла пешка на черно поле h2 · бяла дама на бяло поле d1 · бял топ на бяло поле f1 · бял цар на черно поле g1 | черен топ на черно поле b8 · черен офицер на бяло поле c8 · черен топ на черно поле d8 · черен цар на бяло поле g8 · черен кон на бяло поле d7 · черна пешка на бяло поле f7 · черна пешка на черно поле g7 · черна пешка на бяло поле h7 · черна пешка на бяло поле a6 · черна пешка на черно поле b6 · черна пешка на бяло поле c6 · черна пешка на бяло поле e6 · бяла пешка на черно поле c5 · бяла пешка на черно поле b4 · бяла пешка на черно поле d4 · бял офицер на бяло поле e4 · черна дама на черно поле a3 · бяла пешка на черно поле e3 · бял кон на бяло поле f3 · бял офицер на черно поле d2 · бяла пешка на черно поле f2 · бяла пешка на бяло поле g2 · бяла пешка на черно поле h2 · бяла дама на бяло поле d1 · бял топ на бяло поле f1 · бял цар на черно поле g1 | черен топ на черно поле b8 · черен офицер на бяло поле c8 · черен топ на черно поле d8 · черен цар на бяло поле g8 · черен кон на бяло поле d7 · черна пешка на бяло поле f7 · черна пешка на черно поле g7 · черна пешка на бяло поле h7 · черна пешка на бяло поле a6 · черна пешка на черно поле b6 · черна пешка на бяло поле c6 · черна пешка на бяло поле e6 · бяла пешка на черно поле c5 · бяла пешка на черно поле b4 · бяла пешка на черно поле d4 · бял офицер на бяло поле e4 · черна дама на черно поле a3 · бяла пешка на черно поле e3 · бял кон на бяло поле f3 · бял офицер на черно поле d2 · бяла пешка на черно поле f2 · бяла пешка на бяло поле g2 · бяла пешка на черно поле h2 · бяла дама на бяло поле d1 · бял топ на бяло поле f1 · бял цар на черно поле g1 | черен топ на черно поле b8 · черен офицер на бяло поле c8 · черен топ на черно поле d8 · черен цар на бяло поле g8 · черен кон на бяло поле d7 · черна пешка на бяло поле f7 · черна пешка на черно поле g7 · черна пешка на бяло поле h7 · черна пешка на бяло поле a6 · черна пешка на черно поле b6 · черна пешка на бяло поле c6 · черна пешка на бяло поле e6 · бяла пешка на черно поле c5 · бяла пешка на черно поле b4 · бяла пешка на черно поле d4 · бял офицер на бяло поле e4 · черна дама на черно поле a3 · бяла пешка на черно поле e3 · бял кон на бяло поле f3 · бял офицер на черно поле d2 · бяла пешка на черно поле f2 · бяла пешка на бяло поле g2 · бяла пешка на черно поле h2 · бяла дама на бяло поле d1 · бял топ на бяло поле f1 · бял цар на черно поле g1 | черен топ на черно поле b8 · черен офицер на бяло поле c8 · черен топ на черно поле d8 · черен цар на бяло поле g8 · черен кон на бяло поле d7 · черна пешка на бяло поле f7 · черна пешка на черно поле g7 · черна пешка на бяло поле h7 · черна пешка на бяло поле a6 · черна пешка на черно поле b6 · черна пешка на бяло поле c6 · черна пешка на бяло поле e6 · бяла пешка на черно поле c5 · бяла пешка на черно поле b4 · бяла пешка на черно поле d4 · бял офицер на бяло поле e4 · черна дама на черно поле a3 · бяла пешка на черно поле e3 · бял кон на бяло поле f3 · бял офицер на черно поле d2 · бяла пешка на черно поле f2 · бяла пешка на бяло поле g2 · бяла пешка на черно поле h2 · бяла дама на бяло поле d1 · бял топ на бяло поле f1 · бял цар на черно поле g1 | черен топ на черно поле b8 · черен офицер на бяло поле c8 · черен топ на черно поле d8 · черен цар на бяло поле g8 · черен кон на бяло поле d7 · черна пешка на бяло поле f7 · черна пешка на черно поле g7 · черна пешка на бяло поле h7 · черна пешка на бяло поле a6 · черна пешка на черно поле b6 · черна пешка на бяло поле c6 · черна пешка на бяло поле e6 · бяла пешка на черно поле c5 · бяла пешка на черно поле b4 · бяла пешка на черно поле d4 · бял офицер на бяло поле e4 · черна дама на черно поле a3 · бяла пешка на черно поле e3 · бял кон на бяло поле f3 · бял офицер на черно поле d2 · бяла пешка на черно поле f2 · бяла пешка на бяло поле g2 · бяла пешка на черно поле h2 · бяла дама на бяло поле d1 · бял топ на бяло поле f1 · бял цар на черно поле g1 | черен топ на черно поле b8 · черен офицер на бяло поле c8 · черен топ на черно поле d8 · черен цар на бяло поле g8 · черен кон на бяло поле d7 · черна пешка на бяло поле f7 · черна пешка на черно поле g7 · черна пешка на бяло поле h7 · черна пешка на бяло поле a6 · черна пешка на черно поле b6 · черна пешка на бяло поле c6 · черна пешка на бяло поле e6 · бяла пешка на черно поле c5 · бяла пешка на черно поле b4 · бяла пешка на черно поле d4 · бял офицер на бяло поле e4 · черна дама на черно поле a3 · бяла пешка на черно поле e3 · бял кон на бяло поле f3 · бял офицер на черно поле d2 · бяла пешка на черно поле f2 · бяла пешка на бяло поле g2 · бяла пешка на черно поле h2 · бяла дама на бяло поле d1 · бял топ на бяло поле f1 · бял цар на черно поле g1 | 1 |
|   | a | b | c | d | e | f | g | h |   |

1. d4 d5 2. c4 c6 3. Kf3 Kf6 4. Kc3 e6 5. e3 a6 6. b3 Ob4 7. Od2 Kbd7 8. Od3 0 – 0 9. 0 – 0 Де7 10. Oc2 Td8 11. a3!! (диаграма 3) Аронян жертва пешка и качество, но изолира черната дама. 11. ... O:a3 12. T:a3! Д:а3 13. c5 b6 14. b4 Ke4 15. K:e4 d:e4 16. O:e4 Tb8 (диаграма 4) Тук Аронян жертва и фигура, но развива силна атака срещу черния цар. 17. О:h7!! Ц:h7 18. Kg5+ Цg8 19. Дh5! Kf6 20. Д:f7+ Цh8 21. Дс7! Оd7 22. Kf7+! Цh7 23. K:d8 Tc8 24. Д:b6 Kd5 25. Да7 T:d8 Белите си върнаха качеството, а за офицера имат 3 пешки повече. 26. e4 Дd3 27. e:d5 Д:d2 28. Дс7 Дg5 29. d:c6 Oc8 30. h3 Дd5 31. Td1 e5 32. Td3 e:d4 33. Де7 Оf5 34. Tg3 Og6? 35. Дh4+ Черните се предават – губят офицера и остават с 3 пешки по-малко. 1 – 0